# Puglia
La Puglia (AFI: /ˈpuʎʎa/) è una regione italiana a statuto ordinario dell'Italia meridionale, di 3 867 282 abitanti, istituita nel 1948 e resa operativa nel 1970. Ha come capoluogo la città di Bari.
Confina a nord-ovest con il Molise e a ovest con la Campania e la Basilicata, mentre è bagnata a est e a nord dal mare Adriatico e a sud dal mar Ionio. Comprende la città metropolitana di Bari (capoluogo) e le province di Foggia, Barletta-Andria-Trani, Taranto, Brindisi e Lecce. La Puglia è la regione più orientale d'Italia: la località più a est è Punta Palascìa (Otranto), distante 72 km da Capo Linguetta, la punta più settentrionale della Penisola di Karaburun, in Albania, 80 km dall'isola greca di Fanò.

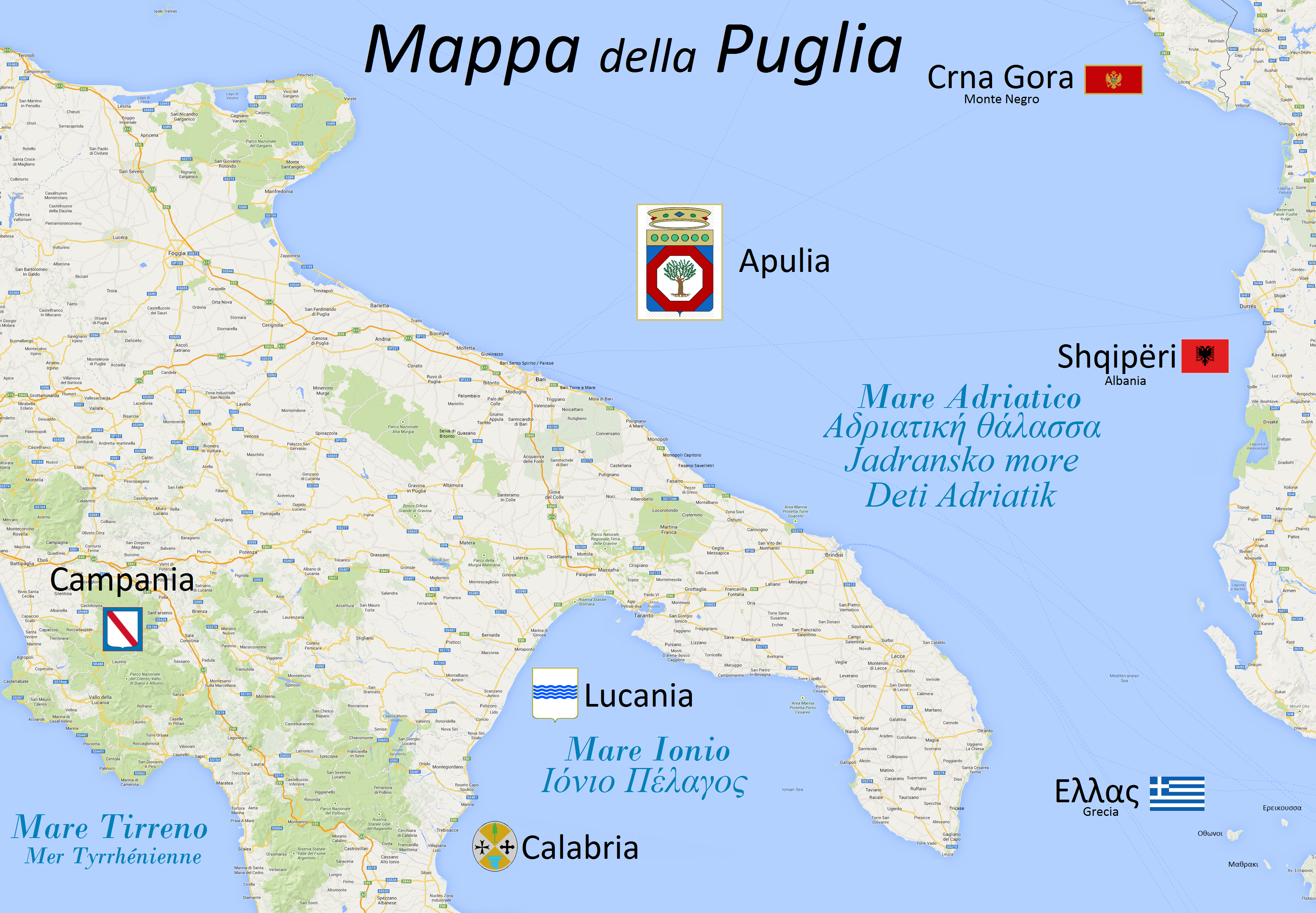
Mappa della Puglia ad alta definizione

## Geografia fisica

### Territorio

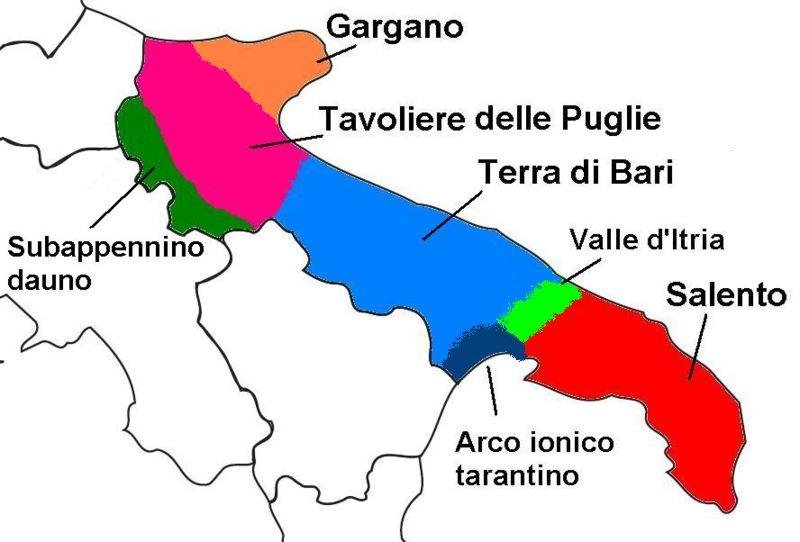
I territori della Puglia

Nell'ambito dell'Italia meridionale (isole escluse) la Puglia è la regione più estesa, nonché quella con il maggiore sviluppo costiero dell'Italia continentale  con un'estensione delle coste di circa 865 km. Lungo la costa si alternano tratti rocciosi, falesie (coste rocciose dalle pareti a picco) e litorali sabbiosi. Nel 2025 il Sistema Nazionale per la Protezione dell'Ambiente ha dichiarato balneabile il 99,7% delle coste pugliesi.
L'interno della regione è prevalentemente pianeggiante e collinare, senza evidenti contrasti tra un territorio e l'altro. Ciononostante si possono distinguere subregioni differenti: il Gargano e i monti della Daunia (questi ultimi noti anche come Subappennino dauno) sono le uniche zone montuose della Puglia, con rilievi che raggiungono rispettivamente i 1 065 e i 1 151 m s.l.m.; il Tavoliere delle Puglie, esteso per circa 3 000 km², rappresenta la più estesa pianura d'Italia dopo la Pianura Padana; le Murge, un altopiano di natura calcarea posto a sud del Tavoliere che si estende fino alle Serre salentine; la Terra di Bari, tra le Murge e il mare Adriatico, è un'area pianeggiante o leggermente ondulata; la valle d'Itria, situata a cavallo tra le province di Bari, Brindisi e Taranto, si caratterizza per un'alternanza tra vallate e ondulazioni e soprattutto da un'elevata popolazione sparsa (questa è la zona di maggior concentrazione di trulli); l'arco ionico tarantino o "banco delle gravine", segue la costa dell'intera provincia, estendendosi dal sistema murgiano, a nord, fino alla zona occidentale della penisola salentina, a sud, abbracciando una zona collinare ed una vasta zona costiera pianeggiante intervallata da "gravine"; il Salento, suddiviso a sua volta in Tavoliere di Lecce e Serre salentine, zona di modesti rilievi culminanti nella Serra dei Cianci (196 m s.l.m.).
Alla Puglia appartiene l'arcipelago delle Tremiti, a nord-est al largo della costa garganica, le piccole isole Cheradi, presso Taranto e l'isola di Sant'Andrea dinanzi alla costa di Gallipoli. Dal punto di vista geografico la regione fisica pugliese include anche l'arcipelago di Pelagosa, in quanto parte delle Tremiti stesse, ceduto assieme alla maggior parte della Venezia Giulia e a Zara alla Jugoslavia a seguito dei trattati di pace al termine del secondo conflitto mondiale.
Secondo il sito ufficiale della Regione il territorio è suddiviso in 11 ambiti paesaggistici:
1. Gargano (1.1. Anfiteatro dei Laghi Costieri; 1.2. Altopiano Carsico; 1.3. Foresta Umbra; 1.4. Costa Alta; 1.5. Manfredonia);[19]
2. Subppennino Dauno (2.1. Bassa Valle del Fortore e Sistema Dunale; 2.2. Media Valle del Fortore e Diga di Occhito; 2.3. Subappennino Settentrionale; 2.4. Subappennino Meridionale);[20]
3. Tavoliere delle Puglie (3.1. Piana Foggiana della Riforma; 3.2. Mosaico di San Severo; 3.3. Mosaico di Cerignola; 3.4. Saline di Margherita di Savoia; 3.5. Lucera e Serre del Subappennino; 3.6. Marane di Ascoli Satriano);[21]
4. Ofanto (4.1. Bassa Valle dell'Ofanto; 4.2. Media Valle dell'Ofanto, 4.3. Valle del Torrente Locone);[22]
5. Puglia Centrale (5.1. Piana Olivicola del Nord Barese; 5.2. Conca di Bari e Sistema Radiale delle Lame; 5.3. Sud-Est Barese e Paesaggio del Frutteto);[23]
6. Alta Murgia (6.1. Altopiano delle Murge; 6.2. Fossa Bradanica; 6.3. Sella di Gioia del Colle);[24]
7. Murgia dei Trulli (7.1. Valle d'Itria; 7.2. Piana degli Uliveti Secolari);[25]
8. Arco Ionico Tarantino (8.1. Anfiteatro e Piana Tarantina; 8.2. Paesaggio delle Gravine Ioniche);[26]
9. Piana Brindisina (9.1. Campagna Irrigua della Piana Brindisina; 9.2. Puglia Grande);[27]
10. Tavoliere di Lecce (10.1. Campagna Leccese del Ristretto e Sistema della Ville Suburbane; 10.2. Paesaggio del Vigneto d'Eccellenza; 10.3. Paesaggio Costiero Profondo da San Cataldo ad Alimini; 10.4. Campagna a Mosaico del Salento Centrale; 10.5. Nardò e le Ville Storiche delle Cenate; 10.6. Paesaggio Dunale Costiero Ionico; 10.7. Murgia Salentina);[28]
11. Serre Salentine (11.1. Serre Ioniche; 11.2. Costa Alta da Otranto a Santa Maria di Leuca; 11.3. Campagna Olivetata delle Pietre nel Salento Sud Orientale; 11.4. Bosco del Belvedere).[29]

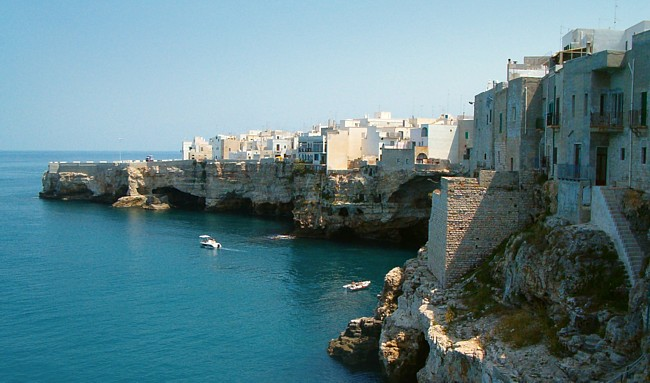
La costa presso Polignano a Mare

#### Orografia

La Puglia per zone altimetriche

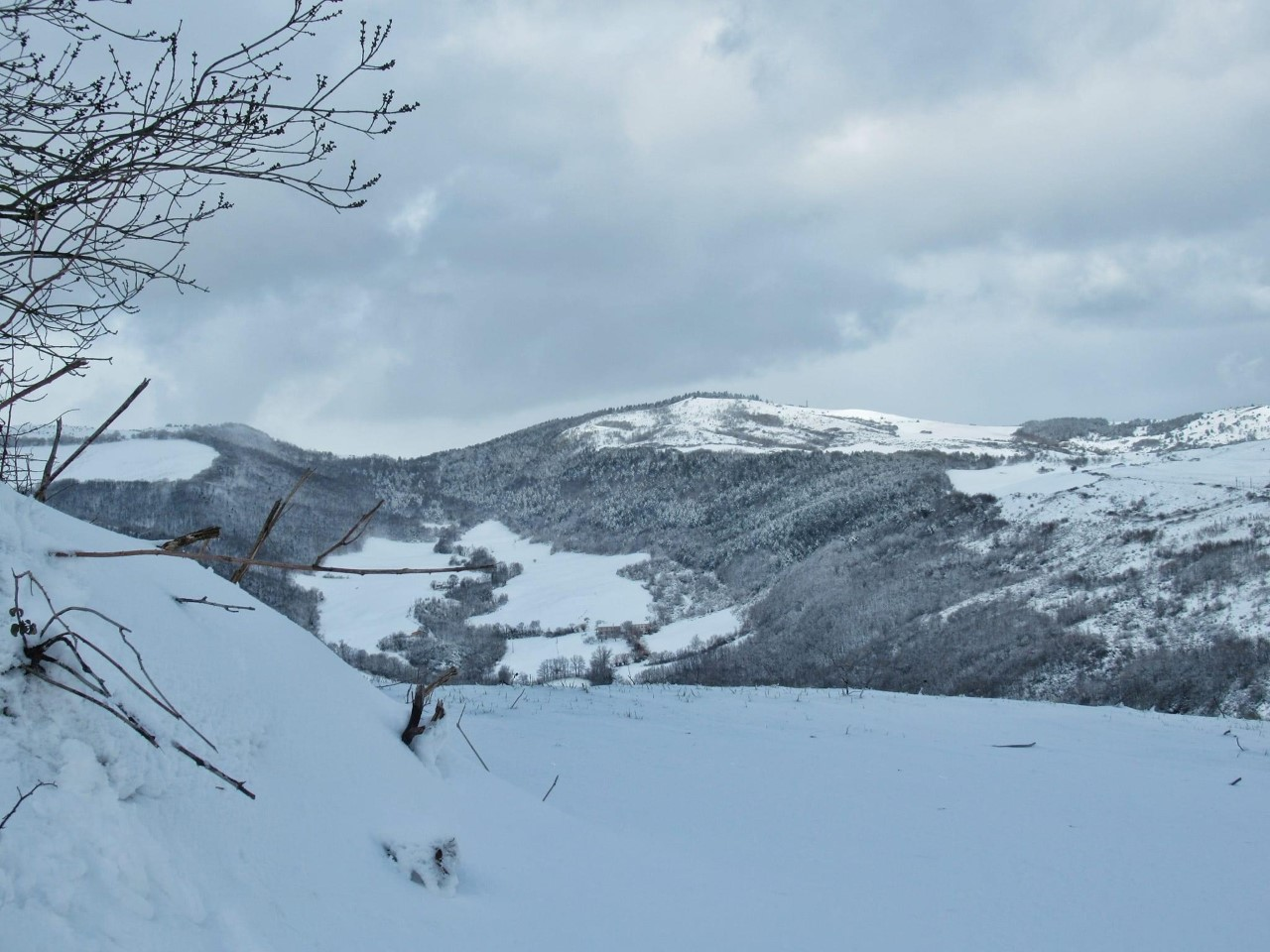
Monte Cornacchia, la vetta più alta della Puglia

Il suo territorio è pianeggiante per il 53%, collinare per il 45% e montuoso solo per Il 2% il che la rende la regione meno montuosa d'Italia. Le vette più elevate si trovano nei monti della Daunia, nella zona nord-occidentale, al confine con la Campania, dove si toccano i 1 151 m del Monte Cornacchia, e sul promontorio del Gargano, a nord-est, con i 1 055 m del monte Calvo.
Il territorio collinare pugliese è suddiviso tra le Murge e le serre salentine.
Le Murge (o la Murgia) costituiscono una subregione pugliese molto estesa, corrispondente a un altopiano carsico di forma rettangolare compresa per gran parte nella città metropolitana di Bari e nella provincia di Barletta-Andria-Trani.
Si estende a occidente toccando la provincia di Matera, in Basilicata; inoltre si prolunga verso sud nelle province di Taranto e Brindisi. Si suddivide in Alta Murgia, che rappresenta la parte più alta e rocciosa, costituita prevalentemente da bosco misto e dove la vegetazione è piuttosto povera, e in Bassa Murgia, dove la terra è più fertile e ricoperta in prevalenza da oliveti.
Le serre salentine, invece, sono un elemento collinare che si trova nella metà meridionale della provincia di Lecce.
Le pianure sono costituite dal Tavoliere delle Puglie, che rappresenta la più vasta pianura d'Italia dopo la Pianura Padana e occupa quasi la metà della Capitanata; dalla pianura salentina, un vasto e uniforme bassopiano del Salento che si estende per gran parte del brindisino (piana brindisina), per tutta la parte settentrionale della provincia di Lecce, fino alla parte meridionale della provincia di Taranto, e dalla fascia costiera della Terra di Bari, quella parte di territorio stretto tra le Murge e il mare Adriatico e comprendente l'intero litorale dalla foce dell'Ofanto fino a Fasano.

#### Geologia

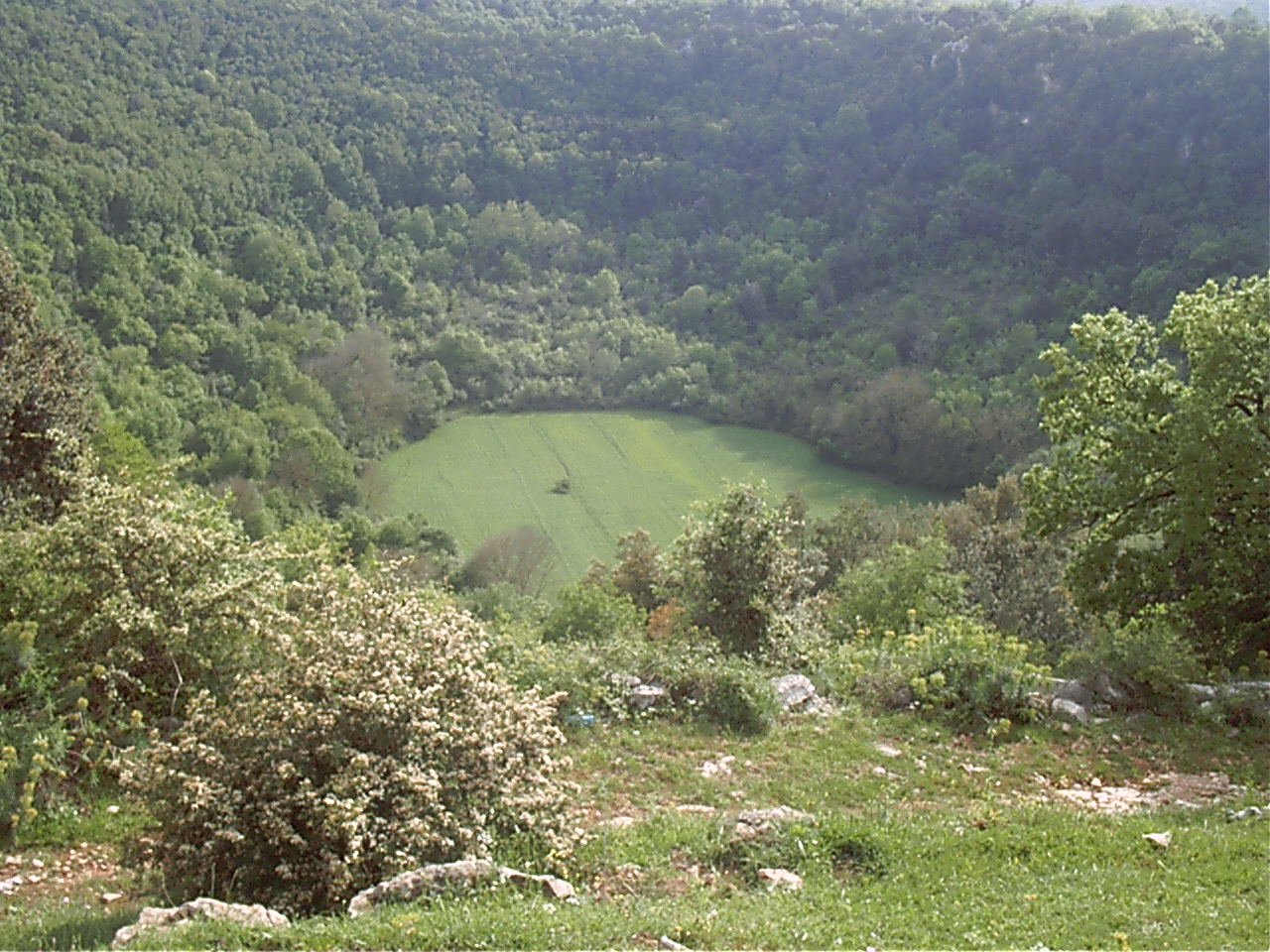
Dolina Pozzatina, un evidente
caso di carsismo sul Gargano

Dal punto di vista geologico la Puglia è costituita per quasi l'80% da rocce calcaree e dolomitiche in tutte le loro varietà.
Nel Giurassico medio e inferiore, nella parte geologica che poi diventerà la Puglia vi erano isole e scogliere sommerse dall'oceano Tetide e dai mari epi-continentali che la frammentazione della Pangea andava formando: con il progressivo deposito sui fondali dei gusci dei microrganismi marini, che li formavano sottraendo all'acqua il carbonato di calcio (CaCO3), si formò uno strato di rocce sedimentarie calcaree e dolomitiche, spesso in media centinaia di metri. Strati così spessi poterono formarsi non solo per la durata del processo di sedimentazione, circa 125 milioni di anni, ma anche per effetto della loro progressiva subsidenza.
Nel Cretacico buona parte della Puglia era al di sopra del livello del mare, per quanto la regione si presentasse come un arcipelago. In questo periodo iniziano i primi fenomeni carsici.
Nel Paleocene una serie di intrusioni subvulcaniche crearono la Punta delle Pietre nere, in prossimità di Marina di Lesina, le uniche rocce magmatiche affioranti in Puglia.
Tra i 12 e i 2 milioni di anni fa l'Appennino prende la sua forma definitiva: nel processo di creazione di questa catena montuosa la Puglia è solo marginalmente coinvolta, ma ne subisce comunque gli effetti secondari. Nel processo di orogenesi degli Appennini, infatti, quasi tutta la Puglia (eccetto i monti della Daunia) rappresenta l'avampaese, cioè quella massa continentale che fa da ostacolo alla spinta orogenetica proveniente da un'altra massa.
In questo periodo si forma anche la cosiddetta fossa bradanica, e il processo di sedimentazione provvede alla formazione dei calcari teneri, come il cosiddetto tufo.
Diecimila anni fa si completa il Tavoliere con i laghi di Lesina e Varano.

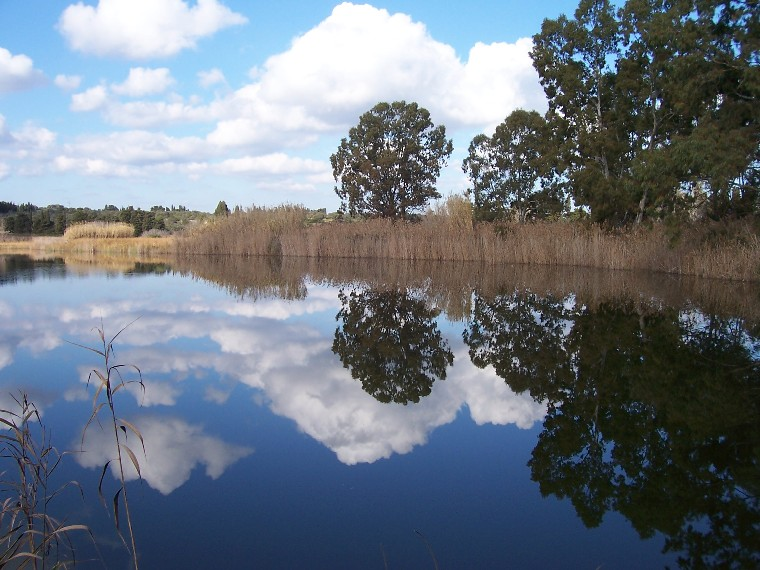
Una veduta dei Laghi Alimini presso Otranto

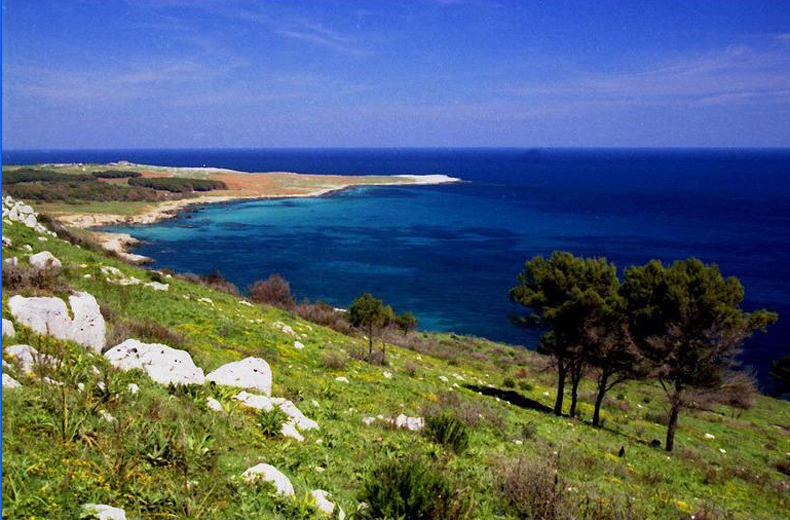
Punta Palascìa, presso Otranto, è il punto più a est d'Italia

#### Idrografia
La natura carsica di gran parte del territorio pugliese e la scarsità di precipitazioni rendono la regione particolarmente povera di corsi d'acqua superficiali. Con l'eccezione dell'Ofanto e del Fortore, che hanno in Puglia solo parte del loro percorso, i fiumi pugliesi sono caratterizzati per lo più da corsi brevi e a carattere torrentizio, come accade al Candelaro, al Cervaro e al Carapelle.
I laghi naturali della regione sono in prevalenza laghi costieri, separati dal mare Adriatico mediante stretti cordoni sabbiosi. I maggiori sono quelli di Lesina e di Varano sulla costa settentrionale del Gargano. In territorio di Manfredonia si trova il lago Salso, alimentata dalle acque dolci del Cervaro. Le saline di Margherita di Savoia sono invece il residuo del cosiddetto lago di Salpi, attestato in epoca romana. Più a sud, presso Otranto, si trovano invece i laghi Alimini. Sui Monti Dauni, invece, è presente l'unico lago naturale montano della Puglia (900 m), il lago Pescara in agro di Biccari, situato alle falde del Monte Cornacchia, la vetta più alta della Daunia e dell'intera Puglia.
Tra gli invasi artificiali, il lago di Occhito, a monte della omonima diga costruita sul fiume Fortore nei pressi del confine col Molise, è il primo bacino artificiale realizzato in Puglia, dal Consorzio per la Bonifica della Capitanata di Foggia, per fronteggiare le frequenti crisi idriche della regione. A Brindisi si trova l'invaso del Cillarese, creato nel 1980 e oggi oasi protetta. Più recente è il lago sul torrente Locone, affluente dell'Ofanto, realizzato nel territorio di Minervino Murge al confine con la Basilicata.

### Clima
In Puglia il clima è tipicamente mediterraneo: le zone costiere e pianeggianti hanno estati calde, ventilate e secche e inverni miti, talvolta nevica in pianura anche se molto raramente e quando accade la neve si scioglie dopo poche ore. Le precipitazioni, concentrate durante l'autunno inoltrato e l'inverno, sono scarse e per lo più di carattere piovoso in pianura, mentre sull'altopiano delle Murge e soprattutto sui monti della Daunia sono frequenti le nevicate in caso di correnti fredde da est. In autunno inoltrato e in inverno sono frequenti le nebbie mattutine e notturne nella Capitanata e sulle Murge.
Le escursioni termiche tra estate e inverno sono notevolissime nelle pianure interne: nel Tavoliere si può passare dagli oltre 40 °C estivi ai -3 °C / -4 °C delle mattine invernali.

## Origini del nome
Il toponimo storico Apulia (esito latino del greco Ἰαπυγία, Iapigia) deriva dall'antica popolazione degli Apuli (gr. Iapigi) che in epoca preromana abitavano buona parte della regione (i Dauni a nord, i Peuceti al centro, mentre a sud era stanziata l'affine tribù dei Messapi oltre a Calabri e Sallentini). Il termine Iapudes (Iapigi) si compone del prefisso arcaico "iap-", che indicherebbe i popoli provenienti dall'altra costa dell'Adriatico, e del suffisso -ud, mutato a poi -ul a causa di influssi osco-italici.
Secondo una diffusa (ma errata) pseudo-etimologia, invece, Apulia deriverebbe da Apluvia, ossia terra senza piogge

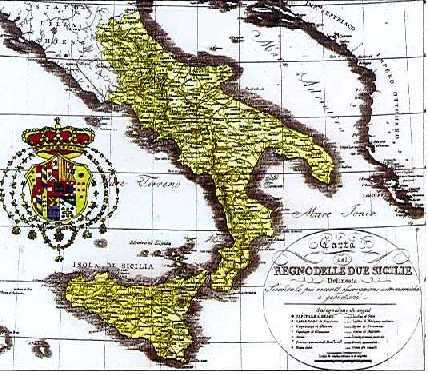
Mappa del XIX secolo del Regno delle Due Sicilie

Gli antichi Romani, in epoca imperiale, istituirono la Regio II Apulia et Calabria (comprendente un territorio leggermente più esteso dell'attuale regione) che nel tardo impero fu poi elevata a Provincia; fu però soltanto nell'alto medioevo che il coronimo Apulia fu adottato per designare anche la penisola salentina (precedentemente denominata Calabria). In seguito, nel basso medioevo, i termini Apulia/Puglia finirono per indicare una regione assai più vasta dell'attuale, soprattutto dopo che (nel 1077) la sede del ducato di Puglia fu fissata a Salerno; finché, ai tempi di Dante, per Apulia/Puglia si intendeva ormai l'intera Italia meridionale. Tuttavia tale ultima definizione non prese piede in modo stabile, sicché i confini della regione moderna non si discostano eccessivamente da quelli della primitiva Iapigia, salvo che nei monti Dauni (anticamente più legati al Sannio, malgrado il loro nome) e nel territorio di Matera (appartenuto alla Terra d'Otranto fino al XVII secolo).
Soltanto negli ultimi decenni del XX secolo l'uso del singolare Puglia si è stabilizzato; fino a prima dell'istituzione delle regioni, infatti, si usava indifferentemente anche il nome le Puglie; tale denominazione era originariamente riferita alle tre province storiche di Capitanata, Terra di Bari e Terra d'Otranto, benché nel XIII secolo anche la Basilicata fosse considerata una terra pugliese. L'insieme dei suddetti giustizierati faceva infatti capo a un'unica curia generale avente sede a Gravina; tuttavia, da un punto di vista formale, né la Basilicata né la Capitanata erano considerate parte integrante della Puglia (Apulia). Occorre però tenere presente che in origine il coronimo "Capitanata" era riferito principalmente alle vaste aree appenniniche e subappenniniche poste a cavallo tra l'odierna Puglia e le regioni limitrofe, mentre soltanto in un momento successivo passò a indicare il Tavoliere (e più tardi ancora si estese anche al Gargano).

## Storia

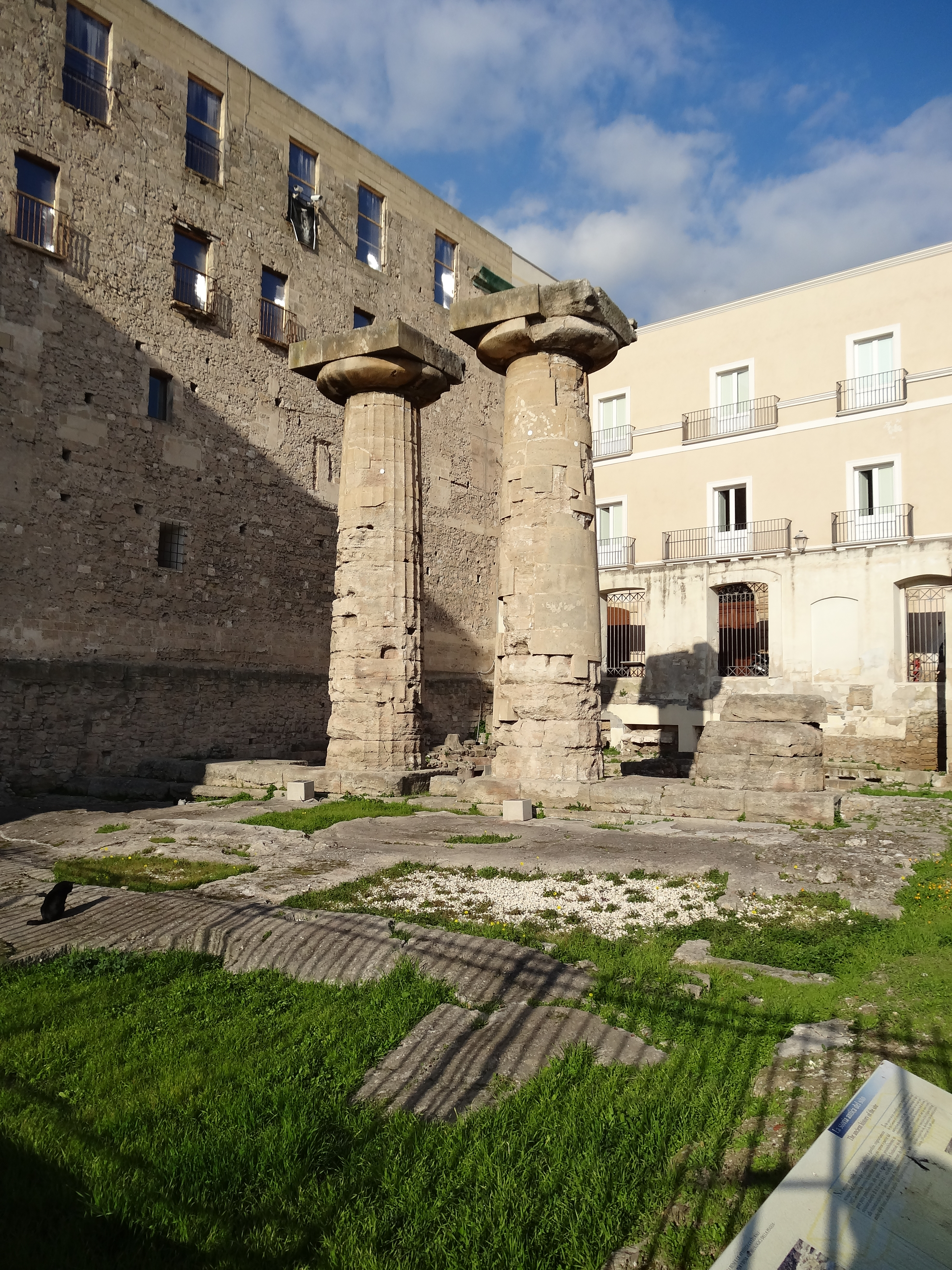
Colonne doriche del Tempio di Poseidone, Taranto

L'insediamento umano in Puglia risale al Paleolitico inferiore; il sito archeologico preistorico di Pirro Nord ha restituito  importanti resti faunistici e strumenti litici olduvaiani, datati a 1 500 000 milioni di anni dal presente (BP - Before Present in inglese), che ne farebbe il più antico insediamento umano in Europa, anche se più recentemente è stato datato a 800 000 anni BP.
A 250 000 anni BP risalgono i resti fossili dell'uomo di Altamura, una forma arcaica di Homo neanderthalensis. Numerosi sono i reperti di epoca preistorica, tra i quali diversi menhir e dolmen. Intorno al I millennio a.C. si insediarono sul territorio gli Iapigi con le tribù dei Dauni, dei Peucezi e dei Messapi, nonché le popolazioni dei Calabri e dei Sallentini (entrambe stanziate nel Salento); più tardi, in epoca ellenica, piuttosto numerose furono le colonie magnogreche soprattutto nella parte meridionale della regione, tra le quali la città spartana di Taras (Taranto).
Durante la seconda guerra sannitica (326-304 a.C.), l'esercito romano, nel tentativo di prestare soccorso a Luceria, assediata dai Sanniti, subì una grave sconfitta nella Battaglia delle Forche Caudine (321 a.C.). Ben presto Roma comprese l'importanza strategica dell'Apulia (corrispondente alla sola parte centro-settentrionale dell'attuale Puglia, mentre la penisola salentina costituiva la Calabria), ma l'occupazione della regione, nel III secolo a.C., non fu agevole soprattutto per la resistenza di Tarentum e Brundisium. Nel 216 a.C. a Canne (Barletta) l'esercito romano patì contro i Cartaginesi di Annibale la sua peggiore sconfitta.
Venne quindi istituita la Regio II Apulia et Calabria, che includeva anche l'Irpinia. Con la costruzione della via Appia e, in epoca imperiale, della via Traiana lungo cui prosperarono città come Aecae (Troia), Herdonia (Ordona), Silvium (Gravina in Puglia), Canusium (Canosa di Puglia), Rubi (Ruvo di Puglia) e Butuntum (Bitonto). La regione occupò posizioni di primato nella produzione del grano e dell'olio, diventando la maggior esportatrice di olio d'oliva in Oriente.
Alla caduta dell'Impero romano d'Occidente, anche la Puglia attraversò un lungo periodo di sofferenza. Molti popoli (Eruli e Ostrogoti) si alternarono sul territorio, ma alla fine divenne dominio dell'Impero bizantino (VI-XI secolo). Bari divenne capoluogo di un territorio esteso sino all'odierna Basilicata e sottoposto all'autorità di un capitano (o più propriamente catapano), nome del governatore bizantino da dove deriva il termine Capitanata.
Con l'avvento dei Normanni (XI secolo), Taranto diventò la capitale dell'omonimo principato, esteso su tutta la Terra d'Otranto.
Nel 1043 i Normanni fondarono la contea di Puglia (comprendente la Capitanata, alcune aree della Terra di Bari, il Vulture-Melfese e parte dell'Irpinia) che nel 1059 confluì nel vasto ducato di Puglia e Calabria, i cui confini si estesero progressivamente fino a Salerno (tale città fu prescelta quale capitale del ducato dal 1077). Dal 1130 fece parte del regno di Sicilia. Nel secolo XIII il nome Apulia fu utilizzato da alcuni autori per indicare la parte meridionale della penisola italiana.
Sia con i Normanni che con gli Svevi capeggiati dagli Hohenstaufen, la Puglia conseguì un grande progresso materiale e civile, che toccò l'apice con Federico II, a cui si deve la realizzazione di una serie di edifici laici e religiosi, alcuni di alto valore artistico, tra cui Castel del Monte presso Andria. Durante il periodo svevo Foggia divenne una delle sue residenze. Tra il 1282 e il 1442 la Puglia fu sotto la dominazione degli Angioini, all'interno del Regno di Napoli, a cui si sostituirono prima gli Aragonesi e poi gli Spagnoli: a partire da quel momento cominciò a radicarsi il potere dei latifondisti sul territorio.

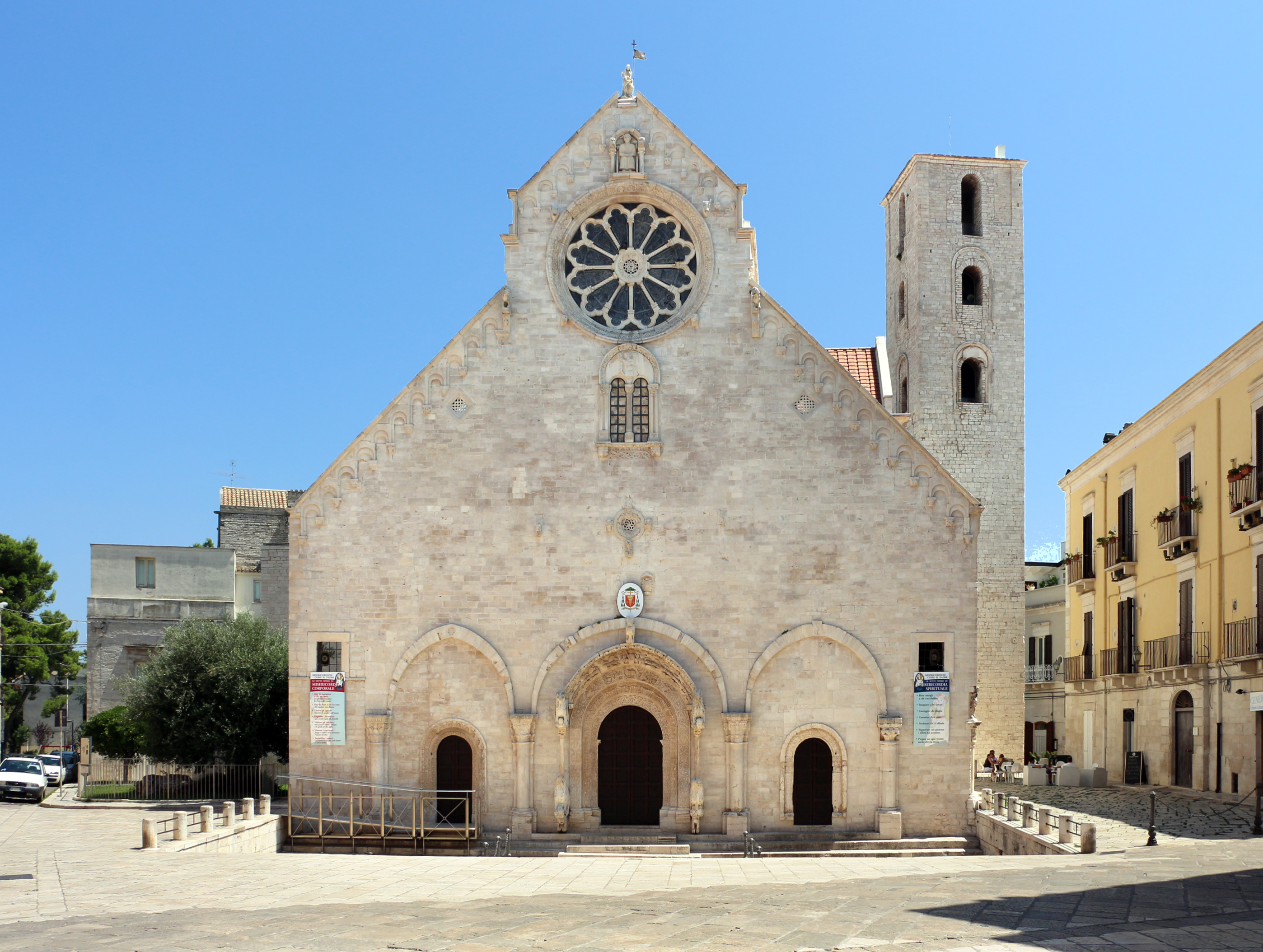
concattedrale di Ruvo di Puglia del 1200

Dopo varie prese di potere, nel 1734 la Puglia, con la battaglia di Bitonto passò, insieme al resto del Regno di Sicilia dagli Asburgo ai Borboni, sancendo l'indipendenza del Regno. Così la Puglia vive un periodo di forte prosperità economica e un ottimo sviluppo dei commerci e dell'agricoltura. Tra il 1806 e il 1815, vi fu la dominazione francese che provvide alla modernizzazione della Puglia con l'abolizione del feudalesimo e con le riforme giudiziarie fino al ritorno dei Borbone e la nascita del Regno delle Due Sicilie.
Movimenti liberali si formarono in tutta la regione nel 1820 con il diffondersi della Massoneria e della Carboneria. Con il Regno d'Italia costituito nel 1861, la Puglia fu divisa amministrativamente nelle province di Foggia, Bari e Lecce; a queste si aggiunsero nel Novecento le province di Brindisi e Taranto. Nel periodo postumo all'unità d'Italia, sorsero diverse bande brigantesche, soprattutto in Capitanata e Terra di Bari; tra i maggiori esponenti sono da menzionare Michele Caruso, Antonio Angelo Del Sambro e Giuseppe Schiavone, quest'ultimo fedele luogotenente del capobrigante lucano Carmine Crocco.

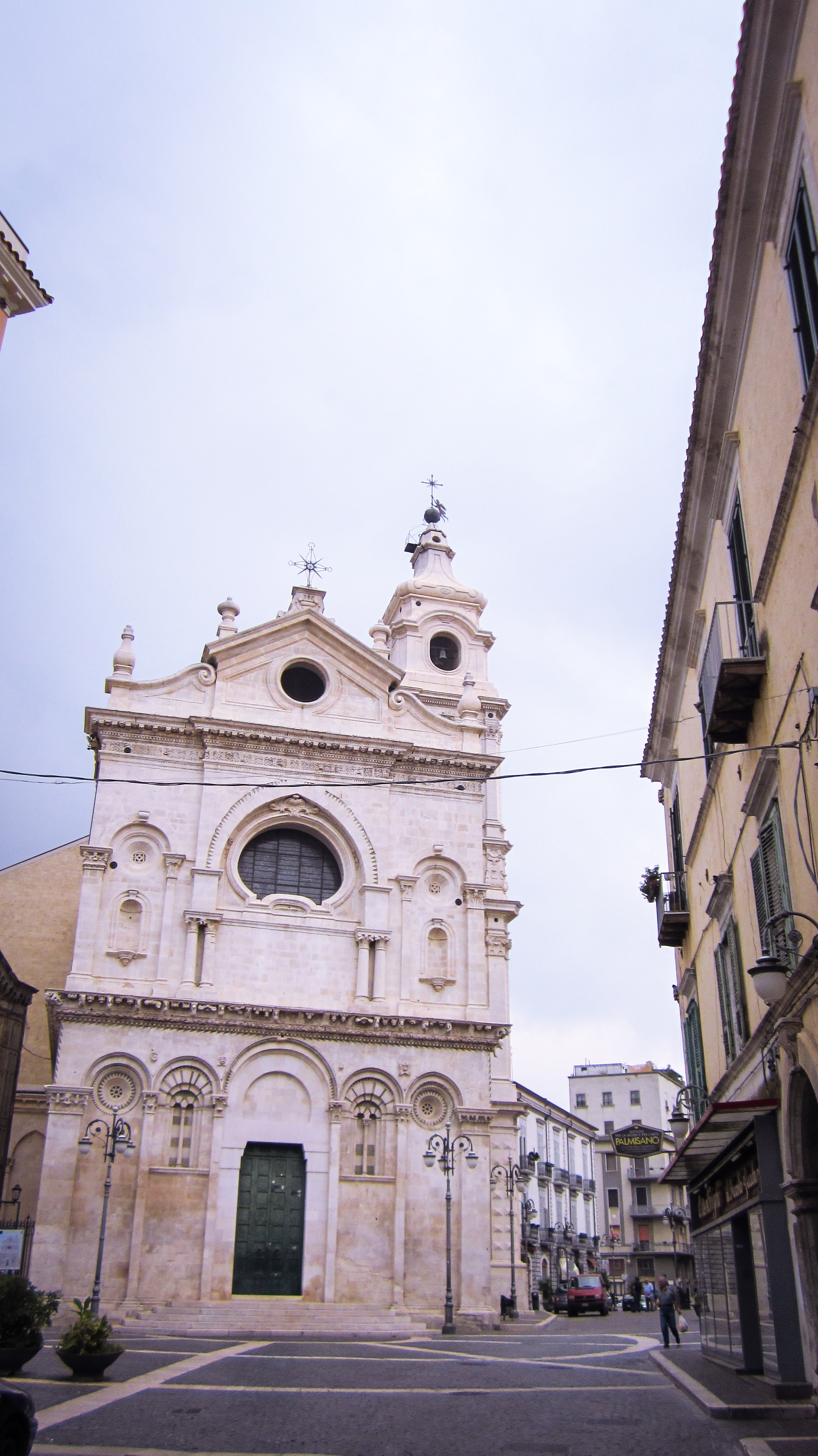
Cattedrale di Foggia

Con il progressivo decadere del latifondo, decaddero anche le antiche masserie pugliesi, proprietà di media estensione agraria. Durante il Fascismo la Puglia fu interessata da numerose bonifiche in vaste aree e, successivamente alla riforma agraria del secondo dopoguerra, la regione ha goduto di un forte sviluppo agricolo. Negli anni settanta e negli anni ottanta l'economia della regione passò dal settore primario a quello terziario, con il notevole sviluppo derivato dal settore turistico.
Nel 1946, durante i lavori dell'Assemblea Costituente, fu avanzata la proposta di fare della Puglia e del Salento due regioni distinte. Il 17 dicembre 1946, dopo la relazione di Giuseppe Codacci Pisanelli, la regione Salento fu istituita sulla carta, ma quando si arrivò alla ratifica in aula, il 29 novembre 1947, essa non era più prevista. Stando all'intervento in assemblea del socialista Vito Mario Stampacchia, la regione Salento sarebbe stata sacrificata in seguito a un accordo fra DC e PCI in difesa dei forti interessi economici baresi. Principale artefice di tale accordo fu Aldo Moro, magliese di nascita. Le funzioni della regione Puglia, benché già definite, furono poi attuate solo nel 1970.
Nel 2004 viene istituita la sesta provincia pugliese, la provincia di Barletta-Andria-Trani comprendente come capoluogo tre diverse città e complessivamente dieci comuni scorporati dalle province di Bari e Foggia. Questa provincia è diventata pienamente operativa con le elezioni provinciali del 2009.

### Simboli
Il sito istituzionale della Regione Puglia descrive ufficialmente lo stemma in questo modo:
L'albero d'olivo, oltre al significato simbolico, di cui sopra, ricorda l'olio extravergine prodotto dalla spremitura delle drupe di questo albero, una delle risorse più preziose e importanti per l'agricoltura pugliese, ed è un elemento costante nel paesaggio che diventa anche segno di unità di tutta la regione, da nord a sud.

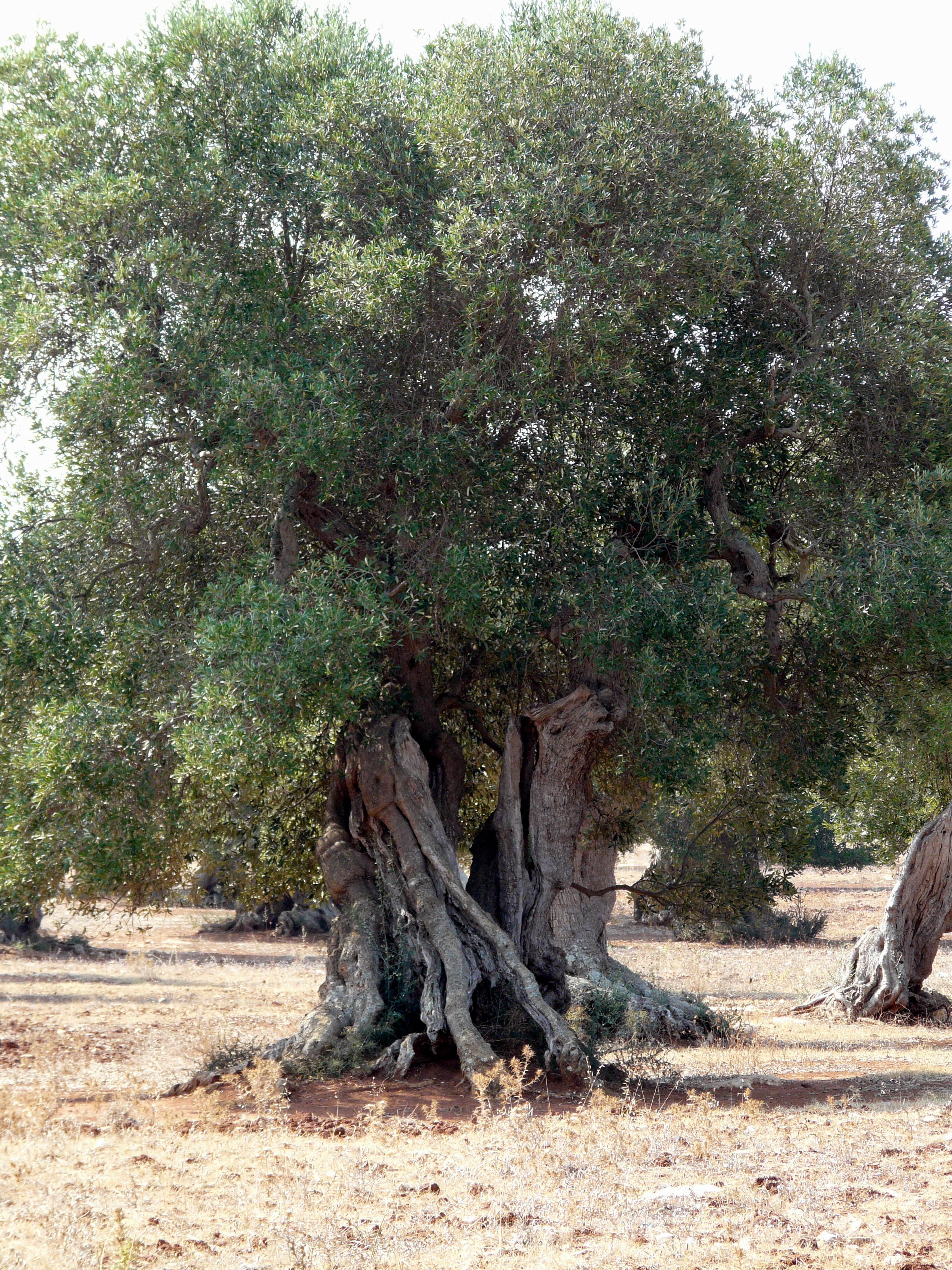
Ulivi secolari pugliesi

## Monumenti e luoghi d'interesse

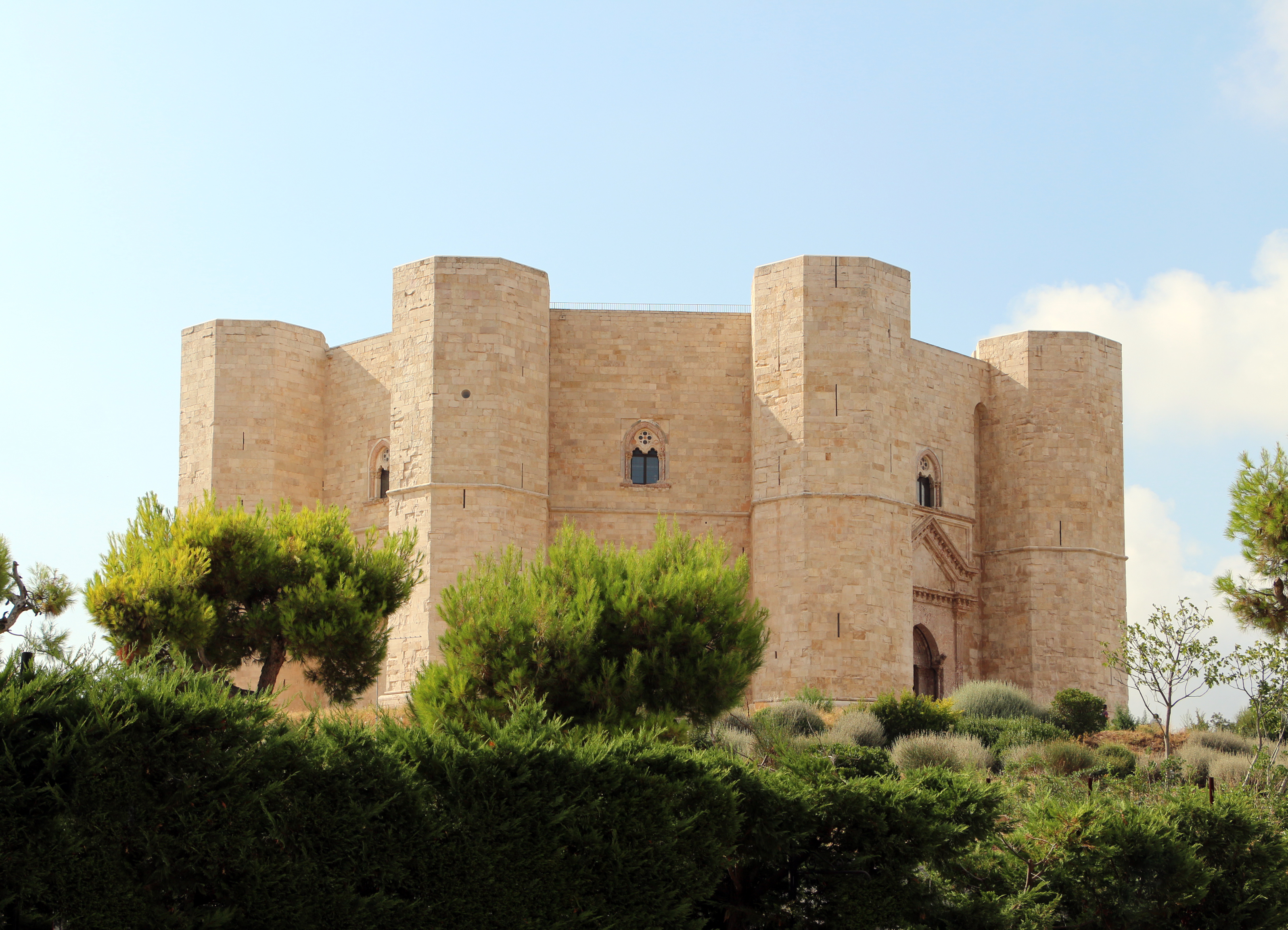
Castel del Monte, la cui pianta ottagonale è inclusa nello stemma della regione

### Architetture religiose

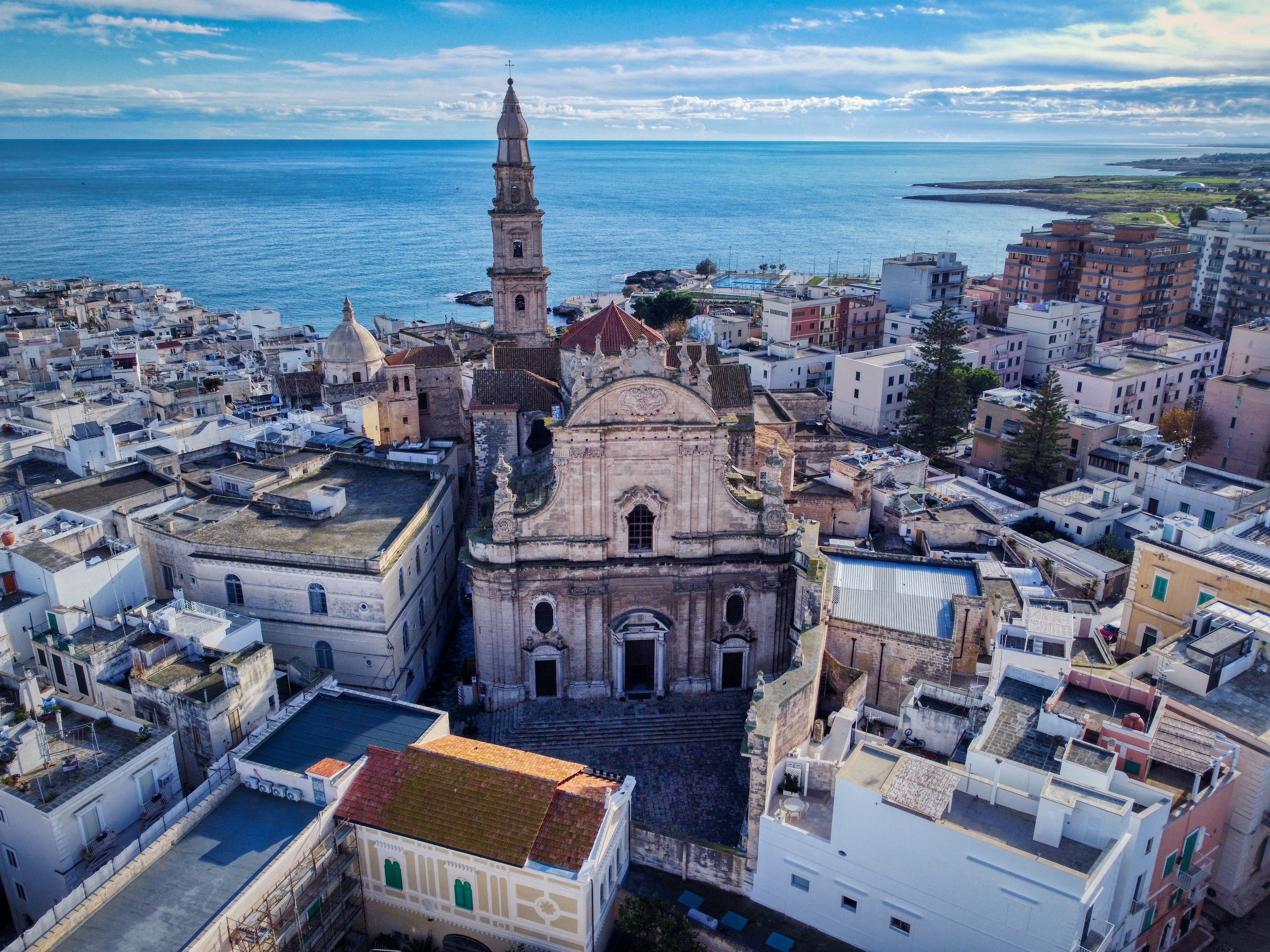
Basilica concattedrale di Maria Santissima della Madia, Monopoli

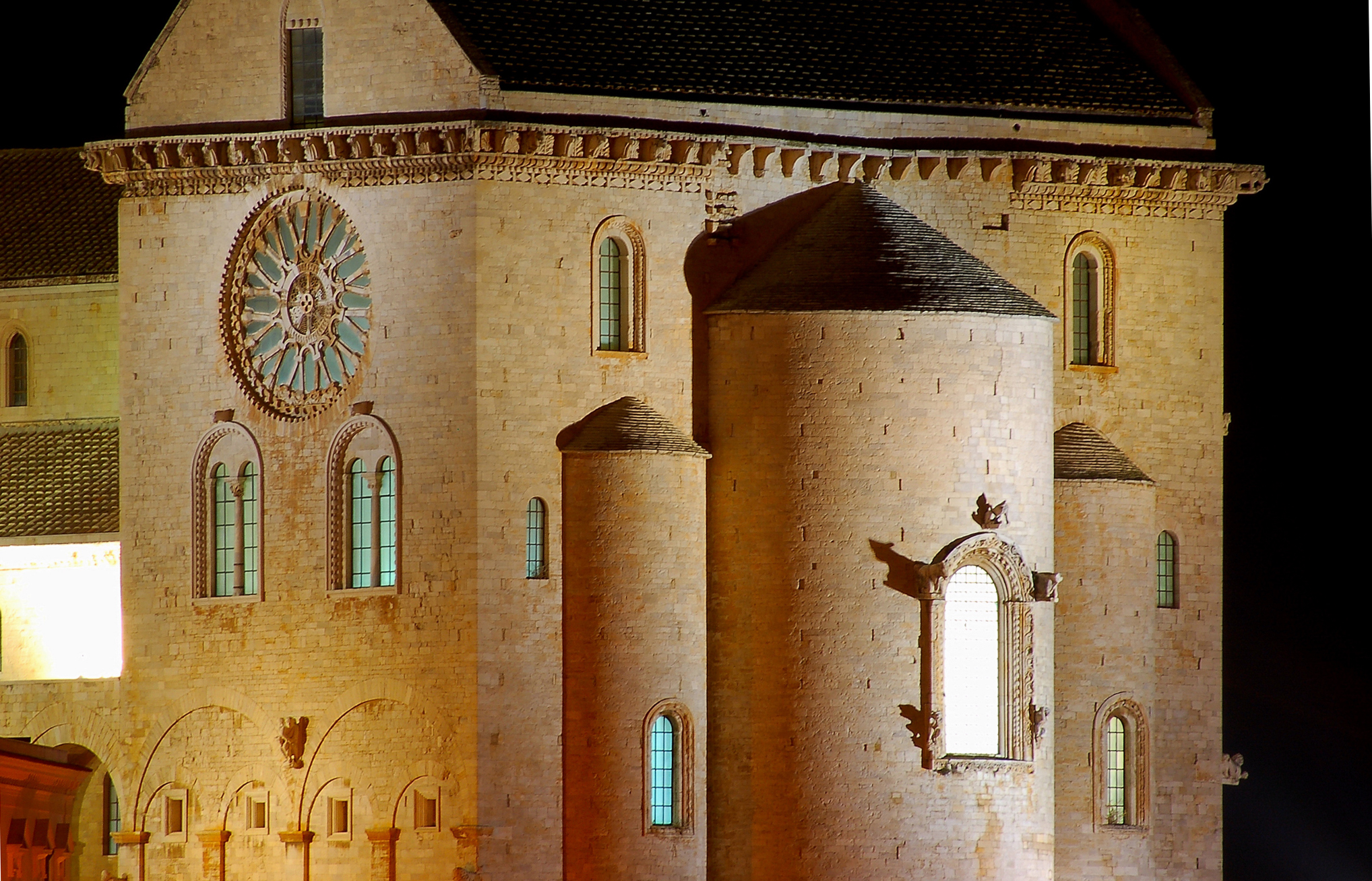
Transetto e abside della cattedrale di Trani

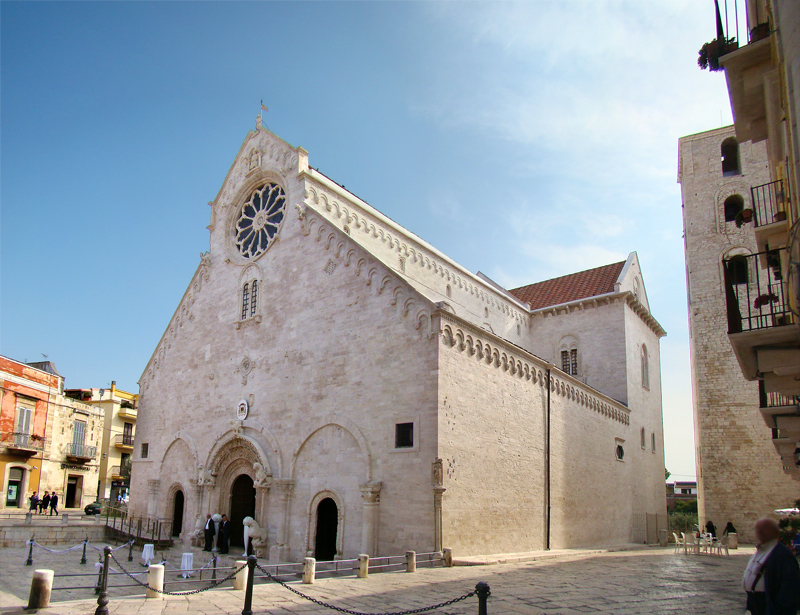
Concattedrale di Ruvo di Puglia, in provincia di Bari

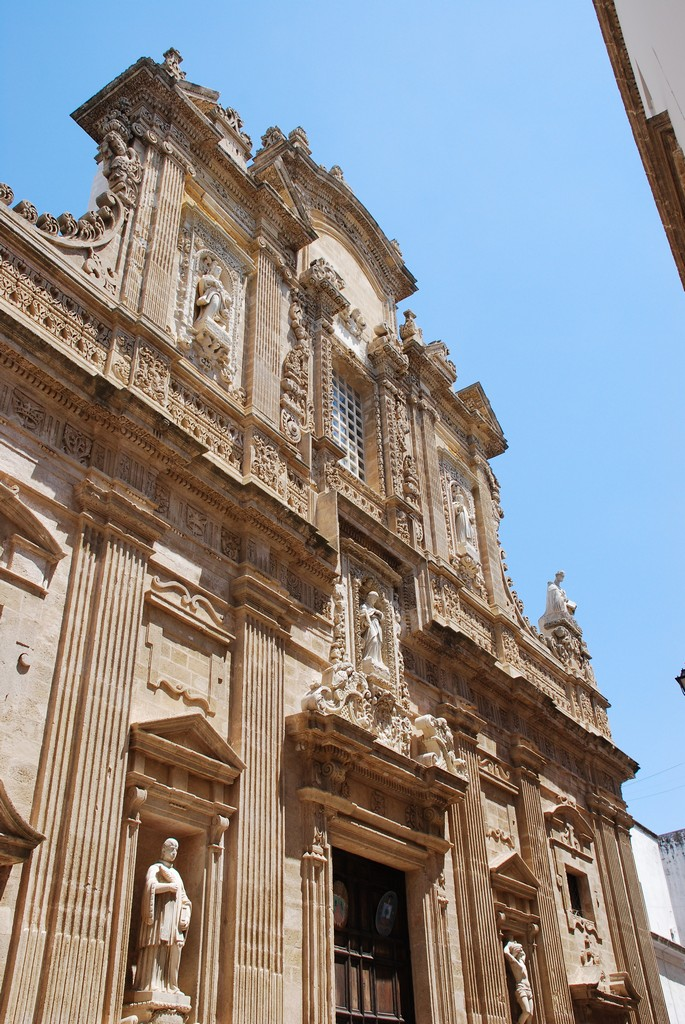
Basilica Cattedrale di Sant'Agata a Gallipoli

Il romanico pugliese, che raggiunse il suo massimo splendore tra l'XI e la prima metà del XIII secolo, fu l'antecedente più immediato dell'arte che si sviluppò alla corte di Federico II nel XIII secolo e che, tramite il movimento di artisti come Nicola Pisano de Apulia, portò al rinnovamento artistico innestato in Toscana e da qui in tutta Italia. Nelle architetture religiose, le chiese pugliesi recepirono caratteri lombardi, pisani, borgognoni, orientali e autoctoni, rielaborandoli secondo uno schema peculiare. Tra i primi e più rappresentativi edifici romanici è la basilica di San Nicola a Bari, iniziata nel 1087 e terminata verso la fine del XII secolo. Altri esempi caratteristici di romanico pugliese sono le cattedrali di Trani, Troia, Ruvo di Puglia, Altamura, Bitonto e la Basilica di Siponto a Manfredonia. Di notevole importanza storica, la chiesa madre di Santa Maria la Porta di Palo del Colle, edificata nel sec. XII e rimaneggiata secondo i canoni rinascimentali nel 1500. Imponente il campanile trecentesco con i suoi 50 metri di altezza, dalla cui sommita', si scorge una magnifica vista dell'altopiano delle murge e del mare adriatico.
Accanto ai monumenti romanici spiccano anche importanti emergenze gotiche, come il Duomo angioino di Lucera, il Santuario di San Francesco Antonio Fasani a Lucera, la basilica di San Francesco della Scarpa a Bitonto, la basilica del Santo Sepolcro a Barletta e la basilica di Santa Caterina d'Alessandria a Galatina.

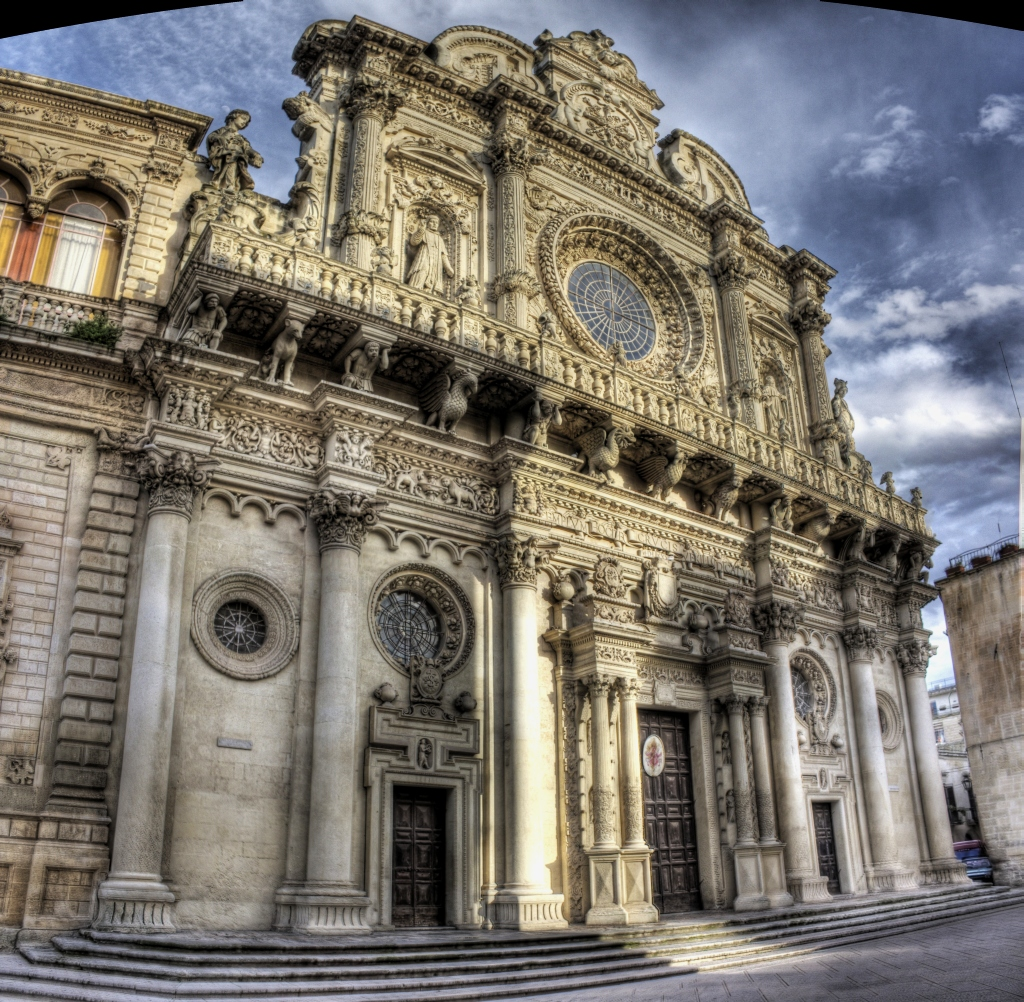
Basilica di Santa Croce a Lecce

Dalla fine del XVI secolo in clima di Controriforma, fino alla prima metà del Settecento, si diffonde il Barocco leccese, declinazione del barocco. Questa corrente artistica si diffuse in tutta la provincia salentina favorita oltre che dal contesto storico, anche dalla qualità della pietra locale impiegata; la pietra leccese, un calcare tenero e compatto dai toni caldi e dorati adatto alla lavorazione con lo scalpellino. Il barocco leccese è riconoscibile per le sue sgargianti decorazioni che caratterizzano i rivestimenti degli edifici. In un primo momento, tale stile interessò solo gli edifici sacri e nobili (esempi sono la Basilica di Santa Croce, il Palazzo dei Celestini e la Basilica pontificia concattedrale di Gallipoli), ma successivamente le esuberanze barocche, i motivi floreali, le figure, gli animali mitologici, i fregi e gli stemmi trionfarono anche nell'architettura privata. L'architettura barocca è rigogliosa a Lecce e in tutti i comuni della provincia e in particolare nella Grecìa Salentina e nei grossi centri del Salento quali Gallipoli, Maglie, Nardò, Galatina e Martina Franca.
Assai diversa dal barocco leccese e maggiormente legata alla cultura del Settecento, tanto da sfociare nel rococò, è l'architettura tardobarocca della Capitanata che, pur mostrando forme precipue, risente fortemente degli influssi napoletani, particolarmente negli edifici sacri di San Severo, Foggia e Lucera. A San Severo, peraltro, il linguaggio partenopeo si fonde con quello lombardo (importato dall'architetto intelvese Ambrosio Piazza), dando vita a esiti di una vaporosa e festosa leggerezza di linee e di ornati, evidentissima in particolar modo nella prestigiosa fabbrica benedettina di San Lorenzo, che conserva, per di più, le ultime opere marmoree di Giuseppe Sanmartino.
In Puglia è infine un importante esempio di architettura sacra contemporanea, la Chiesa di Padre Pio a San Giovanni Rotondo, opera dell'architetto italiano Renzo Piano.

### Architetture civili

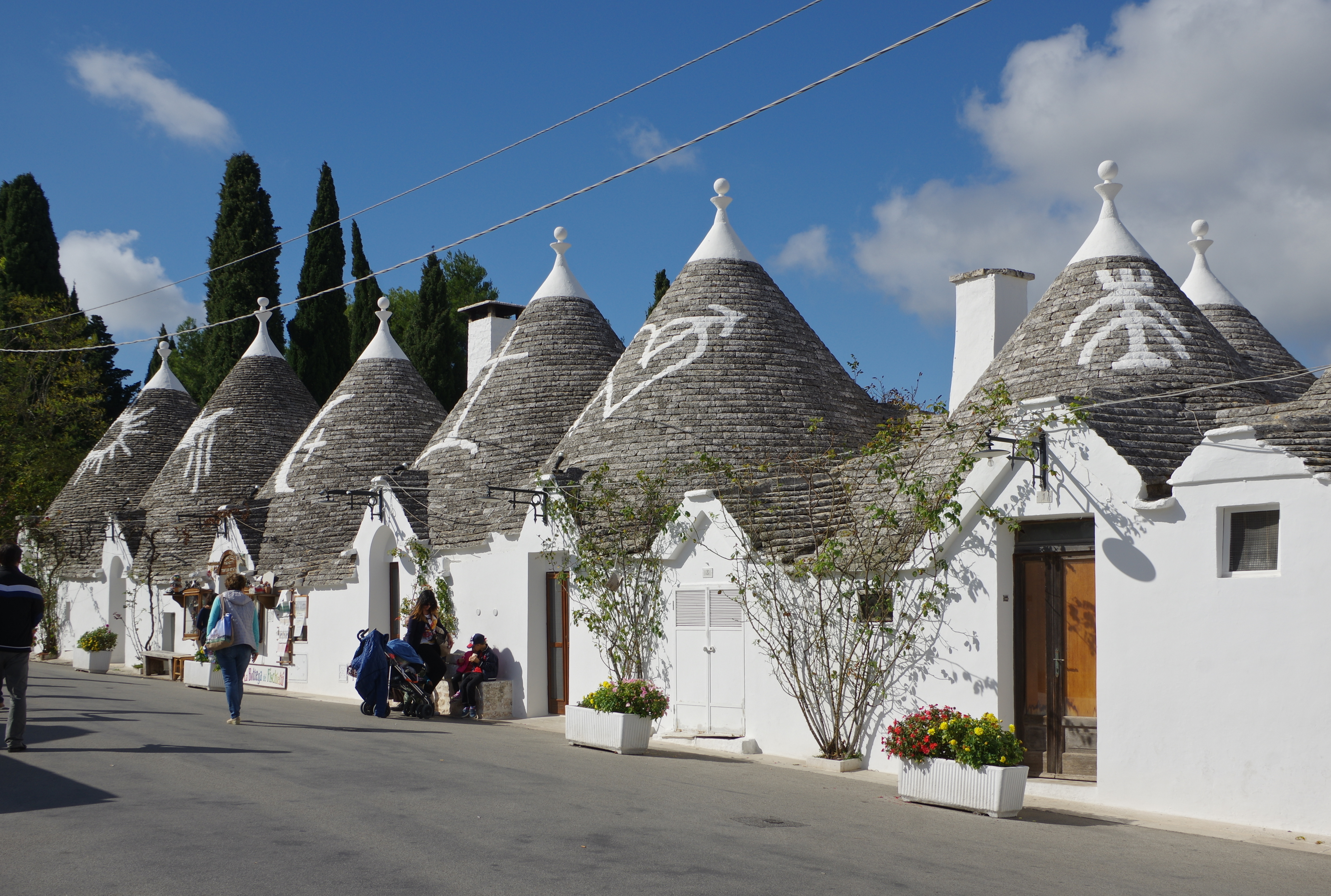
Trulli, Alberobello

Architetture civili simbolo della Puglia sono i trulli, (truddrhj) costruzioni coniche in pietra "a secco" con il tetto ricoperto di "chiancarelle" (lastre di pietra calcarea) dichiarati patrimonio dell'UNESCO nel 1996 per la loro primitiva tecnica costruttiva rimasta intatta e perfettamente funzionale. La cupola conica, in particolare, è formata disponendo le pietre in cerchi concentrici che, andando in alto, decrescono, ed è chiusa da un monolite di forma circolare decorato da un pinnacolo. La zona di maggior concentrazione dei trulli è la Valle d'Itria, precisamente nei territori di Alberobello, Ceglie Messapica, Cisternino, Locorotondo e Martina Franca. Documenti storici attestano l'esistenza dei trulli come unico tipo di unità abitativa della zona fin dal XVI secolo. Nel resto della regione (ed in particolare nel Salento) vi sono altre costruzioni in pietra "a secco", definite pajare che, a differenza dei trulli di Alberobello, hanno una forma a tronco di cono, non hanno finestre e sono interamente perimetrate e coperte da pietre senza l'uso di malta; probabilmente questo tipo di edifici risalgono all'Età del Bronzo.. Di particolare interesse è il borgo di Casamassima che, a differenza degli altri borghi pugliesi di colorazione bianca, è definito il "paese azzurro". Infatti case, chiese, monumenti ed edifici storici sono ricoperti di calce azzurra.

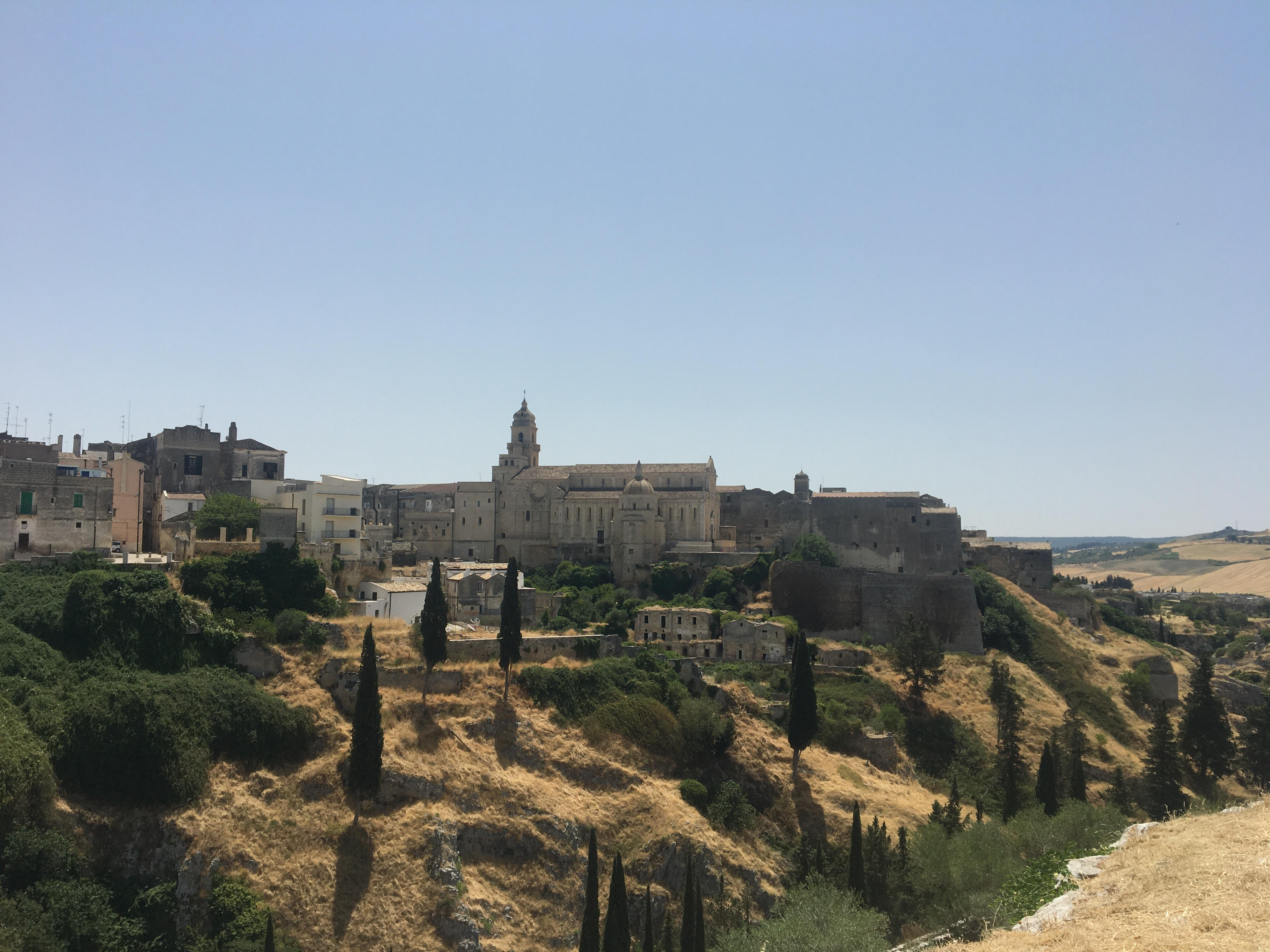
Concattedrale di Santa Maria Assunta (Gravina in Puglia)

### Architetture militari
Anche la Puglia ha subito il processo dell'incastellamento, soprattutto durante il regno di Federico II di Svevia, che aveva creato una vera e propria rete castellare. 

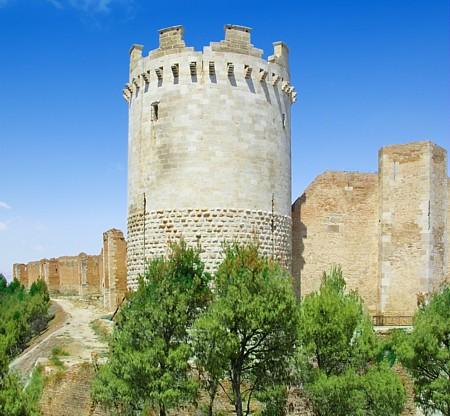
Torre della Leonessa della Fortezza Svevo-Angioina, Lucera

Vi sono numerosi tipi di architetture militari come torri costiere antisaracene, bunker costieri risalenti alla seconda guerra mondiale, impianti castellari e città fortificate (come Acaya). Tra le varie fortificazioni spicca per peculiarità Castel del Monte, patrimonio dell'UNESCO dal 1996.
Edificato nel XIII secolo su volere dell'imperatore Federico II, si caratterizza per l'inconsueta pianta ottagonale; più che una vera e propria fortezza, si ipotizza che questo maniero, ricco di simbologia, fosse in realtà una riserva di caccia dell'imperatore, un osservatorio astronomico oppure semplicemente, a causa del suo simbolismo, un tempio dell'arte. Nel resto della regione vi sono altre grandi strutture militari, costruite o ampliate perlopiù durante il regno di Federico II, come la Fortezza Svevo-Angioina di Lucera, il Castello Svevo di Bari, Trani, Barletta, Taranto, Oria, Brindisi, Lecce, Otranto, Ceglie Messapica, Copertino, il Castello di Gallipoli oltre a quello di Manfredonia.

### Siti archeologici

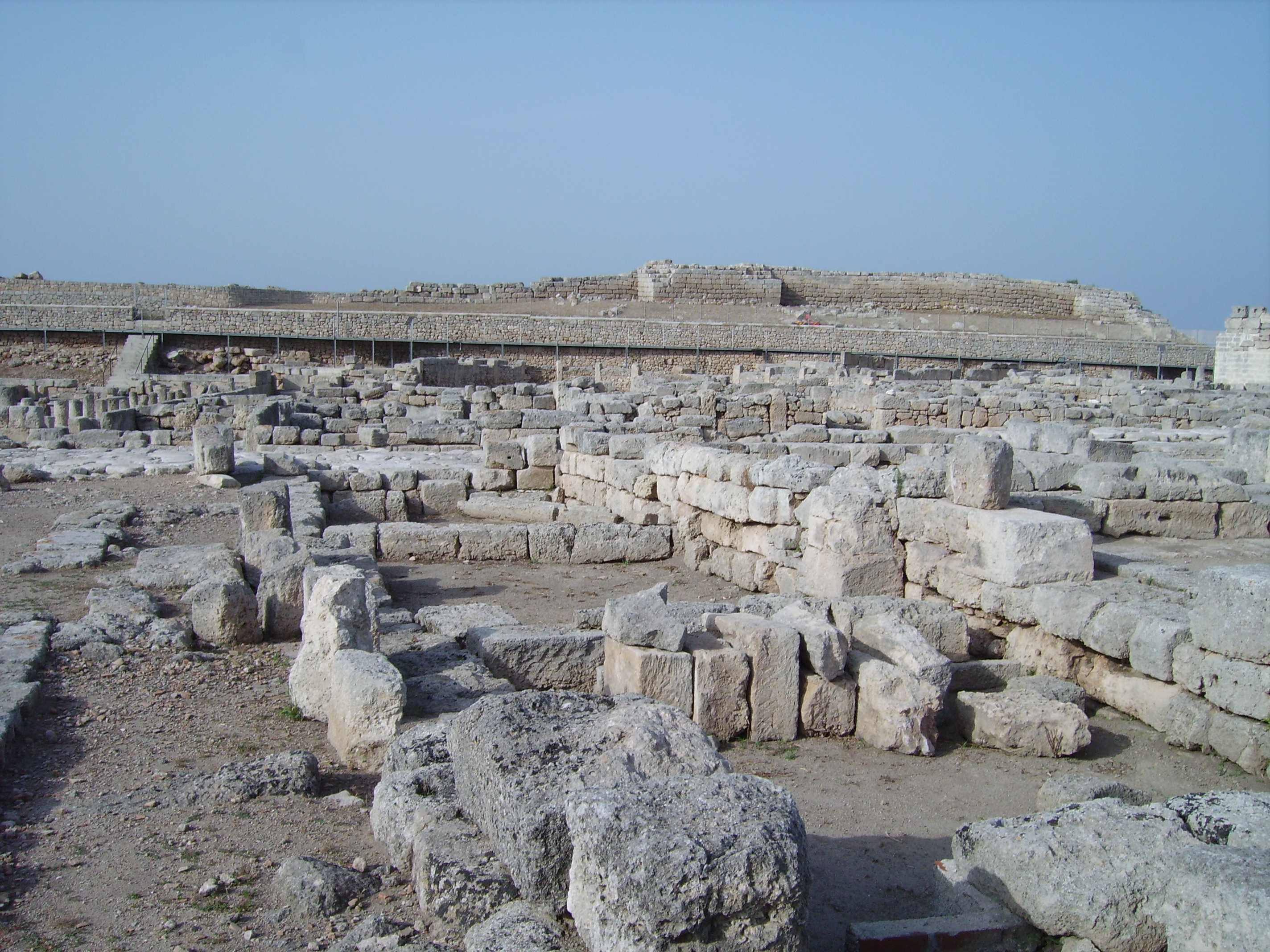
Le rovine di Egnazia. Sullo sfondo l'acropoli

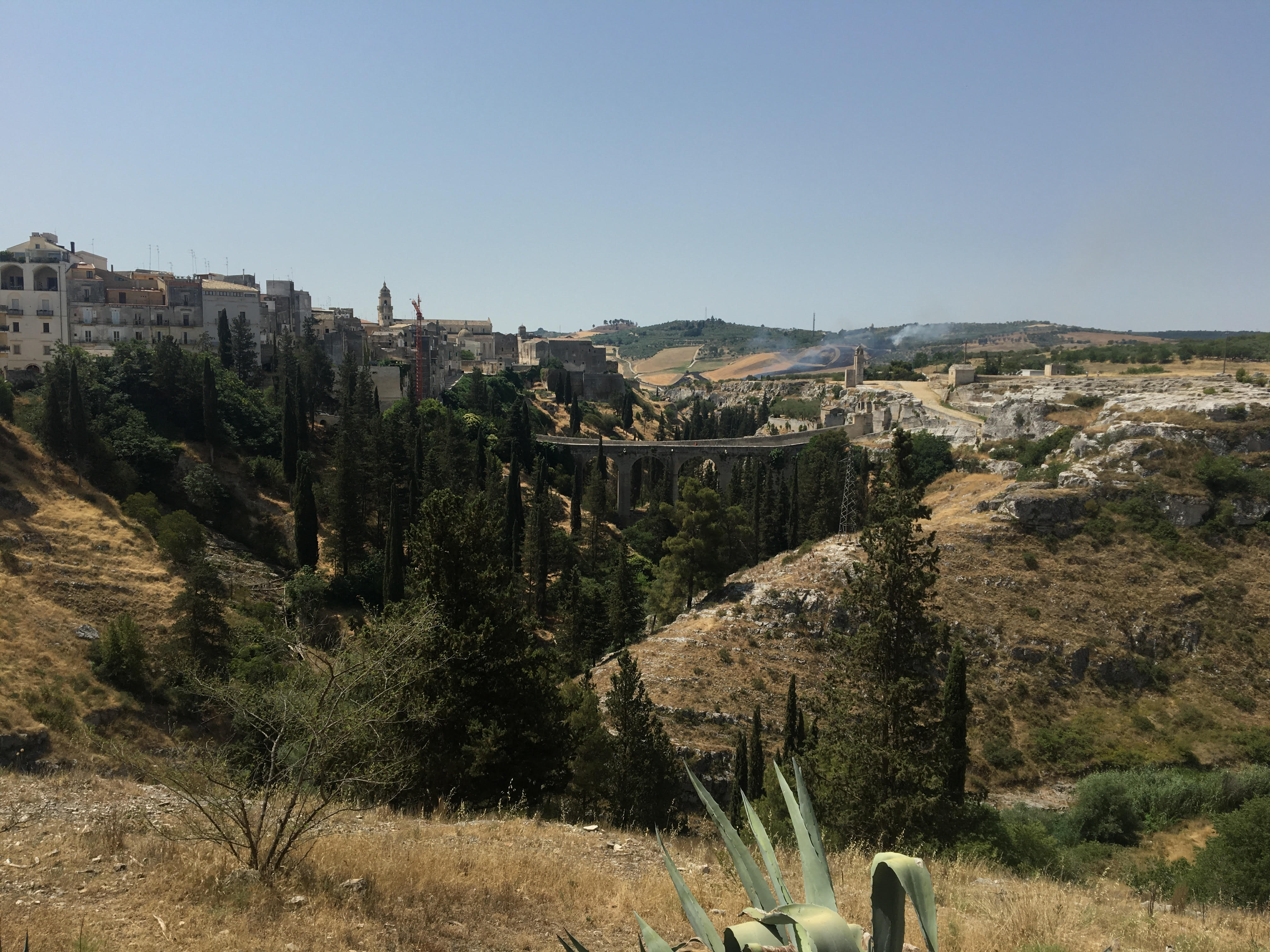
Ponte acquedotto di Gravina in Puglia

Nonostante l'ingente fenomeno di dispersione e distruzione del patrimonio archeologico che colpisce soprattutto il Salento, in Puglia insistono numerosi siti archeologici anche di grandi dimensioni, talvolta di rilevanza internazionale come la cava dei dinosauri di Altamura, scoperta nel 1999 e contenente circa 30 000 orme di dinosauri risalenti a 70-80 milioni di anni fa; sempre ad Altamura, è stato scoperto l'unico scheletro di Homo arcaicus in Italia (denominato l'Uomo di Altamura). Altri siti archeologici sparsi in tutto il territorio regionale dimostrano la presenza umana dall'età della pietra in poi: tra i più grandi vi sono le antiche città di Canusium, Manduria, Egnatia, Canne e Siponto, mentre molto diffuse sono necropoli, dolmen, menhir, resti di vie consolari (la Via Appia e la Via Traiana) e di altri piccoli insediamenti.

### Aree naturali
La Puglia conta di 2 Parchi nazionali (il Parco nazionale del Gargano, istituito nel 1991 ed esteso per 118 144 ettari, ed il Parco nazionale dell'Alta Murgia, istituito nel 2006 ed esteso per 67 739), 3 Aree marine protette (Torre Guaceto, le Isole Tremiti e Porto Cesareo), 11 Parchi regionali, 17 Riserve statali e 7 riserve regionali. Inoltre, nell'ambito del Progetto Rete Natura 2000 sono stati proposti 75 Siti di Importanza Comunitaria e 16 Zone di Protezione Speciale. Nonostante la presenza di diversi biotopi, come zone umide (diffuse soprattutto sul versante adriatico), grotte (un esempio sono le Grotte di Castellana), gravine, lame, boschi, le aree protette non superano il 7% della superficie regionale; la superficie boscata occupa il 7,5% del territorio regionale, la percentuale più bassa d'Italia.

## Società

### Evoluzione demografica
Con una popolazione di 3 876 012 abitanti, la Puglia è la decima regione italiana per numero di abitanti.

### Etnie e minoranze straniere
Al 1º gennaio 2024 gli stranieri residenti in regione sono 147 269; il 3,79% della popolazione. Le comunità più numerose sono quelle di:

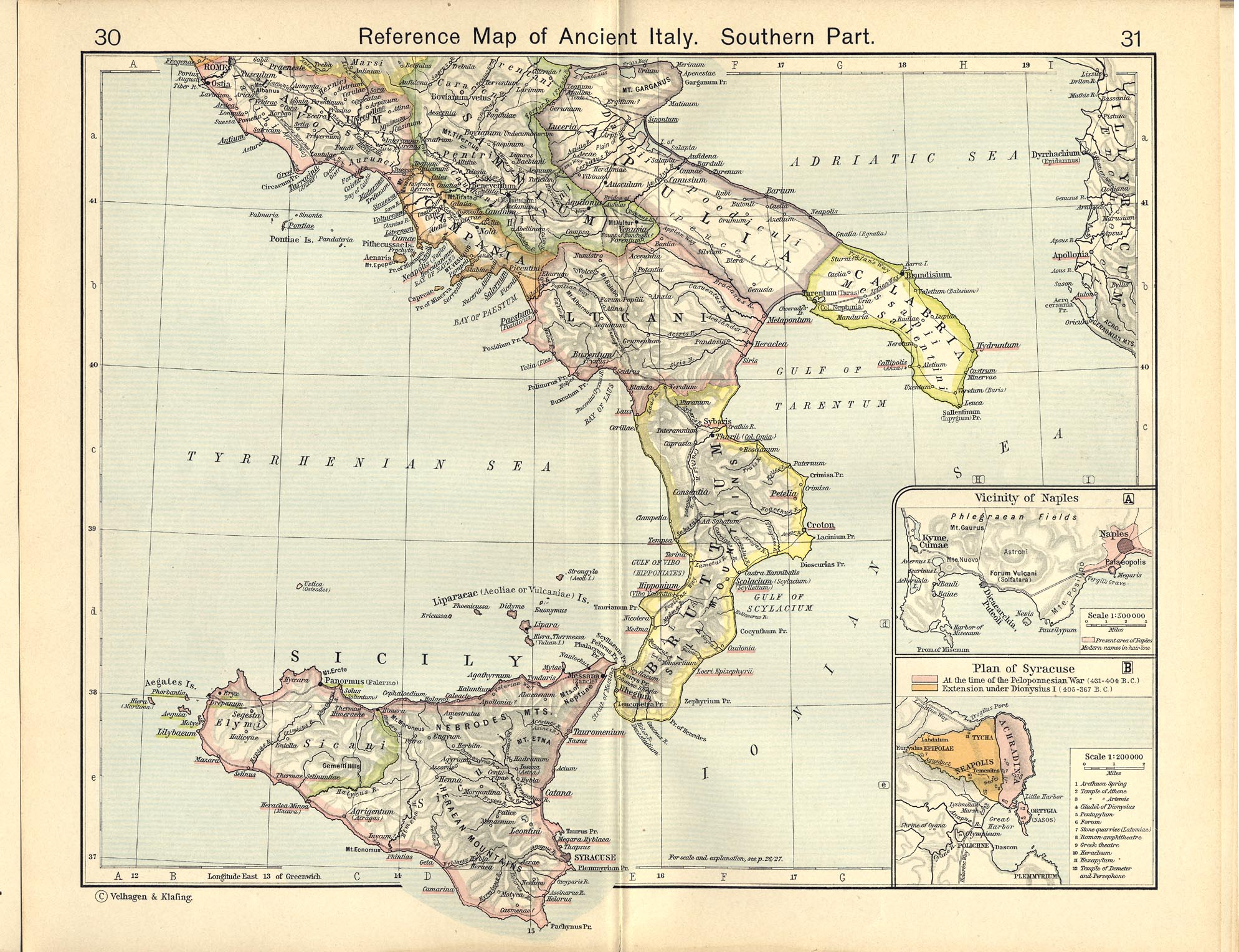
L'Italia meridionale in epoca augustea

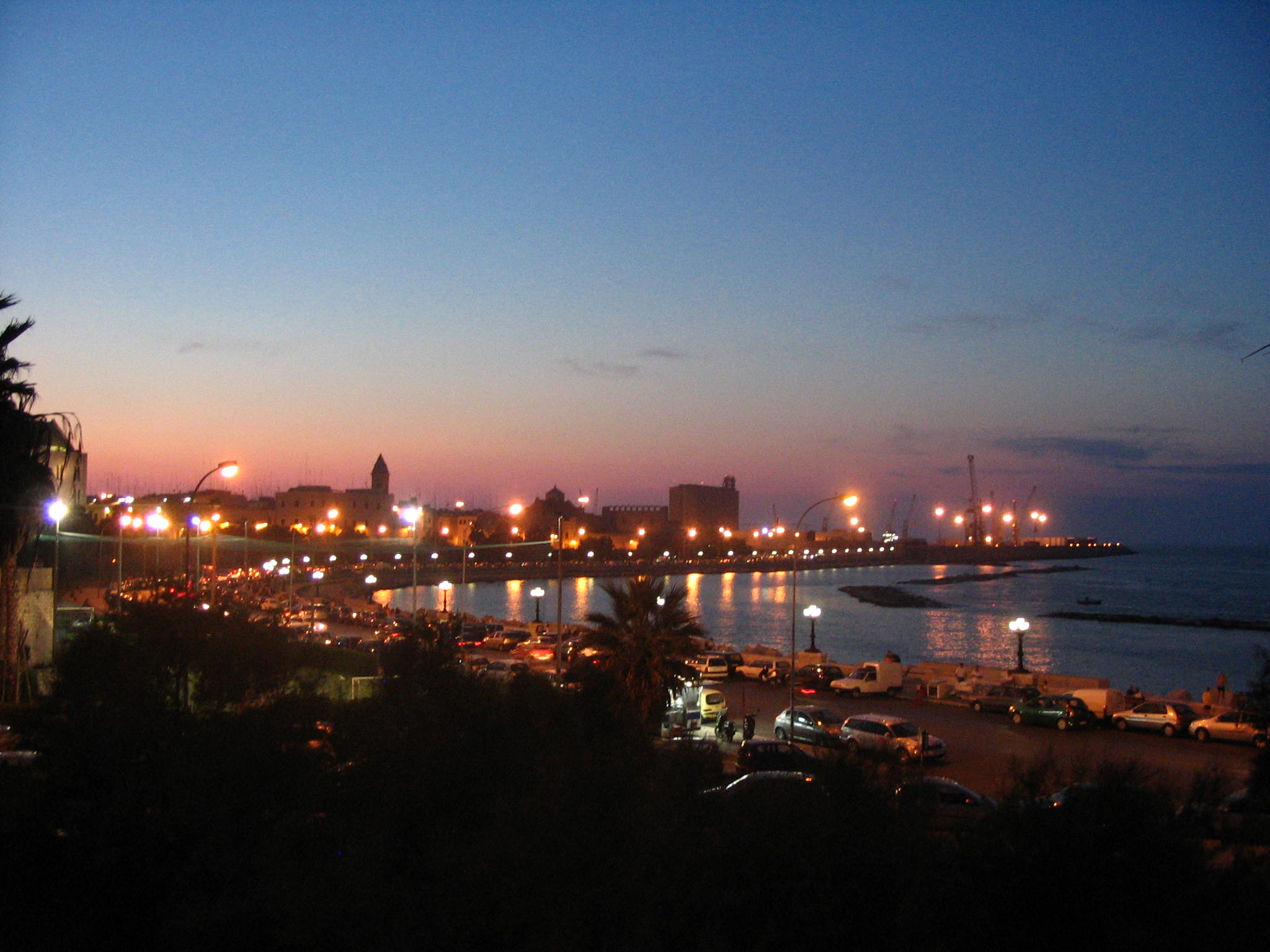
Panoramica su Bari

Gonfalone regionale

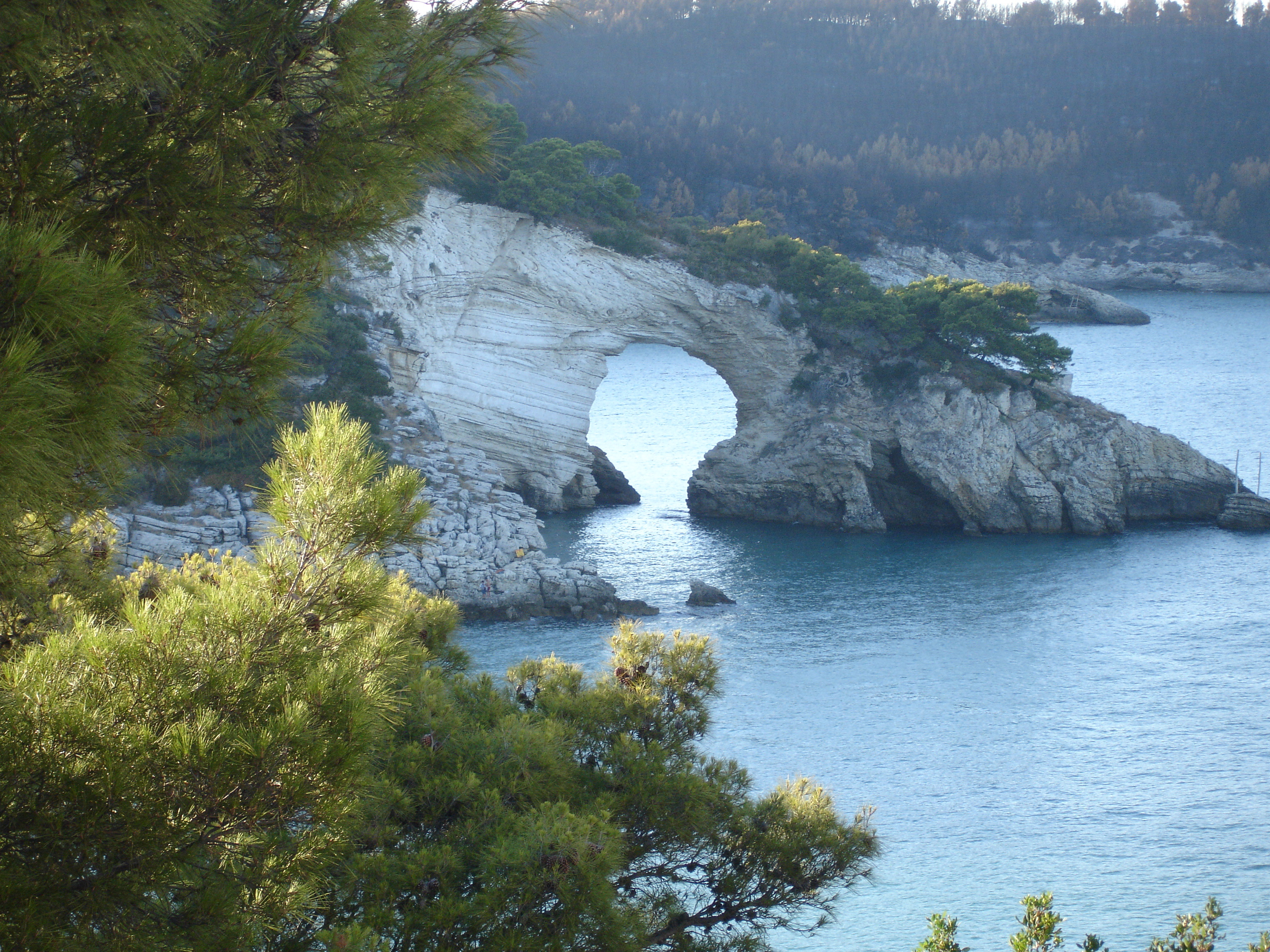
La costa garganica presso Vieste (Arco San Felice)

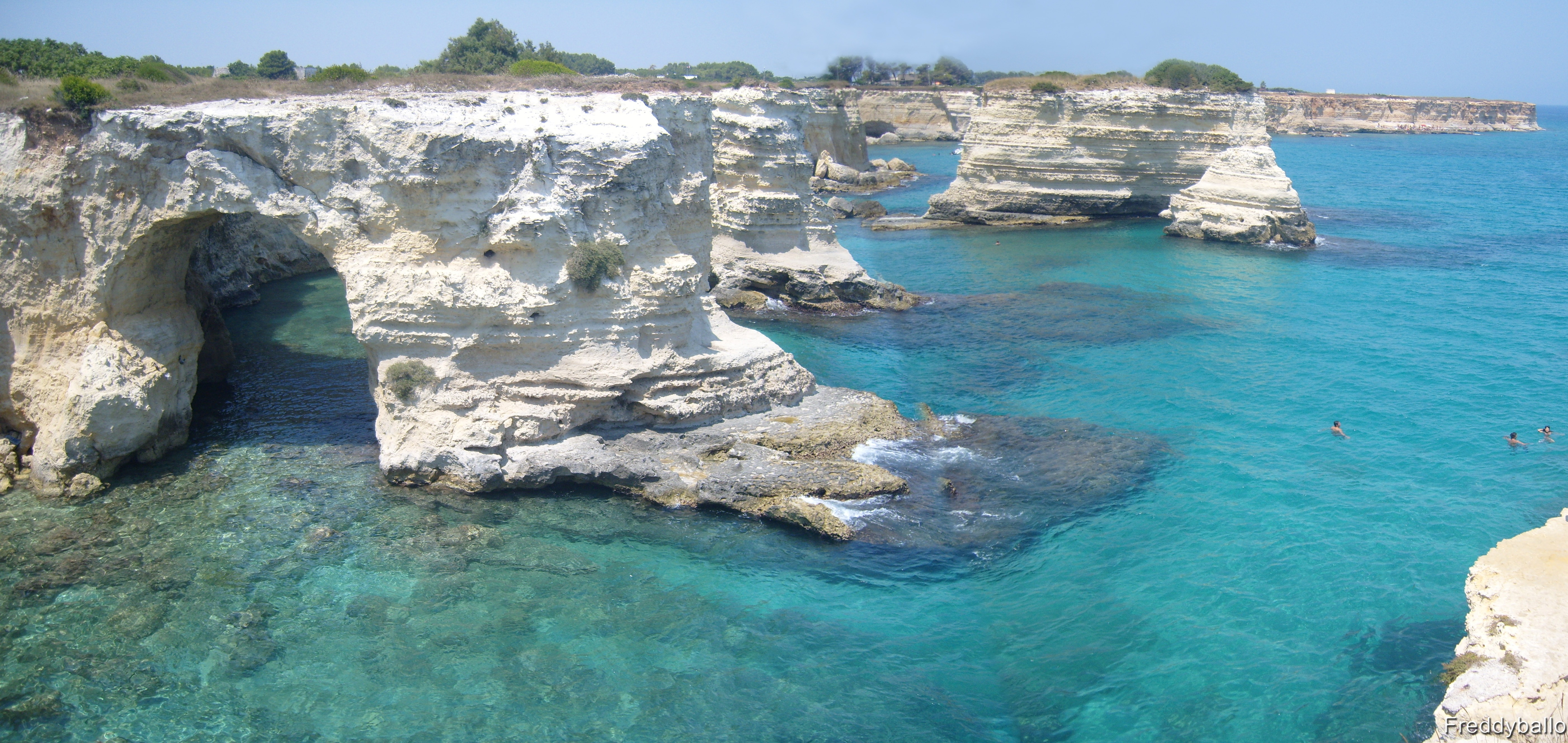
La costa salentina presso Melendugno (località Sant'Andrea)

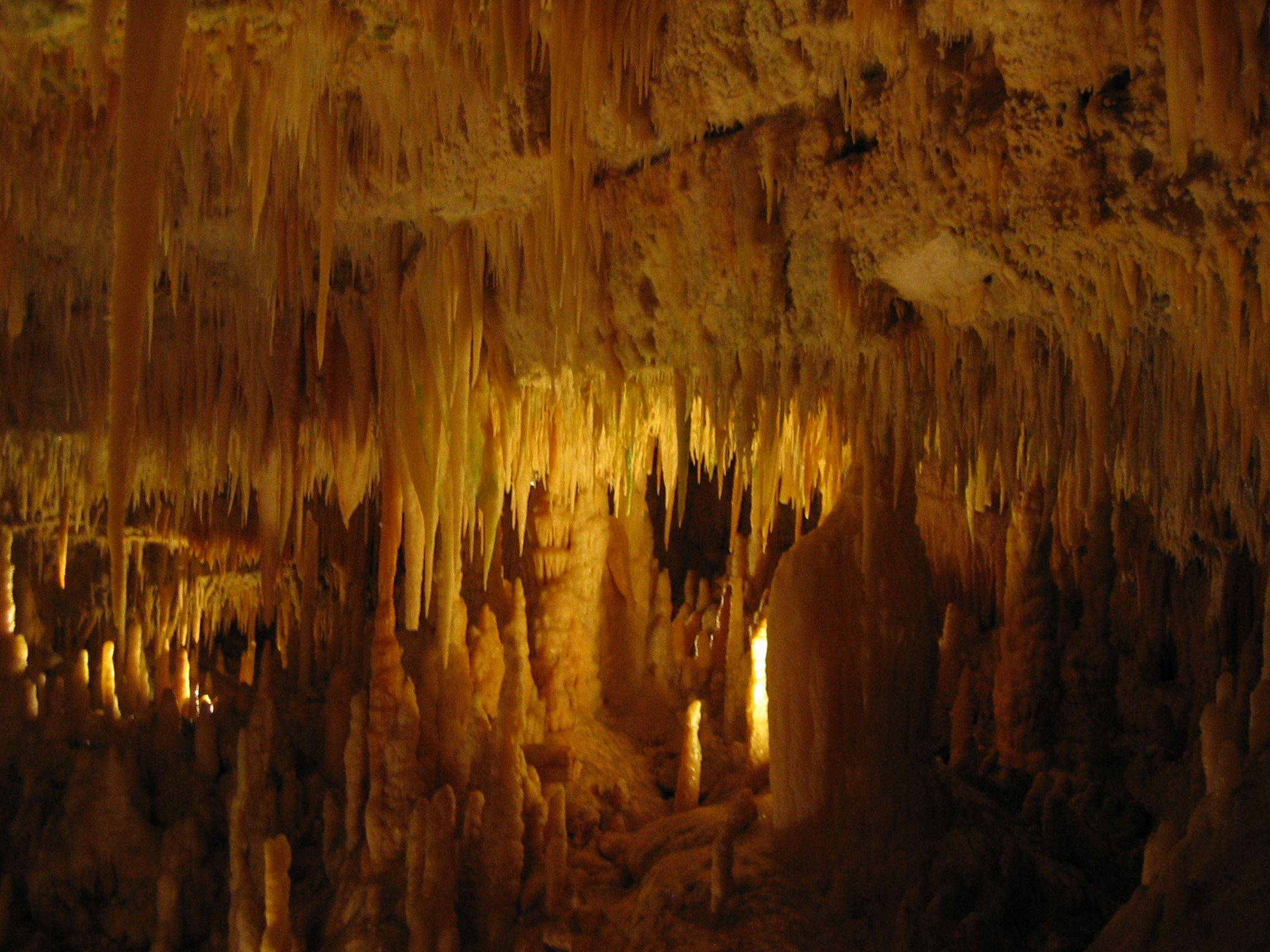
La Grotta Bianca delle Grotte di Castellana

- Romania 29 203
- Albania 19 882
- Marocco 11 505
- Georgia 6 911
- Cina 6 418
- Nigeria 6 383

Fonte Istat

### Lingue e dialetti

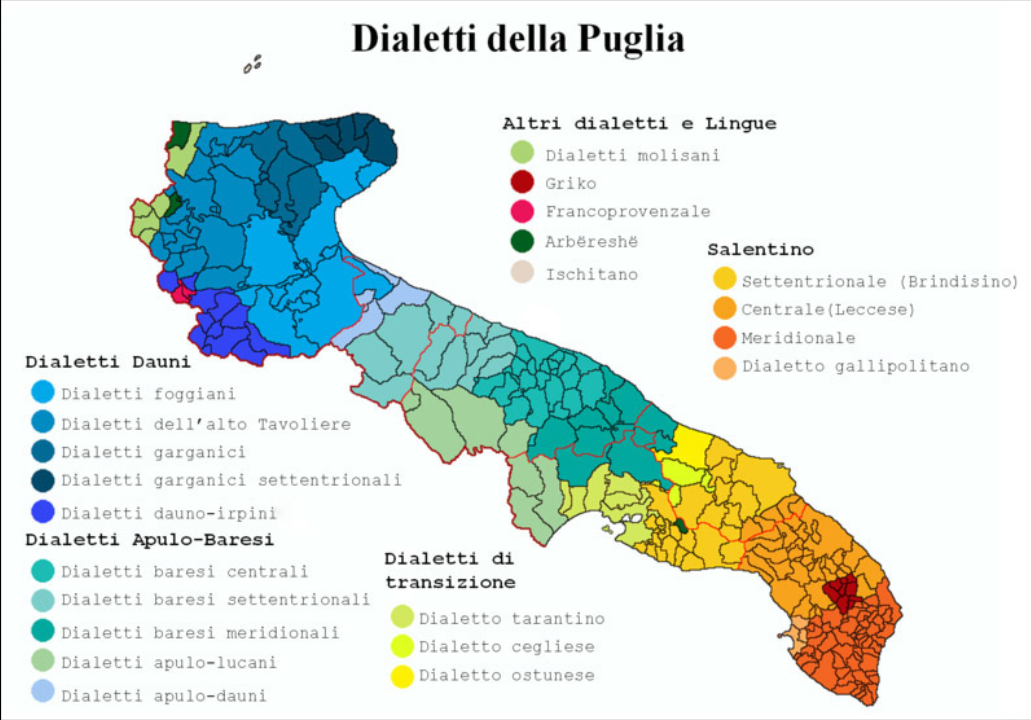
Dialetti pugliesi

I numerosi dialetti parlati in Puglia sono classificati entro due gruppi fondamentali, nettamente distinguibili soprattutto sotto il profilo fonetico:
- nella parte centro-settentrionale della regione sono parlati i dialetti pugliesi propriamente detti, appartenenti alla famiglia dei dialetti meridionali italiani, insieme a quelli campani, lucani, abruzzesi e molisani, e comprendenti il barese, il lucerino, il foggiano e il dialetto garganico;
- nel Salento si parla invece il dialetto salentino, appartenente insieme al siciliano e al calabrese alla famiglia dei dialetti meridionali italiani estremi e a sua volta classificabile in leccese, brindisino, magliese-otrantino, leucadeo e gallipolino.

Il dialetto tarantino e quelli di altri centri lungo la direttrice Taranto-Ostuni possono essere classificati come dialetti di transizione apulo-salentina.
Una peculiarità linguistica della Puglia è inoltre la presenza di piccole isole linguistiche nelle quali si parlano idiomi alloglotti, alcuni dei quali non riconducibili al gruppo delle lingue neolatine:
- il grico, diffuso nella Grecìa salentina, è una lingua derivata dal greco, la cui diffusione nel Salento è fatta risalire a insediamenti bizantini o a colonie magnogreche;
- l'arbëreshë, derivato dalla lingua albanese, è parlato nel tarantino a San Marzano di San Giuseppe e sul Subappennino dauno a Casalvecchio di Puglia e Chieuti. È l'esito dell'emigrazione dall'Albania tra il XV e il XVIII secolo.
- Infine, nei comuni appenninici di Celle di San Vito e Faeto è presente l'unica minoranza francoprovenzale (o arpitana) dell'Italia peninsulare, attestata fin dal 1566 ma risalente forse al XIII secolo.

### Tradizioni e folclore

#### Fiera di San Giorgio
La fiera regionale di San Giorgio si tiene a Gravina in Puglia ed è la più antica d'Italia (ristabilita secondo regio decreto di Carlo II d’Angio’ nel 1294).

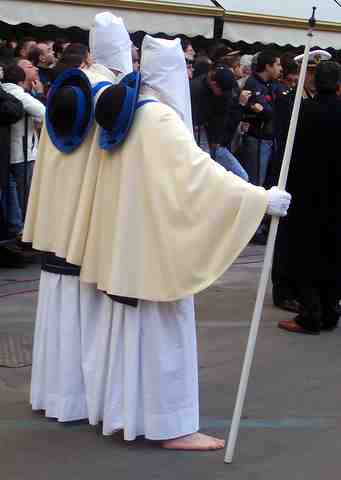
I Perdoni durante la processione dei Sacri Misteri a Taranto

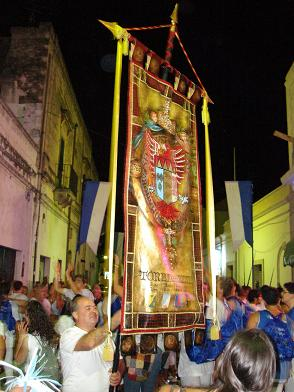
Corteo storico di Oria (il palio)

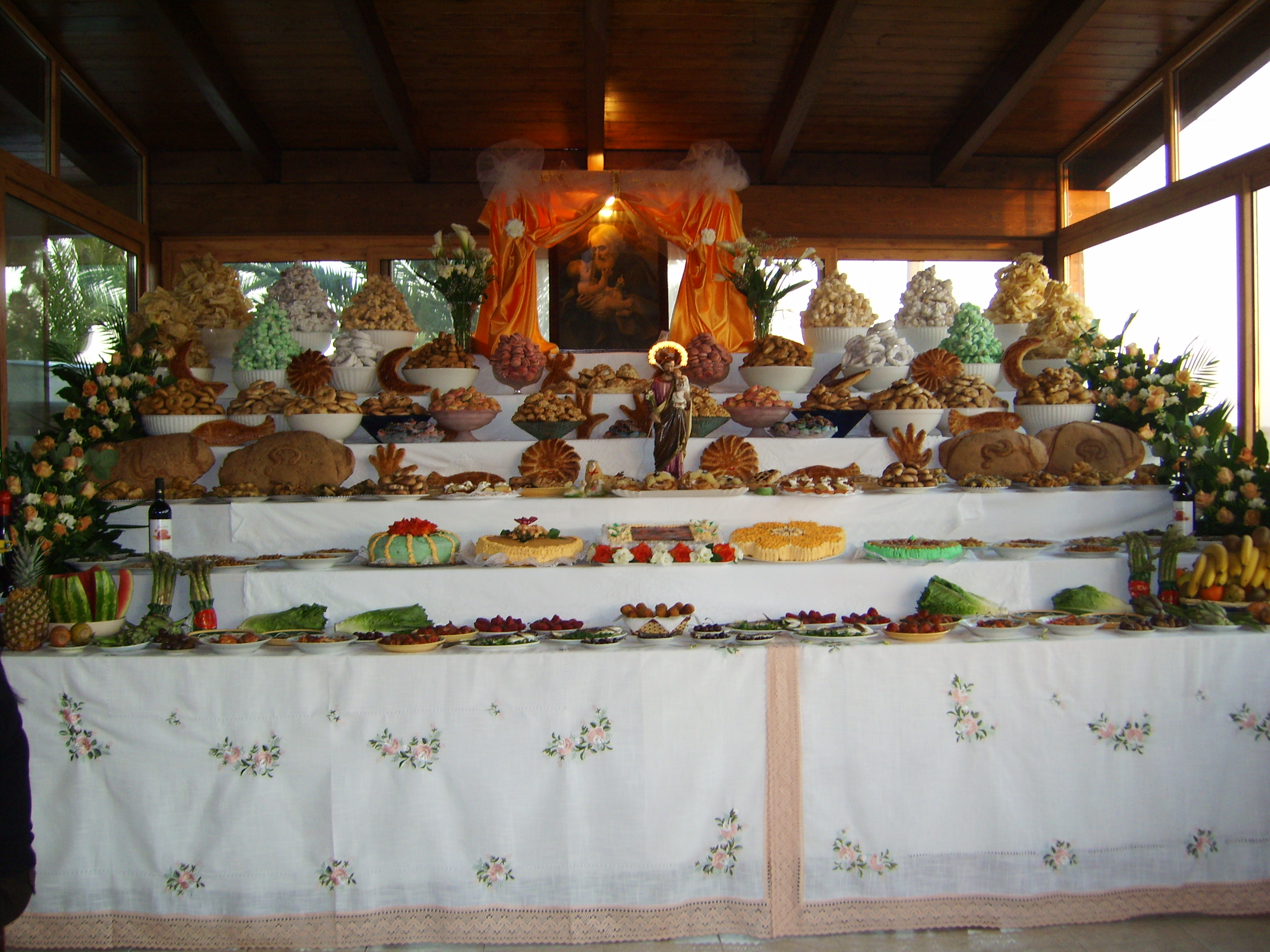
Tavola di San Giuseppe a Lizzano

#### Processione delle Fracchiea San Marco in Lamis
Si tratta di una manifestazione religiosa popolare che si ripete da circa tre secoli ogni venerdì Santo per la rievocazione della Passione di Cristo. Le fracchie sono delle fiaccole realizzate con tronchi di albero aperti longitudinalmente a forma di cono e riempiti di legna, e vengono incendiate all'imbrunire.

#### Paliodi Taranto
È una manifestazione in costume che consiste in due regate con dieci barche a remi abbinate ai rispettivi rioni della città. Il trofeo viene assegnato solo dopo le due gare che si disputano l'8 maggio e la terza domenica di luglio.

#### Processione del cavallo paratoa Brindisi
Nel giorno del Corpus Domini viene celebrata la processione del cavallo parato, nella quale l'arcivescovo della diocesi percorre a cavallo le strade della città.

#### Festa del Soccorsoa San Severo
La festa del Soccorso di San Severo ha il suo fulcro nelle due processioni con le statue dei santi patroni.

#### Torneo dei Rionidi Oria
Il torneo dei Rioni di Oria È una manifestazione in costumi medievali ispirata a Federico II di Svevia (1225): al corteo storico del sabato, la domenica si svolge il torneo tra gli atleti rappresentanti i quattro rioni della città, al rione vincitore viene assegnato un palio.

#### Danza delle spadea Torrepaduli
È un ballo della Notte di San Rocco in cui coppie di uomini mimano un duello, danzando e "sfidandosi" con le braccia e le mani.

#### Cavalcata dei Devotia Ostuni
È un antico rito dei festeggiamenti per il patrono Sant'Oronzo. La Cavalcata di sant'Oronzo è una sfilata di cavalli e cavalieri, bardati con gualdrappe e divise rosse ricche di ricami e lustrini.

#### Festa della Madonna del Pozzoa Capurso
Si festeggia il ritrovamento dell'icona di Santa Maria del Pozzo, il 30 agosto 1705, dopo un'apparizione miracolosa al sacerdote capursese don Domenico Tanzella. I festeggiamenti includono la processione diurna dei grandi ceri, di circa 8 ore, e quella del grande Carro Trionfale, trainato a braccia dai pellegrini provenienti dalla città di Bisceglie.

#### Festa dei santi Medicia Bitonto
È una intorciata che percorre le strade e gran parte del centro storico della città. Ha origine nel XIV secolo, quando i resti delle braccia dei santi Cosma e Damiano giunsero a Bitonto diffondendo in città il culto dei santi medici.

#### La Scamiciataa Fasano
La Scamiciata di Fasano è una rievocazione storica della vittoria ottenuta sui turchi il 2 giugno 1678.

#### Corteo Storico di Lucera
Istituito nel 1983 per rievocare la cacciata dei saraceni e l'avvento dei d'Angiò, si snoda per le vie della città, partendo dalla Fortezza svevo-angioina.

#### Corteo storico di Fiorentino e Federico II a Torremaggiore
Il corteo storico di Fiorentino e Federico II è una rievocazione storica di Federico II, morto a Fiorentino nel 1250 e della venuta dei profughi a Torremaggiore di questa città medievale, gradualmente abbandonata dopo il 1255 a causa delle aspre lotte tra il Papato e la casa di Svevia.

#### Palio del Viccioa Palo del Colle
Tradizionale palio equestre che si tiene l'ultimo giorno del carnevale locale.

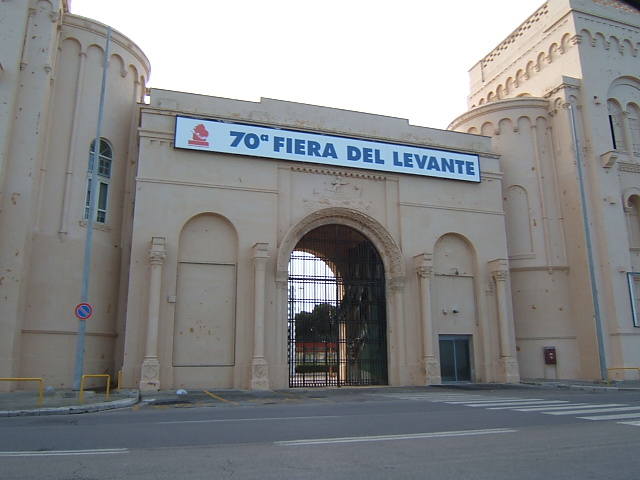
Ingresso monumentale della Fiera del Levante a Bari

#### Carnevale di Putignano
Il carnevale di Putignano è considerato uno dei più importanti e antichi carnevali d'Italia. La maschera caratteristica della manifestazione è chiamata Farinella e deve il suo nome all'omonima pietanza putignanese.

#### Carnevale di Manfredonia
Il carnevale di Manfredonia, tra i maggiori carnevali italiani, nasce nel 1954 ed è riconosciuto dalla Regione Puglia come "manifestazione di interesse regionale". Le iniziative si protraggono per almeno due settimane e culminano nella sfilata dei gruppi e dei carri allegorici la domenica di Carnevale. La maschera tipica è "Ze Pèppe". Piatti tipici carnevaleschi sono la "farrata", (rustico), e gli "scagliozzi" (polenta fritta). È associato alla Federazione europea delle città del carnevale. Per due volte è stato inserito tra le manifestazioni abbinate alla Lotteria Nazionale.

#### Carnevale di Massafra
Il carnevale di Massafra è considerato uno dei più importanti della Puglia poiché la maggior parte del corso mascherato non è transennato.

#### Carnevale di Gallipoli
Inizia il 17 gennaio con la festa di Sant'Antonio Abate (te lu focu = del fuoco); viene accolto con la tradizionale Focareddha, cioè un grande falò costruito con gli alberi di Natale.

## Cultura

### Istruzione

#### Università e ricerca
Nell'anno 2003/04, secondo i dati del Ministero dell'Istruzione, dell'Università e della Ricerca, in Puglia la popolazione scolastica era di 728 739 alunni, di cui 132 813 (pari al 18,2%) nella scuola materna, 222 903 (il 30,6%) nella scuola elementare, 150 457 (20,6% del totale) nella scuola secondaria di primo grado e 222 566 (30,5%) nella scuola secondaria di secondo grado.

##### Sistema universitario
Secondo i dati del Ministero dell'Istruzione, dell'Università e della Ricerca, nell'anno 2003/04 i nuovi iscritti alle università pugliesi sono stati 20 094 su una popolazione complessiva di circa 120 000 studenti, suddivisi in sei università.
Università di Bari Aldo MoroFondata nel 1925, conta più di 60 000 studenti, 15 facoltà e 150 corsi di laurea. È la principale università pugliese e uno dei maggiori istituti universitari italiani. Oltre allo storico palazzo Ateneo, al centro di Bari, l'università conta diverse sedi nel capoluogo barese e sedi staccate a Taranto e Brindisi. Il 15 gennaio 2010, alla presenza del Presidente della Repubblica Giorgio Napolitano, è stata intitolata allo statista pugliese Aldo Moro, che vi fu docente per oltre trent'anni.
Politecnico di BariÈ un'università statale a carattere scientifico-tecnologico fondata nel 1990 per gemmazione dall'Università di Bari. Organizzato sulle tre sedi di Bari, Taranto e Foggia, nelle quali si contano complessivamente circa 12 000 studenti, il Politecnico forma architetti, ingegneri e disegnatori industriali per un totale di 36 corsi di laurea di primo e secondo livello. Vi hanno sede inoltre diversi corsi di dottorato di ricerca e master universitari.
Università del SalentoNota sino al 2007 come Università degli Studi di Lecce, con nove facoltà e 29 000 iscritti è il secondo ateneo della Puglia per dimensioni. Accanto alla sede leccese, conta dislocazioni a Brindisi e Mesagne. Ospita l'ISUFI, una scuola superiore universitaria attiva nell'alta formazione in molteplici settori scientifici e il National Nanotechnologies Laboratory (NNL), centro di eccellenza a livello internazionale sulle nanotecnologie.
Università di FoggiaIl polo universitario foggiano, nato nel 1990 come sede staccata dell'Università di Bari, ha ottenuto l'autonomia amministrativa nel 1999. Conta oggi cinque facoltà e oltre 10 000 studenti e ha sedi in diversi comuni della provincia.
Libera Università MediterraneaNata nel 1995 con il riconoscimento da parte dell'Action Jean Monnet – Commissione europea di Bruxelles - quale sede di cattedre, corsi permanenti e moduli d'insegnamento, orientati a diffondere la cultura dell'integrazione europea, ha sede a Casamassima, nell'hinterland barese.
Università LUMSALa Libera Università Maria Santissima Assunta (LUMSA), un'università privata di ispirazione cattolica con sede a Roma, ha una sezione staccata a Taranto.

##### Ricerca
In Puglia la ricerca è coordinata dall'Agenzia Regionale per la Tecnologia e l'Innovazione (ARTI), e condotta da numerosi istituti:
Il Centro di Eccellenza in Meccanica Computazionale (CEMeC)Si occupa di ricerca e innovazione industriale, formazione e consulenza nei settori delle turbomacchine, dei sistemi di iniezione, delle trasmissioni meccaniche, dei sistemi frenanti, dei sistemi ruota-rotaia e dell'interazione fluido-struttura (flutter).
Il Consiglio Nazionale delle RicercheCon 23 istituti, lavora nei settori agroalimentare, dell'ingegneria, delle scienze naturali, chimiche e biologiche, delle scienze marine e della mineralogia. In particolare a Lecce sono presenti l'Istituto per i beni archeologici e monumentali e le sezioni dell'Istituto di scienze delle produzioni alimentari, dell'Istituto per la microelettronica e microsistemi, dell'Istituto di fisiologia clinica e dell'Istituto di scienze dell'atmosfera e del clima. Taranto è, invece, sede dell'Istituto sperimentale talassografico "Attilio Cerruti" e della Fondazione marittima "Ammiraglio Michelagnoli" che opera d'intesa con lo stesso CNR e con organismi universitari.
L'ENEA di MesagneIl centro ricerca è presente fin dai primi anni novanta con uno sportello tecnologico. Nel 2001 l'ENEA ha consolidato la propria presenza nella città adriatica, rilevando le strutture del Centro Nazionale per la Ricerca e lo Sviluppo dei Materiali, e creando un proprio centro all'interno della "Cittadella della Ricerca". Attualmente operano nel Centro l'Unità Tecnico Scientifica Materiali e Nuove Tecnologie (MAT), l'Unità Tecnico Scientifica Fusione (FUS), l'Unità Tecnico Scientifica Tecnologie Fisiche Avanzate (FIS) e il Progetto Speciale Clima Globale (CLIM).
TecnopolisÈ il primo parco scientifico e tecnologico nato in Italia, si occupa di trasferimento tecnologico e e-government, ha sede a Valenzano, alle porte di Bari. Finalità dell'Istituzione è il trasferimento tecnologico dal mondo accademico (Università) a quello produttivo.
Il distretto tecnologico regionale “Dhitech” di LecceOpera per la competitività e l'innovazione nella ricerca scientifica, comprende il Laboratorio Nazionale di Nanotecnologia, centro di eccellenza a livello internazionale sulle nanotecnologie, che ha ricevuto riconoscimenti di varia natura, tra cui la visita ufficiale del Presidente della repubblica italiana Giorgio Napolitano il 15 settembre 2006. Il laboratorio segue linee di ricerca sia di tipo fondamentale, che di tipo fortemente applicato, grazie alle partnership con le multinazionali tecnologiche residenti presso di esso (STMicroelectronics, Agilent Technologies, TechInt, Alenia Marconi System) che appoggiano i loro programmi di formazione e reclutamento post laurea sull'ISUFI.
L'Osservatorio sul mondo rurale e sul sistema agroindustriale della Puglial'INEA è un'iniziativa inserita nell'ambito della Misura 4.3.6. del sottoprogramma FEOGA del Programma Operativo Plurifondo Puglia 1994-1999 che ha visto la nascita nel 1997. Suo compito è svolgere attività di supporto alla programmazione regionale, attraverso la fornitura di analisi, idee, strumenti, dati e informazioni.
L'Istituto Agronomico Mediterraneo di BariL'istituto fornisce ai laureati la possibilità di effettuare ricerca scientifica applicata e di lavorare in funzione delle esigenze del territorio e in stretta collaborazione politico-economica coi vari enti territoriali. Unico in Italia, è uno dei quattro istituti presenti in Europa con sede rispettivamente in Francia (IAM di Montpellier), in Spagna (IAM di Saragozza) e in Grecia (IAM di Chania). Questi quattro costituiscono la struttura operativa del CIHNEAM (Centre International de Hautes Etudes Agronomiques Mediterraneennes - Centro Internazionale degli Alti Studi Agronomici Mediterranei), organismo intergovernativo la cui sede è a Parigi, a cui i quattro istituti europei fanno capo.
Il Consiglio per la Ricerca e la Sperimentazione in Agricoltura (CRA)è un Ente nazionale di ricerca e sperimentazione con competenza scientifica generale nel settore agricolo, agroindustriale, ittico e forestale.
L'ISUFI (scuola di management dell'innovazione)L'Istituto Superiore Universitario di Formazione Interdisciplinare è una delle nove Scuole Superiori d'Italia, costruita sul modello della Scuola Normale di Pisa, riconosciuta dal MIUR nel 2005 dopo 5 anni di sperimentazione. È stata attivata presso l'Università del Salento nel 1999. La scuola realizza programmi di alta formazione nell'ambito dei seguenti settori: Nanoscenze, e-Business Management, Euromediterranean School of Law and Politics, Beni Culturali.
I centri di ricerca pubblico-privatiil Centro Laser (automazione industriale), il Cetma (materiali).

#### Musei

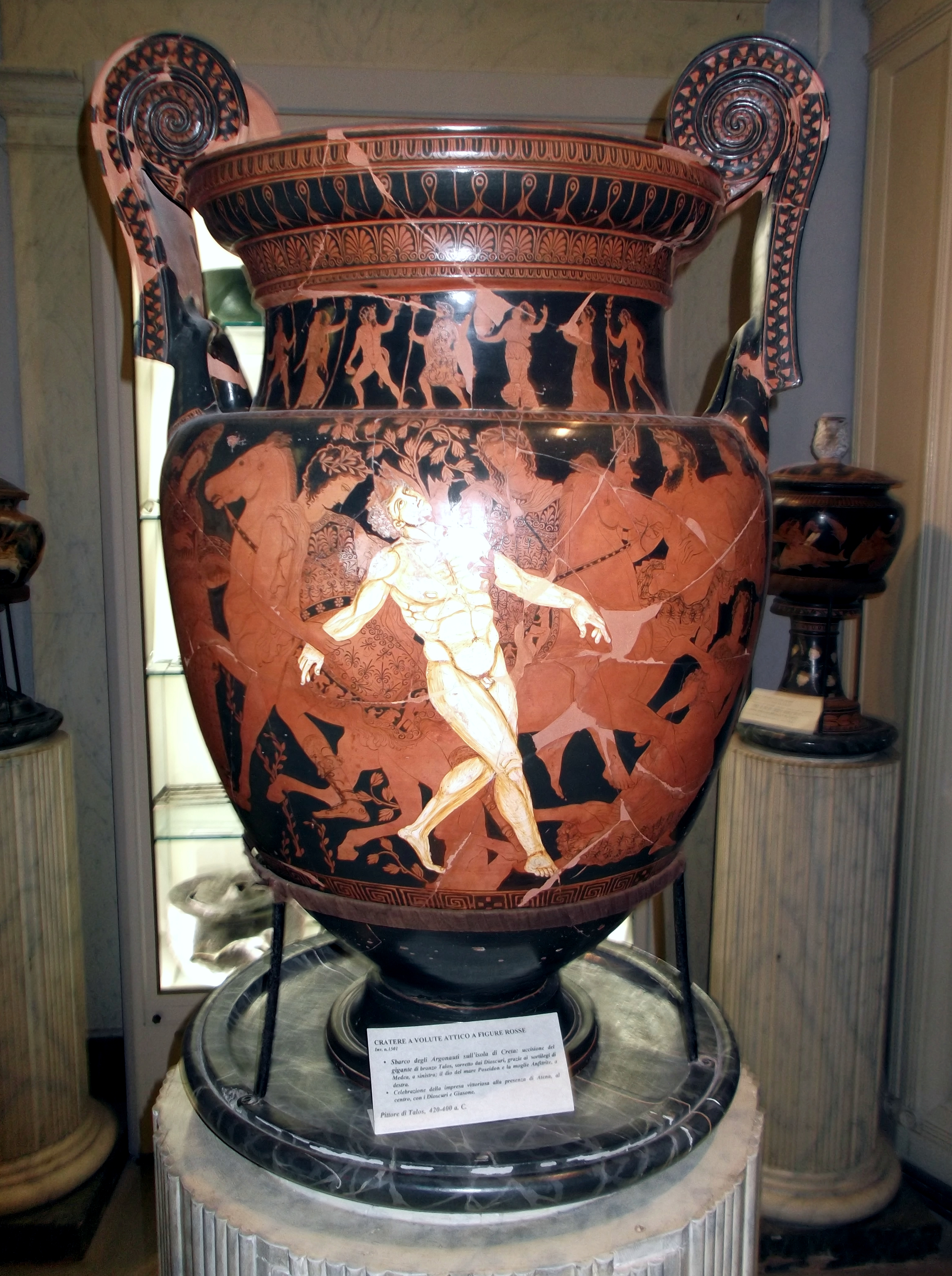
Vaso di Talos conservato nel museo Jatta di Ruvo di Puglia

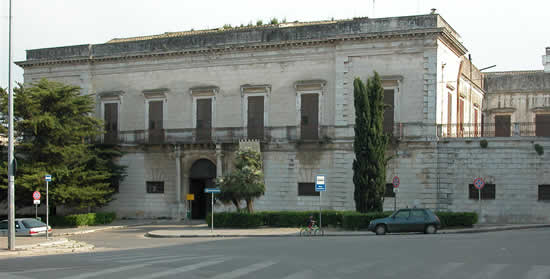
Museo archeologico nazionale Jatta di Ruvo di Puglia

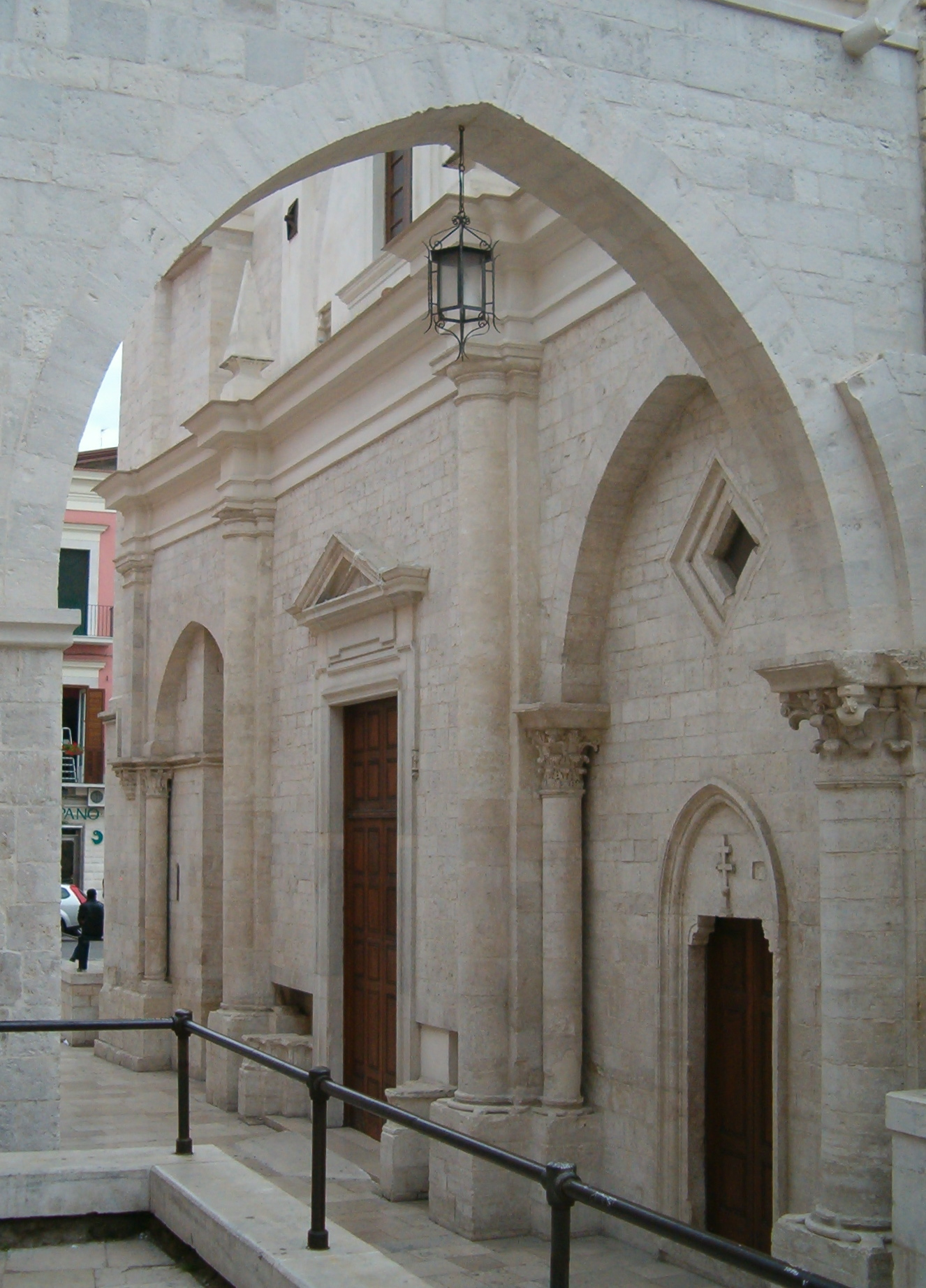
Ingresso della Basilica del Santo Sepolcro in Barletta, che custodisce il noto Tesoro

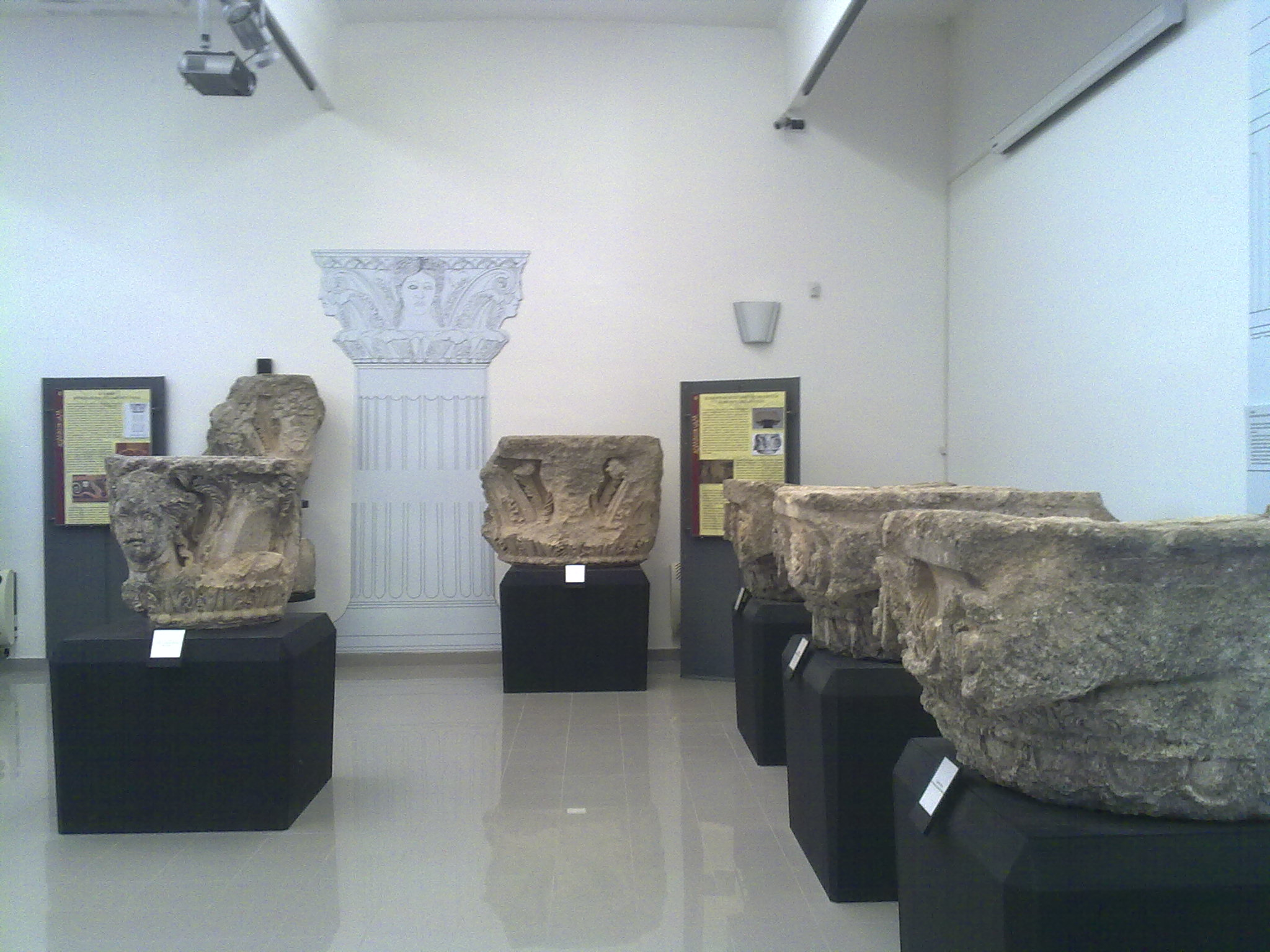
Antiquarium del parco archeologico di San Leucio a Canosa di Puglia

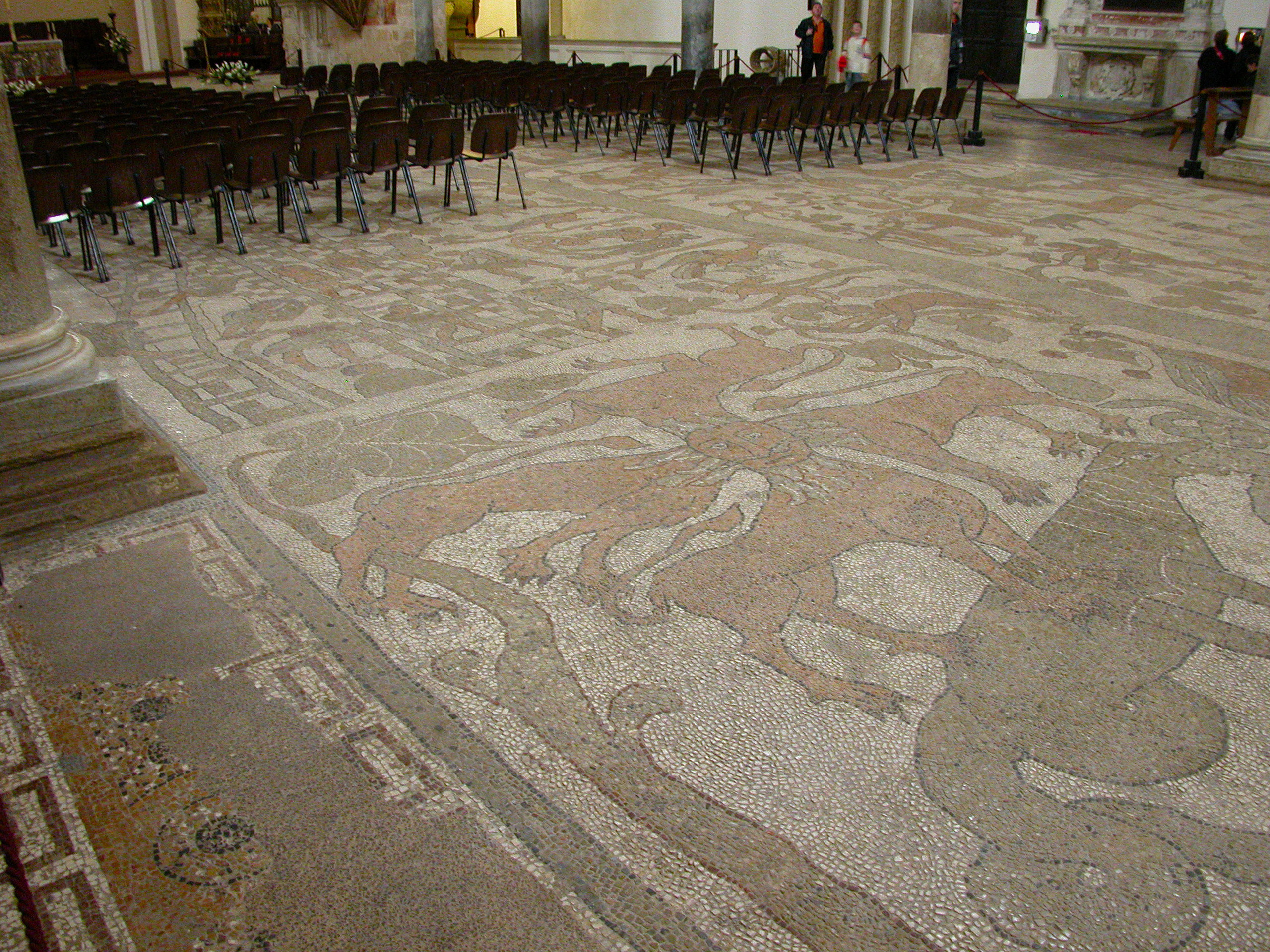
I mosaici del Duomo di Otranto

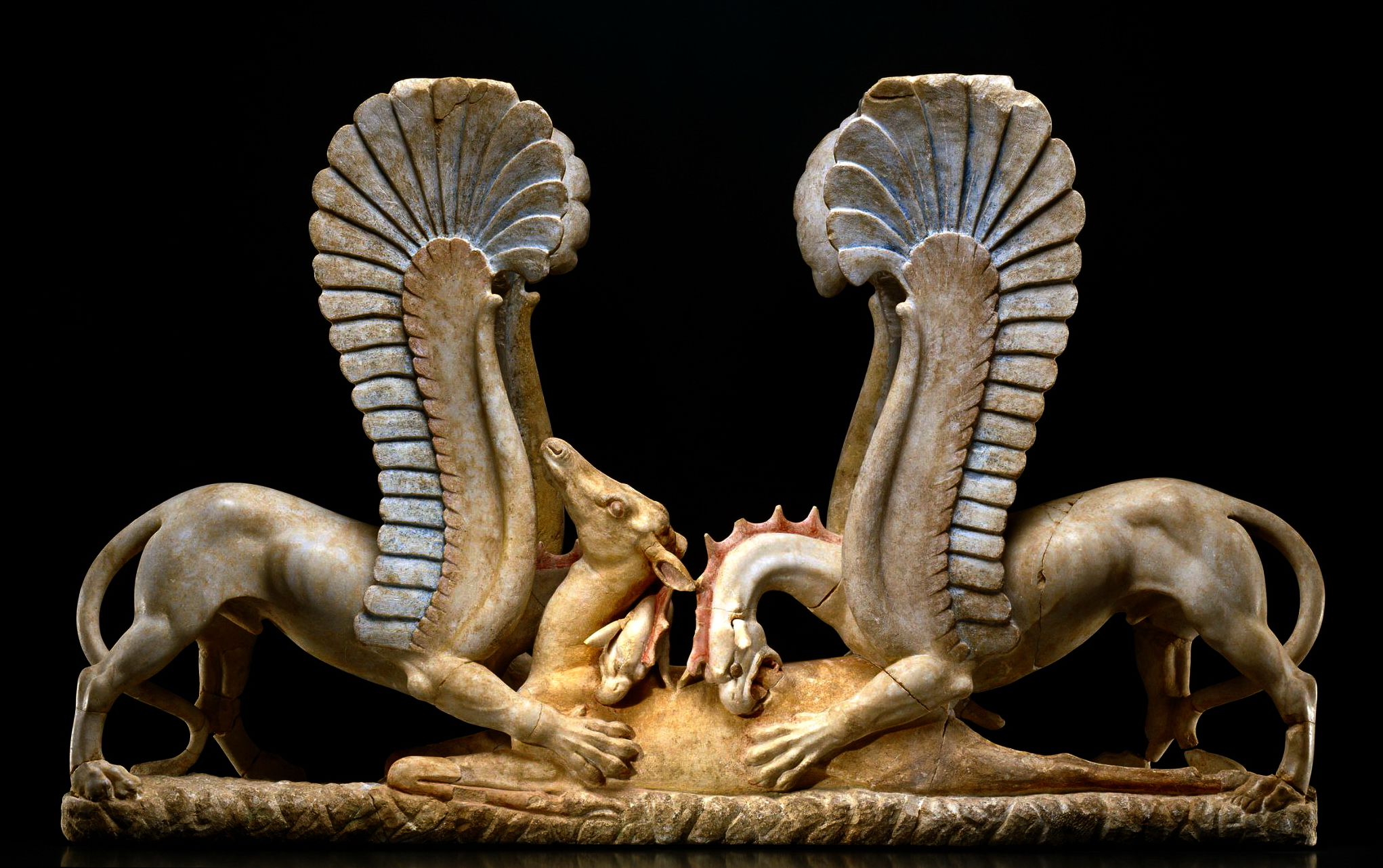
Trapezophoros con due grifoni che sbranano una cerva. Scultura in marmo policromo (IV sec. a.C.) rinvenuta ad Ascoli Satriano (FG) e considerata un'opera unica nel suo genere, di cui non esistono precedenti analoghi.

##### Musei archeologici
Museo archeologico nazionale di Manfredonianoto per le stele daunie custodite nelle sale e per le altre testimonianze del territorio sipontino e del Gargano meridionale.
Museo archeologico nazionale JattaQuesto museo e` cstituito da quattro sale contenenti quasi esclusivamente materiale ceramico della Magna Grecia, è ospitato nel piano terra dell'ottocentesco Palazzo Jatta e raccoglie materiale proveniente dalla vasta e ricca necropoli peucetica di Ruvo di Puglia, vittima, nei secoli scorsi, di scavi abusivi che hanno distribuito oggetti in tutto il mondo.
Museo di civiltà preclassiche della Murgia meridionale
Inizialmente nato con le scoperte archeologiche avvenute solo nell'agro di Ostuni, con il passare del tempo ha ospitato reperti provenienti da quasi tutta l'area delle Murge meridionale. Tra i più interessanti reperti archeologici che si possono ammirare vi è il calco della Donna di Ostuni, gestante con feto risalente a circa 27 000 anni fa.
Museo archeologico nazionale di Taranto MArTAL'importante museo archeologico, fondato nel 1887 con l'intenzione di farne il Museo della Magna Grecia, ma è dedicato principalmente alla documentazione archeologica di Taranto e del resto della Puglia. Posto nell'ex convento di San Pasquale Baylon, è stato riaperto nel 2007: accanto alla sezione preistorica, inerente ai reperti Paleolitico e dell'età del Bronzo dell'intero territorio pugliese, si fregia di una delle più grandi collezioni di manufatti dell'epoca della Magna Grecia, tra cui i famosi Ori di Taranto. Questi ultimi costituiscono la più importante testimonianza di come la lavorazione dei metalli preziosi, e in particolare dell'oro, fosse una delle attività più sviluppate nella città magno-greca tra il IV e il I secolo a.C.
Museo di archeologia urbana Giuseppe Fiorelli di LuceraIl Museo civico "Giuseppe Fiorelli" la cui sede è il Palazzo De Nicastri, in via De Nicastri, si costituì nel 1905 ed è considerato il primo museo civico a nord di Bari. Al suo interno, oltre all'arredo permanente della famiglia De Nicastri, comprende preziosi manufatti che vanno dall'età preistorica all'età romana (di particolare rilievo è il Mosaico di Piazza Nocelli), fino al Medioevo. Ricca anche la pinacoteca con i quadri del pittore lucerino Giuseppe Ar.
Museo archeologico provinciale Francesco Ribezzo di Brindisiil museo, che prende il nome dall'omonimo archeologo e glottologo (1875-1952), si trova in piazza Duomo a Brindisi. Include le sezioni preistorica, che raccoglie i reperti dell'intera provincia, epigrafica, con iscrizioni in latino, ebraico e greco, numismatica, comprendente monete di età classica, medioevale e moderna, statuaria, con le statue romane rinvenute nel centro storico di Brindisi, più un antiquarium, con vasi apuli e attici, trozzelle, monete, e un ambiente dedicato ai bronzi di Punta del Serrone, con le due statue restaurate del console Lucio Emilio Paolo Macedonico e del civis romanus nelle vesti di togato, teste-ritratti, immagini femminili e altri bronzi rinvenuti in occasione degli scavi subacquei del 1992.
Museo archeologico provinciale Sigismondo Castromediano di Lecceè uno dei musei archeologici di Lecce ed è intitolato al duca di Cavallino Sigismondo Castromediano, appassionato di archeologia, che ne volle l'istituzione nel 1868. È situato nel collegio Argento, dal nome del padre gesuita che lo fondò nel 1888 ed è stato acquistato dalla Provincia di Lecce nel 1967 e ristrutturato.
Il museo si divide in cinque sezioni: Didattica, con il plastico del Salento che riporta tutti i siti di rilevanza storico-artistica; Antiquarium, con vasi attici a figure nere e a figure rosse e vasi italici (VI e V secolo a.C.) e vari altri reperti archeologici: oggetti in bronzo, monete antiche e lapidi con iscrizioni messapiche; Topografia, con le antiche mappe del Salento; Pinacoteca, con tele di scuola veneta e napoletana (tra XIV e XVIII secolo) e anche alcune sculture romaniche e rinascimentali; Sala mostre, con opere di artisti contemporanei (tra XIX e XX secolo).
Nello stesso plesso è presente la Biblioteca Provinciale, con oltre 1 000 scritti tra libri, riviste e giornali d'epoca. Oltre a essa è presente una grande sala studio.
Museo civico archeologico di Canosa di Pugliafu istituito nel 1934 e collocato nel settecentesco Palazzo Casieri. Ospita circa 2 000 reperti archeologici provenienti da scavi in Canosa e in tombe del V - III secolo a.C. Si trovano iscrizioni, sculture, bassorilievi, marmi, monete, gioielli, ceramiche e vasi che risalgono a un vasto arco di tempo di circa 1 500 anni (dal VI -V secolo a.C. al IX -X secolo d.C.): dal preistorico, dauno, romano, paleocristiano e bizantino-medioevale. In passato il museo è stato privato di alcuni pezzi di inestimabile valore, come ad esempio i preziosi ori della Tomba degli Ori. Questi gioielli sono attualmente custoditi presso il museo nazionale archeologico di Taranto, e sparsi nei maggiori musei italiani e europei (fra cui il museo del Louvre).

##### Altri musei

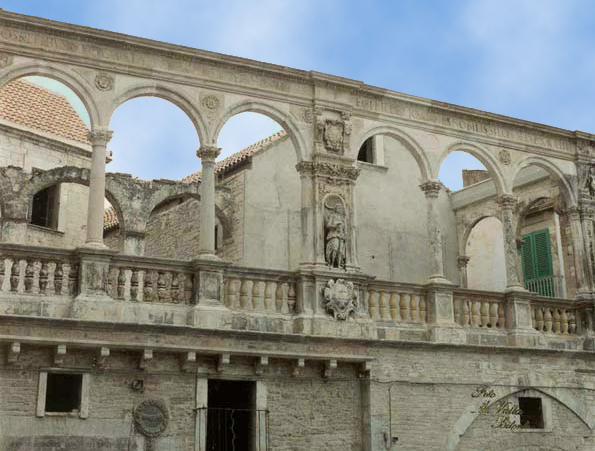
Palazzo Sylo-Calò a Bitonto, sede della galleria nazionale di Puglia

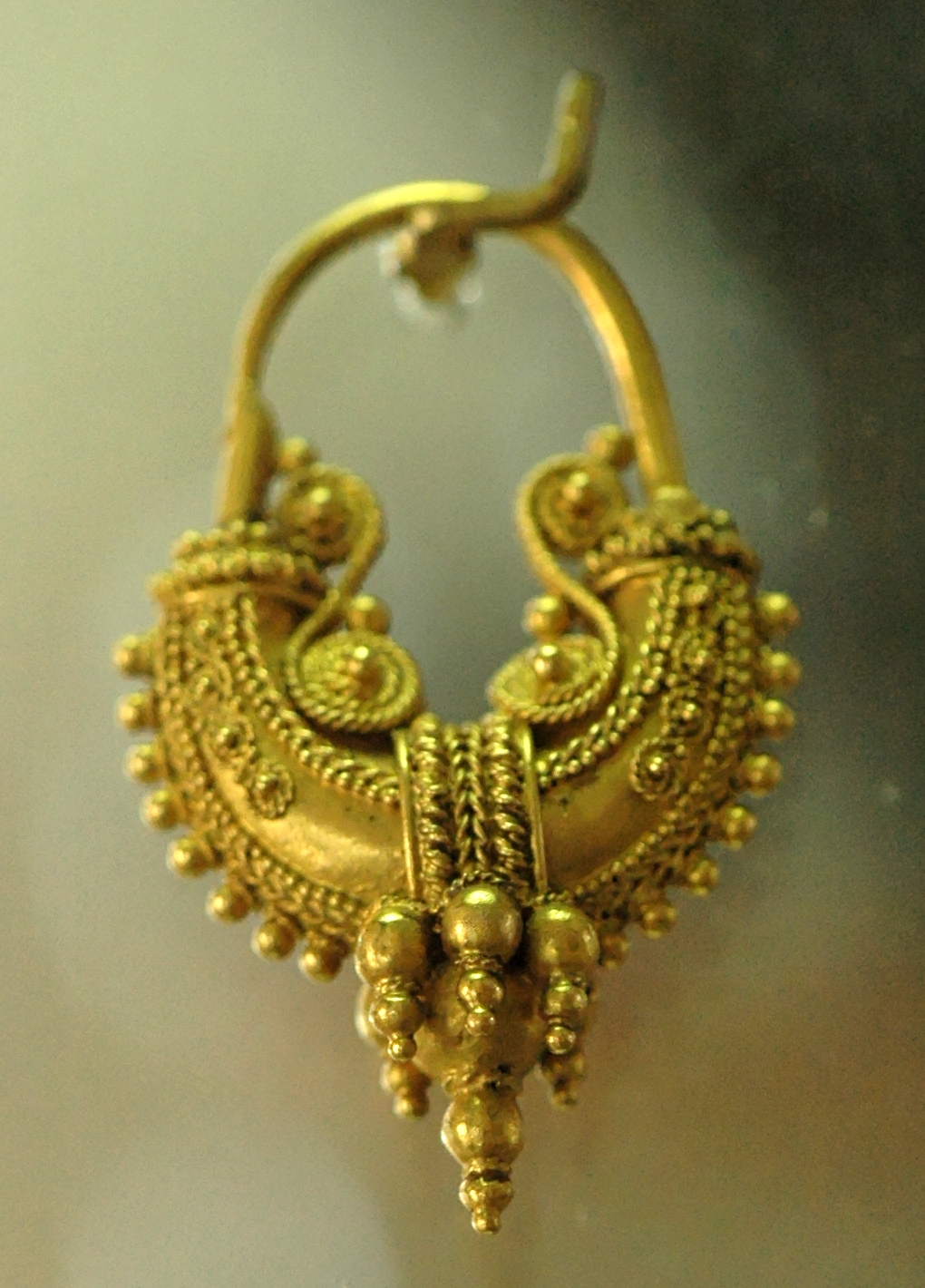
Orecchino in oro, fine IV secolo a.C.,ritrovati negli Ipogei Lagrasta di Canosa. Museo archeologico nazionale di Taranto

Museo dell'arcidiocesi di Trani-Barletta-Bisceglie-NazarethIl museo nasce nel 1975 per volontà dell'arcivescovo Giuseppe Carata, al fine di dare una più adeguata sistemazione al materiale lapideo e scultorio proveniente da demolizioni operate nella cattedrale ed in altre chiese della città di Trani. Nel corso degli anni il suo patrimonio si è notevolmente arricchito di opere e reperti di grande valore artistico e storico. L'Istituzione ha così, nel corso degli anni, sdoppiato le sue sedi, dedicando agli spazi di Palazzo Addazi l'esposizione della collezione pittorica e scegliendo l'attiguo Palazzo Lodispoto come nuova sede per il restante patrimonio artistico.
Museo diocesano di Taranto: il Museo diocesano, la cui sede è nel cinquecentesco Seminario arcivescovile di Taranto nel Borgo Antico, è stato inaugurato nel 2011.
Museo diocesano di Lucera: il Museo diocesano, la cui sede è il Palazzo Vescovile, in piazza Duomo, è stato inaugurato nel 1999. All'interno delle sale, oltre alla Pinacoteca dei Vescovi, sono conservati manufatti di diverse epoche. Di rilevante importanza sono: una pisside in diaspro sanguigno rosso del secolo XIII, un dittico di scuola sulmonese in lamine d'argento dorato del secolo XIV, il camice di lino con ricami, la stola e il cappello del Beato Agostino Casotti (XIV secolo), il mantello di lana del francescano San Francesco Antonio Fasani (secolo XVII-XVIII), l'artistico armadio-cappella contenente l'altare in legno dorato appartenuto alla famiglia di mons. Freda (secolo XVIII-XIX).
Museo Emanuele Barba,a Gallipoli nasce nel 1823 a opera del canonico Carmine Fontò che rese pubblici i suoi libri. A queste prime donazioni se ne aggiunsero altre da parte di conventi Domenicani e Francescani. Dopo alcuni anni il Museo venne affidato a Emanuele Barba (filosofo, medico, docente) che istituì un "Gabinetto zoologico". Oggi nel museo sono presenti collezioni di armi, abiti, fossili. È esposta inoltre la collezione del pittore gallipolino Giovanni Andrea Coppola. Il museo comprende reperti archeologici, sarcofagi e vasi messapici con iscrizioni; ritratti di personaggi illustri di Gallipoli; una raccolta numismatica;
Museo diocesano di Bitontocreato tra il 1969 e il 1970, il museo è ospitato sui tre piani della curia vescovile di Bitonto. Si tratta del museo dell'arcidiocesi di Bari-Bitonto, che raccoglie i beni artistici della cattedrale di Bitonto. La collezione è composta soprattutto da tele ma anche da vasi di Sevres, arredi sacri e sculture datate dal XIII secolo fino al Novecento. La ricca collezione ospitata nel museo diocesano sarà a breve trasferita presso l'ex seminario vescovile annesso alla Chiesa di San Francesco della Scarpa. La struttura, articolata su due livelli e dotata di un giardino pensile, ospiterà oltre 2 500 pezzi e sarà il museo diocesano più grande del mezzogiorno.
Pinacoteca metropolitana di Bariistituita nel 1928, era inizialmente ospitata nel locale palazzo del Governo. Nel 1936 la sua sede fu trasferita nelle sale del palazzo della Provincia, sul lungomare monumentale di Bari, dov'è tuttora custodito il suo ingente patrimonio artistico. Il materiale attualmente esposto comprende: una sezione medioevale; pittura pugliese tardo medioevale e di scuola napoletana alto medioevale; dipinti veneti del XV e XVI secolo provenienti da numerose chiese di tutta la Puglia; una sezione di dipinti di Corrado Giaquinto; un'importante raccolta di pittura napoletana e meridionale del XIX secolo; maiolica pugliese medioevale; presepi napoletani; capi d'abbigliamento antico; dipinti del XIX e XX secolo nonché opere d'arte contemporanea.
Pinacoteca De Nittis di Barlettanella pinacoteca, ospitata presso il barocco Palazzo della Marra, è esposta la collezione permanente delle opere del celebre impressionista barlettano cui è dedicata. Periodicamente vi vengono organizzate mostre temporanee di livello internazionale, in genere relative ad artisti di fine Ottocento coevi di De Nittis.
Galleria nazionale di Bitontoè la prima galleria nazionale della Puglia ed è considerato il più importante nel suo genere in città e uno dei più ammirati e prestigiosi della regione. È nato il 18 aprile 2009 e ha sede nel Palazzo Sylos-Calò di Bitonto, gioiello rinascimentale cittadino risalente alla prima metà del XVI secolo. La raccolta è frutto di una ricerca da parte dei fratelli collezionisti Girolamo e Rosaria De Vanna, cui il museo è intitolato, i quali nel 2004 donarono allo Stato gran parte della loro ricchissima collezione privata, formata da 229 dipinti e 108 disegni di importanti artisti italiani e stranieri, databili tra il XVI e i primi del XX secolo, chiedendo la sistemazione delle opere nel prestigioso e rinascimentale palazzo Sylos-Calò, sede attuale della galleria. Per quanto concerne l'arte contemporanea, sono presenti opere provenienti anche dagli Stati Uniti. Sono attualmente esposti 166 dipinti suddivisi in cinque sezioni.
Tesoro della basilica del Santo Sepolcro di Barlettacomprende diverse oreficerie sacre, in parte provenienti dalla Palestina e databili ai primi decenni del XIII secolo; tra questi una croce patriarcale binata, contenente la reliquia della Santa Croce, portata a Barletta nel 1291 dal Patriarca di Gerusalemme Randulphus.
Museo civico di Lizzano
Il Museo civico della paleontologia e dell'uomo, ha sede nel centro storico, nel Palazzo Majorano, un tipico palazzo dei signorotti locali dell'Ottocento. Il museo raccoglie importanti reperti a partire da 600 milioni di anni fa, provenienti da tutto il mondo e fossili ritrovati nel territorio di Lizzano o della regione. Un'ampia sezione è dedicata all'archeologia con l'esposizione di vari reperti risalenti al periodo della Magna Grecia, al Neolitico e prossimamente all'esposizione di reperti risalenti all'età del Bronzo, all'età Romana e a quelle medioevale. Nel museo sono esposti vari attrezzi da lavoro e oggetti di uso domestico tradizionali, come l'antico telaio ancora funzionante e corredato di accessori. Notevole "lu traìnu", carro trainato da cavallo o mulo per il trasporto, importante come valore documentario soprattutto per le nuove generazioni. Ci sono ampie sezioni dedicate alle culture dell'Africa, dell'Oceania e all'arte contemporanea.

### Cinema
Numerosi film di fiction hanno per sfondo e ambientazione varie località di Puglia. Tra di essi si segnalano:
- 1923, Maria ...vieni a Marcello, Jovine
- 1927 L'intrusa (film 1927), C. Louis Martini
- 1930, Idillio Infranto, Nello Mauri
- 1946, L'atleta di cristallo, Enzo Fiermonte
- 1948, Il grido della terra, Duilio Coletti
- 1958, Gambe d'oro, Turi Vasile
- 1958, La legge, Jules Dassin
- 1962, Anni ruggenti, Luigi Zampa
- 1964, Il Tramontana, Adriano Barbano
- 1964, Il Vangelo secondo Matteo, Pier Paolo Pasolini
- 1964, La ragazza con la pistola, Mario Monicelli
- 1964, Il sole scotta a Cipro, Ralph Thomas
- 1965, Casanova '70, Mario Monicelli
- 1968, Nostra Signora dei Turchi, Carmelo Bene
- 1972, Non si sevizia un paperino, Lucio Fulci
- 1972, I pugni di Rocco, Lorenzo Artale
- 1973, Polvere di stelle, Alberto Sordi
- 1974, Allonsanfàn, Paolo e Vittorio Taviani
- 1974, Il Saprofita, Sergio Nasca

1976, Il soldato di Ventura, Pasquale Festa Campanile
- 1976, La compagna di banco, Mariano Laurenti
- 1976, La legge violenta della squadra anticrimine, Stelvio Massi
- 1978, L'insegnante va in collegio, Mariano Laurenti
- 1979, L'infermiera di notte, Mariano Laurenti
- 1980, Il sole anche di notte, Paolo e Vittorio Taviani
- 1981, Tre fratelli, Francesco Rosi
- 1983, Desiderio, Anna Maria Tatò
- 1984, Il ragazzo di Ebalus, Giuseppe Schito
- 1985, Myra, Silvana Abbrescia Roth
- 1987, Giselle, Herbert Ross
- 1987, Le vie del Signore sono finite, Massimo Troisi
- 1988, Il giovane Toscanini, Franco Zeffirelli
- 1988, La posta in gioco, Sergio Nasca
- 1989, Odore di pioggia, Nico Cirasola
- 1989, Turné, Gabriele Salvatores
- 1990, La stazione, Sergio Rubini
- 1991, La sposa di San Paolo, Gabriella Rosaleva
- 1991, La riffa, Francesco Laudadio
- 1992, Verso sud, Pasquale Pozzessere
- 1992, Io speriamo che me la cavo, Lina Wertmüller
- 1994, Da do da, Nico Cirasola
- 1996, Pizzicata, Edoardo Winspeare
- 1997, Il viaggio della sposa, Sergio Rubini
- 1997, Le acrobate, Silvio Soldini
- 1997, Fratelli coltelli, Maurizio Ponzi
- 1998, Figli di Annibale, Davide Ferrario
- 1998, Matrimoni, Cristina Comencini
- 1998, Aprile, Nanni Moretti
- 1998, Io non ho la testa, Michele La Nubile
- 1998, Prima del tramonto, Stefano Incerti
- 1999, La capagira, Alessandro Piva
- 1999, Liberate i pesci, Cristina Comencini
- 1999, Terra bruciata, Fabio Segatori
- 1999, Fuori di me, Gianni Zanasi
- 2000, Sangue vivo, Edoardo Winspeare
- 2000, Chi ruba donne, Maurizio Sciarra
- 2000, Tutto l'amore che c'è, Sergio Rubini
- 2000, Albania blues, Nico Cirasola
- 2000, Il grande botto, Leone Pompucci
- 2000, 20 - Venti, Marco Pozzi
- 2000, Azzurro, Denis Rabaglia
- 2001, Hotel Dajti - Una storia al di là del mare, Carmine Fornari
- 2001, I cavalieri che fecero l'impresa, Pupi Avati
- 2001, Nemmeno in un sogno, Gianluca Greco
- 2001, Ti voglio bene Eugenio, Francisco José Fernandez
- 2002, Sotto gli occhi di tutti, Nello Correale
- 2002, Zana, Corrado Lannajoli
- 2002, Un giudice di rispetto, Walter Toschi (Bruno Mattei)
- 2003, A.A.A.Achille, Giovanni Albanese
- 2003, L'Anima Gemella, Sergio Rubini
- 2003, Io non ho paura, Gabriele Salvatores
- 2003, il miracolo, Edoardo Winspeare
- 2003, Mio cognato, Alessandro Piva
- 2004, L'amore ritorna, Sergio Rubini
- 2005, La bestia nel cuore, Cristina Comencini
- 2005, Eccezziunale... veramente - Capitolo secondo... me, Carlo Vanzina
- 2005, Melissa P., Luca Guadagnino
- 2005, Craj, Davide Marengo
- 2005, La seconda notte di nozze, Pupi Avati
- 2006, Il padre delle spose, Lodovico Gasparini
- 2006, La terra, Sergio Rubini
- 2006, Manuale d'amore 2, Giovanni Veronesi (III dei quattro episodi)
- 2006, Come a Cassano, Pippo Mezzapesa (corto)
- 2007, 2061 - Un anno eccezionale, Carlo Vanzina
- 2007, La duchessa di Langeais, Jacques Rivette
- 2007, Les Chanteurs de Carpino, Thierry Gentet
- 2007, Fine pena mai, Davide Barletti e Lorenzo Conte
- 2008, Il passato è una terra straniera, Daniele Vicari
- 2008, Indovina chi sposa mia figlia, Lino Banfi
- 2008, Galantuomini, Edoardo Winspeare
- 2008, Sogno di una morte di mezza estate, Pippo Mezzapesa (corto)
- 2009, L'uomo nero, Sergio Rubini
- 2009, Cado dalle nubi, Gennaro Nunziante
- 2009, Piede di Dio, Luigi Sardiello
- 2009, Focaccia blues, Nico Cirasola
- 2010, Mine vaganti, Ferzan Özpetek
- 2011, Il paese delle spose infelici, Pippo Mezzapesa
- 2011, Che bella giornata, Gennaro Nunziante
- 2012, Non me lo dire, Uccio De Santis
- 2012, Beautiful (alcune puntate)
- 2012, Il sole dentro, Paolo Bianchini
- 2014, Allacciate le cinture, Ferzan Özpetek
- 2015, Io che amo solo te, Marco Ponti
- 2015, La prima luce, Vincenzo Marra
- 2015, Questo è il mio paese
- 2015, Sei mai stata sulla Luna?, Paolo Genovese
- 2016, La cena di Natale, Marco Ponti
- 2016, Quo vado?, Gennaro Nunziante

### Film documentari girati in Puglia
- La taranta (1962); regia di Gianfranco Mingozzi
- Il film di Mario (1999), regia di Agostino Ferrente
- Sole (2000), regia di Mariangela Barbanente
- Passepartout (2002), Bari anno mille (Bari e il Sud Italia all'epoca delle prime crociate), regia di Philippe Daverio
- La nave dolce (2012), regia di Daniele Vicari
- SettanTA (2013) di Pippo Mezzapesa
- Unti e bisunti[86] Bari Episodio 1 Stagione 2 (21/04/2014)
- In viaggio con la zia[87] Bari 13 agosto 2016
- La croce e la spada: San Nicola[88] (2016)
- Antichi misteri: La corona di spine stagione 2 episodio 5[89] (2017)
- Italia segreta: Castel del Monte, l'inspiegabile[90]
- Paesaggi italiani: Puglia, il mare del Salento[91]
- Viaggio in Italia: Puglia, pietre e trulli[92]

#### Editoria
Editoria
Nella regione sono pubblicati giornalmente alcuni quotidiani, i principali sono: il Corriere del Giorno, La Gazzetta del Mezzogiorno, il Nuovo quotidiano di Puglia, Quotidiano Puglia e Il Quotidiano Italiano, Edizione di Bari.
In Puglia ha sede il Gruppo Norba, che gestisce Radionorba, ascoltata in tutta l'Italia centro-meridionale, e Telenorba, prima televisione locale d'Italia per ascolti, visibile in Puglia, Basilicata, Molise ed, in parte, in Campania, Calabria, Abruzzo e Lazio. Il gruppo pugliese gestisce anche la allnews TG Norba 24, visibile sul DGT e sulla piattaforma Sky.

#### Teatro

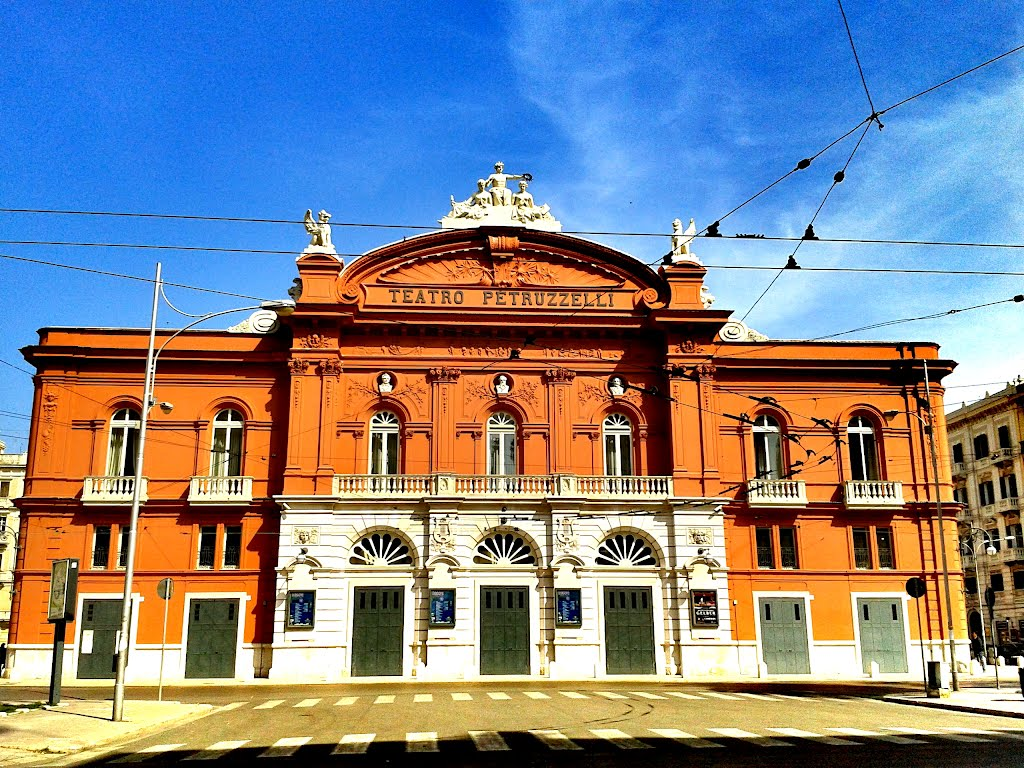
Teatro Petruzzelli di Bari

La Puglia possiede un panorama teatrale interessante e in continua crescita.
Accanto ad una solida tradizione vernacolare (radicata soprattutto a Bari e nella sua provincia) sono sorte in tempi più recenti numerose formazioni sperimentali, circolate nuove idee ed emersi nuovi interpreti, i quali hanno attratto l'interesse di compagnie teatrali nazionali: è nato così un teatro fruibile anche al di fuori dei confini pugliesi. Il territorio regionale vive dunque un processo dinamico e in continua trasformazione, la cui portata è difficile da quantificare e non troppo dissimile dal momento di fioritura che il cinema sta vivendo in Puglia, anche se certamente con meno incentivi da parte dello Stato e minor interesse da parte del pubblico.
La Puglia è una delle poche regioni italiane non dotata di alcun teatro stabile, lacuna non indifferente e che senz'altro frena la crescita del settore.
L'unico ente che disciplina e gestisce gli spettacoli dal vivo nella regione è il Teatro Pubblico Pugliese, attivo dai tardi anni 2000 e responsabile di gran parte dei finanziamenti destinati al settore: tra i suoi progetti più interessanti citiamo a titolo d'esempio Teatri Abitati, grazie al quale 12 compagnie teatrali sono riuscite ad ottenere uno spazio scenico prima inutilizzato e abbandonato per adibirlo a loro teatro.
La Puglia è dotata inoltre di alcuni spazi scenici di prim'ordine, le cui potenzialità non sono sempre sfruttate pienamente: basti ad esempio pensare al Teatro Petruzzelli (il più grande teatro privato d'Europa, restaurato nel 2008 dopo il tragico incendio del 1991), al Teatro Giordano di Foggia (recentemente restaurato e riattivato il 13 dicembre 2014), al Teatro Piccinni, al Teatro Margherita e al Teatro Team a Bari; al Teatro Traetta di Bitonto; al Teatro Curci a Barletta; al Teatro Verdi di San Severo e al Teatro Politeama Greco a Lecce.

### Letteratura
In epoca latina la vicinanza geografica e culturale della Puglia alla Grecia, fecero sì che diventasse un territorio di importanti uomini di cultura e terra di passaggio di tutti gli studiosi romani che si recavano nell'antico Paese ellenico per approfondire i propri studi.
Livio Andronico, poeta, drammaturgo e attore teatrale tarantino, tradusse in versi saturni l'Odissea di Omero, e fece rappresentare a Roma nel 240 a.C. un dramma teatrale che è tradizionalmente considerato la prima opera letteraria scritta in lingua latina.
Quinto Ennio, nativo di Rudiae, è stato un poeta, drammaturgo latino, considerato fra i padri della letteratura latina. Scrisse opere teatrali, un poema epico centrale nella cultura latina (gli Annales) e altre opere di vario genere.
Il brindisino Marco Pacuvio è stato un importante drammaturgo e poeta. Nato in area culturale greco-osca e nipote di Quinto Ennio, si trasferì giovane a Roma, dove intraprese a lungo l'attività di pittore (nel I secolo a.C. era ancora integro un suo dipinto nel tempio di Ercole) e di poeta, frequentando il Circolo degli Scipioni.
La posizione della regione è stata, invece, un punto di debolezza durante il Medioevo, a causa di un feudalesimo non sviluppato e dipendente da sovrani e capitali lontani.
Nel caso specifico la cultura pugliese è stata spesso meno fortunata della cultura napoletana. Capitale del Meridione, la città partenopea, ospitava l'unica Università del sud Italia e rappresentava tappa obbligatoria per gli intellettuali pugliesi.
Numerosissimi sono stati i casi di intellettuali che sono partiti per luoghi culturalmente più dinamici e che non hanno fatto più ritorno nella terra d'origine, contribuendo alle attività di città come Roma, Venezia, Torino.
La mancanza di una corte, come avvenne in altre zone d'Italia, ha ridotto la vita culturale pugliese. Lodevoli eccezioni sono state la corte normanna di Federico II, il "puer Apuliae", nel XIII secolo; la corti degli Orsini Del Balzo nell'alto Salento, quella di Isabella d'Aragona e di Bona Sforza a Bari; quella degli Acquaviva a Conversano e Nardò tra il XV secolo e XVI secolo. Questi centri, insieme a centri ecclesiastici e mercantili hanno sviluppato importanti forme culturali e di innovazione capaci di dare impulso alla letteratura.
Nel corso del XVIII secolo gli intellettuali pugliesi, a differenza di quanto avvenuto a Napoli e a Milano non si sono fatti conquistare dai principi dell'Illuminismo. Un impulso in questo senso è tuttavia dato da Ferrante de Gemmis, nobile letterato, che coglie gli insegnamenti dell'amico Antonio Genovesi e fonda un'Accademia Illuminista, a Terlizzi nel 1760 circa. Quando la Borghesia prende coscienza di sé, nel XIX secolo si sviluppa un'attiva cultura scientifica, giuridica, economica e amministrativa.
Nel frattempo si diffonde, in conseguenza dell'annessione del Regno delle Due Sicilie al Regno d'Italia, come nel resto del Mezzogiorno il fenomeno del brigantaggio, grazie al quale avrà origine la cosiddetta letteratura meridionalista. Questa filone culturale, si caratterizzerà in riviste come la "Rassegna Pugliese" di Valdemaro Vecchi, e sarà il punto di partenza per lo sviluppo di un'importante editoria, la Laterza.
Il XX secolo è segnato da una profonda riflessione meridionalista e da un sentito antifascismo, esempio lampante è stato Tommaso Fiore, meridionalista convinto di parte socialista, lottò sempre per le autonomie e per il federalismo meridionalista, fu guida di un gruppo di giovani intellettuali e si occupò delle condizioni del Mezzogiorno e, in particolare, di quelle dei contadini.
Sicuramente tra i massimi esponenti della cultura ritroviamo Carmelo Bene, per il contributo che ha dato all'arte drammatica italiana come attore, drammaturgo e regista. È stato stimato anche come filosofo, intellettuale, poeta e uomo di spettacolo.
Dei nostri giorni i successi editoriali di Gianrico Carofiglio, magistrato e senatore barese, che usa Bari come scenario di avvincenti romanzi.

### Architettura e urbanistica

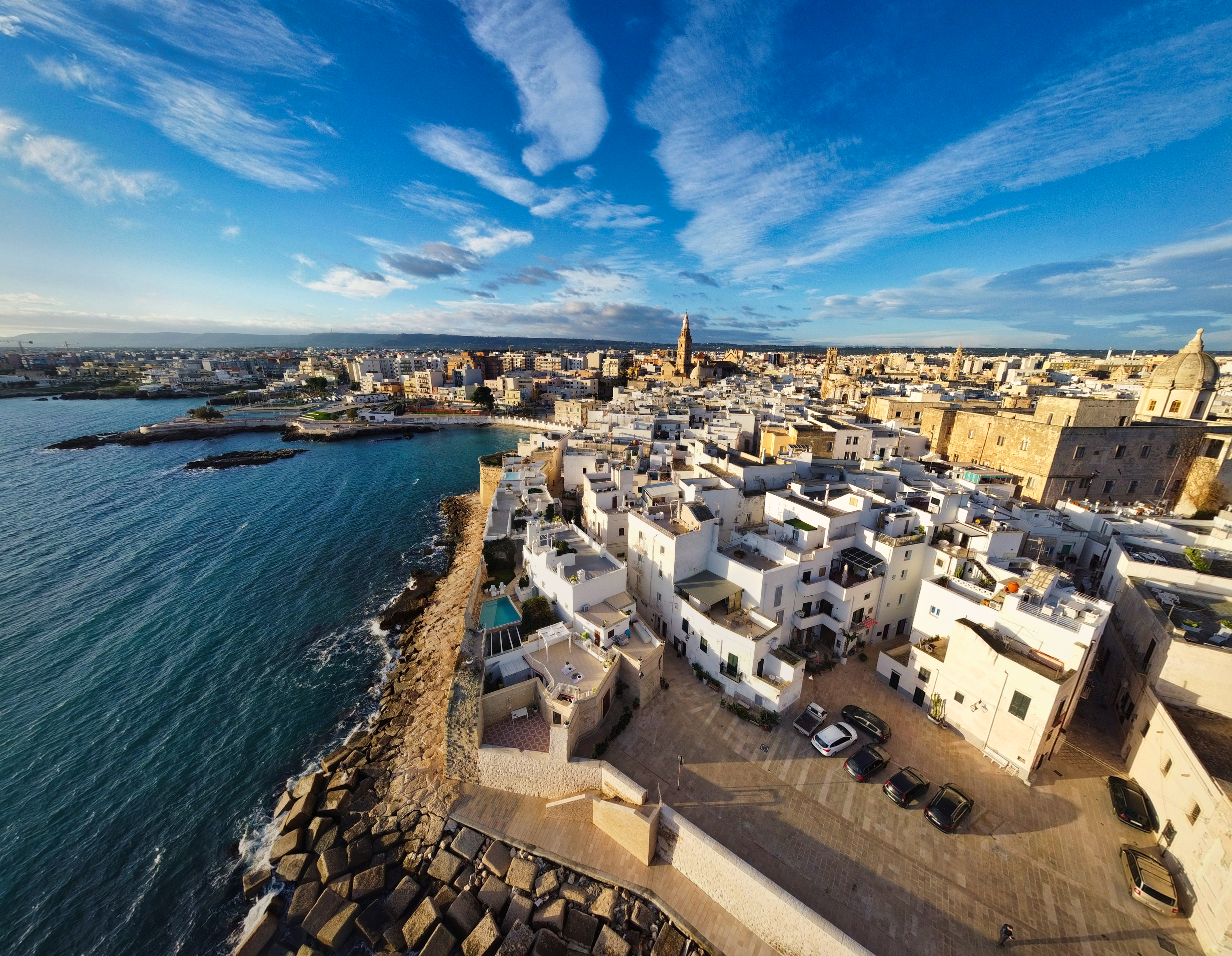
Monopoli

Da un punto di vista urbanistico, la Puglia si caratterizza, rispetto al resto d'Italia, per la presenza di un numero di comuni ridotto, di dimensioni demografiche e territoriali medio-grandi, salvo che nel Salento.
I comuni pugliesi hanno mantenuto la loro struttura medievale inalterata fino al XIX secolo quando i borghi, ancora chiusi nelle loro mura e torri, cominciano a espandersi. Questa situazione si verificò per due ordini di ragioni: le necessità di difesa delle città vennero meno e nello stesso tempo si registrò un aumento di popolazione che non poteva essere contenuta negli antichi borghi.
In epoca moderna, la regione ha visto trasformare le sue città con alcuni esempi del periodo liberty, e le costruzioni di numerose strutture pubbliche nel periodo fascista.
Se nel Salento si ritrova con più facilità lo stile barocco in comuni come Nardò, Maglie, Lecce; alcuni comuni della Valle d'Itria invece sono esempio di architettura spontanea, come Cisternino e Ceglie Messapica

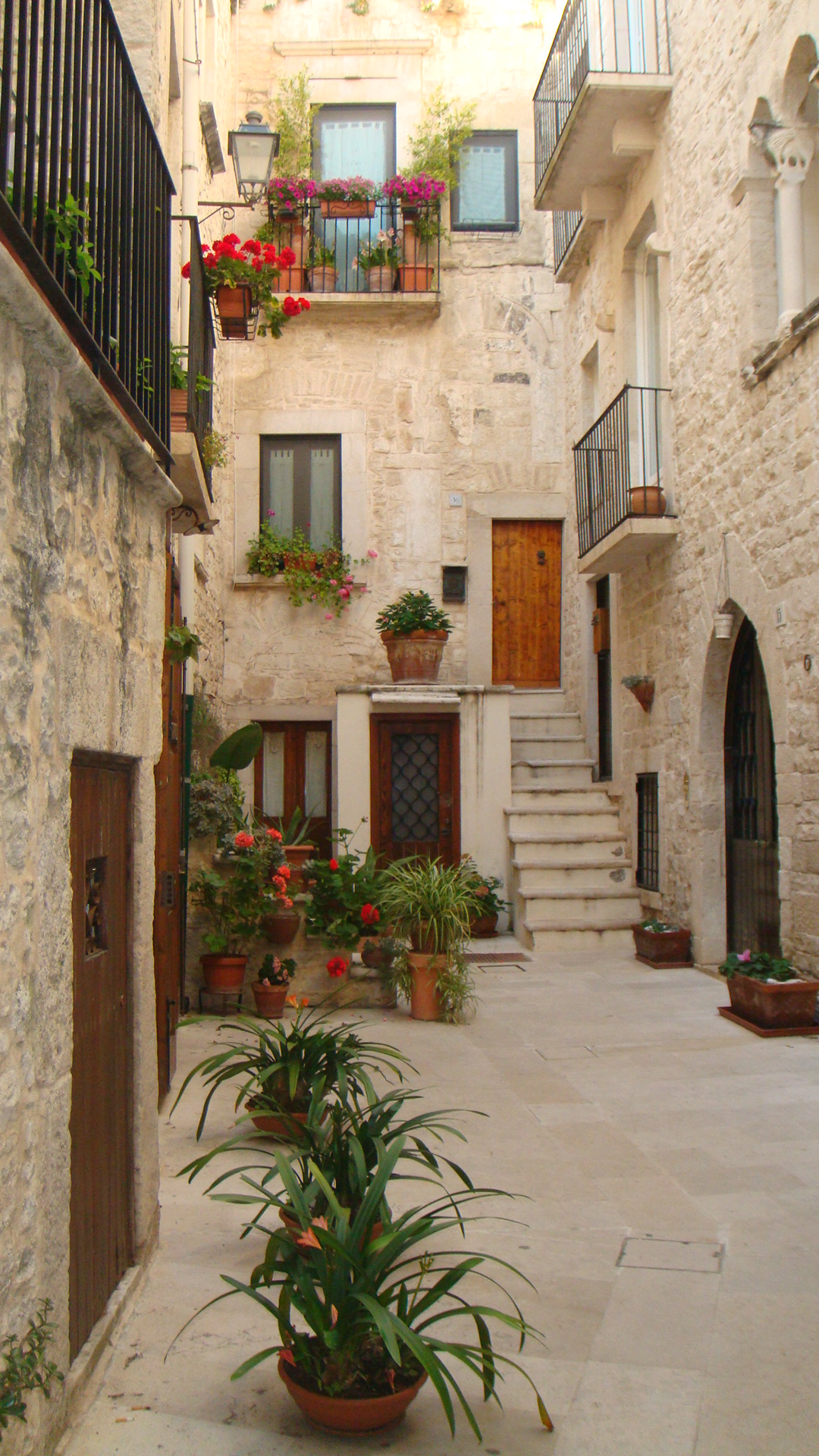
Centro Storico di Giovinazzo

### Musica

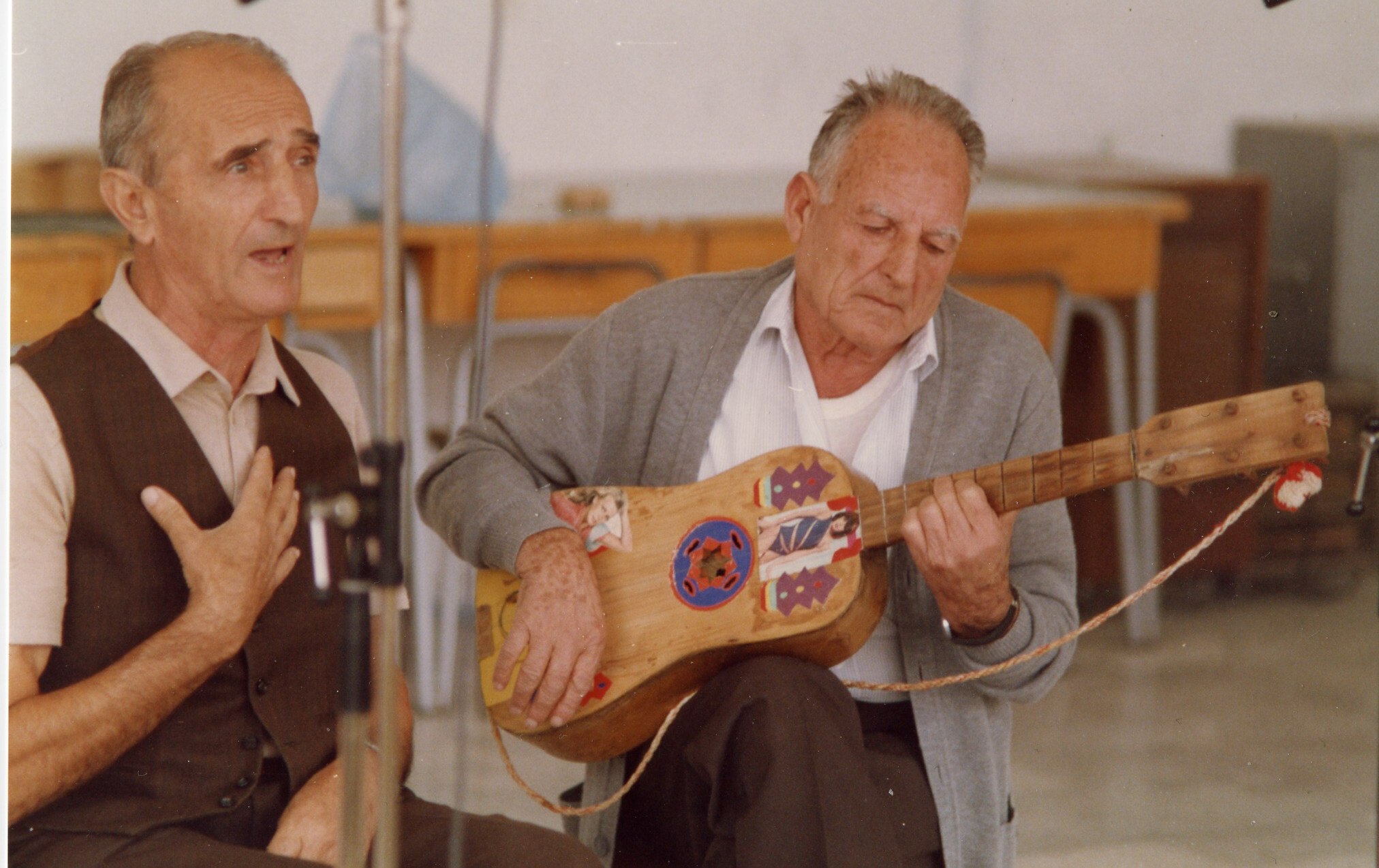
Antonio Piccininno e Andrea Sacco, tra i più noti cantori di Carpino

Come in gran parte dell'Italia meridionale la tradizione musicale pugliese si lega strettamente a quella coreutica. Dal nord al sud della regione in passato erano diffuse danze popolari dette usualmente tarantelle, alle quali corrispondevano melodie musicali in tempo veloce. Della tradizione della tarantella pugliese resta molto attiva la scuola musicale di Carpino, piccolo centro del Gargano. La musica, probabilmente influenzata dalla cultura araba o slava, corre sul quarto di tono ed è accompagnata con la voce, la chitarra battente, la chitarra francese, le castagnole e il tamburo.
Di particolare interesse antropologico è la pizzica (o taranta), una particolare danza popolare diffusa nel Salento e nel tarantino, che si balla in coppia tra individui non necessariamente di sesso opposto. Un tempo, oltre che nelle occasioni di festa, essa veniva eseguita per giorni nell'ambito dei riti di guarigione delle tarantate, ossia delle donne che si credeva fossero state morse dalla tarantola. Gli studi compiuti dall'etnologo Ernesto de Martino, e confluiti nel fondamentale saggio La terra del rimorso (1959), hanno indagato il fenomeno del tarantismo mostrandone i nessi con l'isteria, l'epilessia, la depressione. Sebbene il fenomeno del tarantismo possa ritenersi ormai estinto, la musica che lo accompagna negli ultimi anni è stata oggetto di una straordinaria riscoperta che ha travalicato i confini regionali e che annualmente culmina nell'affollatissima Notte della Taranta di Melpignano.

Un grande compositore e cantante pugliese conosciuto in tutto il mondo è stato Matteo Salvatore, i suoi generi erano il folk, la musica popolare ed era un grande interprete dei canti tradizionali del Gargano. Dobbiamo anche ricordare Eugenio Bennato che con il movimento Taranta Power porta nel mondo l'energia di queste musiche e danze mediterranee legate ad una cultura che affonda le sue radici nella storia pugliese.
Importante è sottolineare il rapporto del cantautore Lucio Dalla con la regione pugliese. Il cantautore, infatti, visse per diversi anni nella città di Manfredonia dove nacque la sua grande passione per il mare e per la Puglia tanto da battersi contro le trivellazioni al largo delle coste pugliesi delle Tremiti.

### Cucina

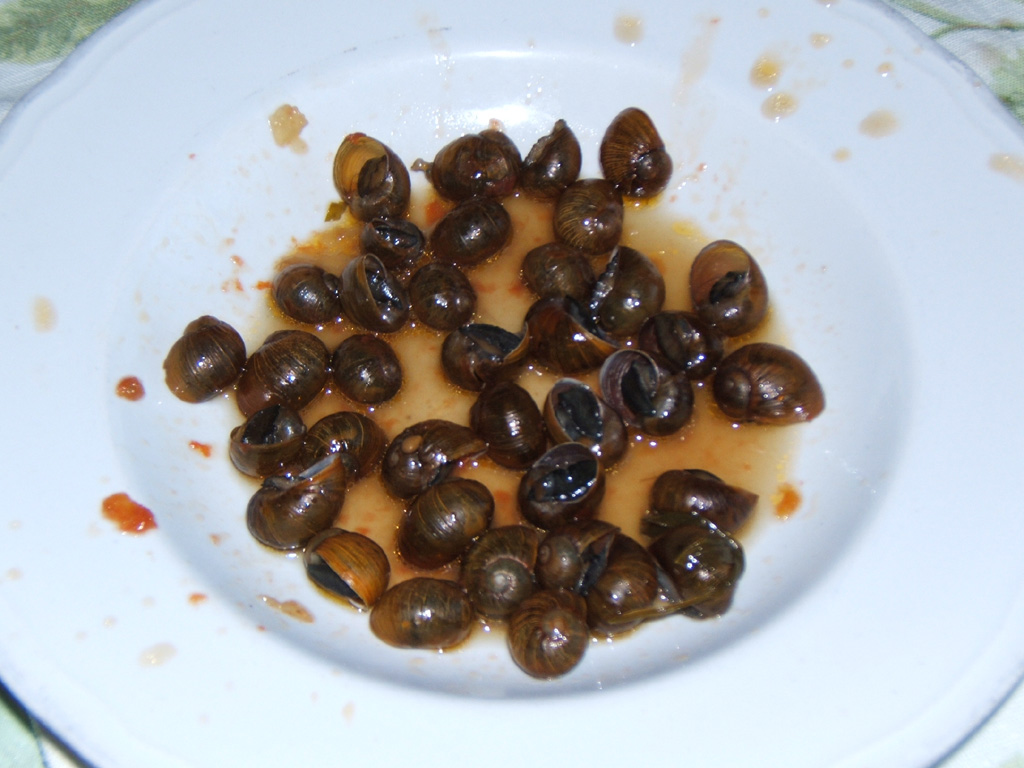
Municeddhi

Pertanto si troveranno tutte le verdure di stagione, dalla cima di rapa al cavolo verde, al cardo, ai peperoni, alle melanzane, ai carciofi, tutti i legumi, dai fagioli alle lenticchie alle cicerchie, alle fave di Carpino, alla Cipolla rossa di Acquaviva delle Fonti e tutti i prodotti del mare, in particolare dell'Adriatico e del golfo di Taranto; questi ultimi hanno una particolare caratteristica che li distingue, in conseguenza della particolare acqua che si rinviene nel Mar Piccolo, e dalle polle di acqua dolce (chiamati citri) che si scaricano in mare, e che servono ad attutire il salmastro, ma non ad alterarne il profumo.

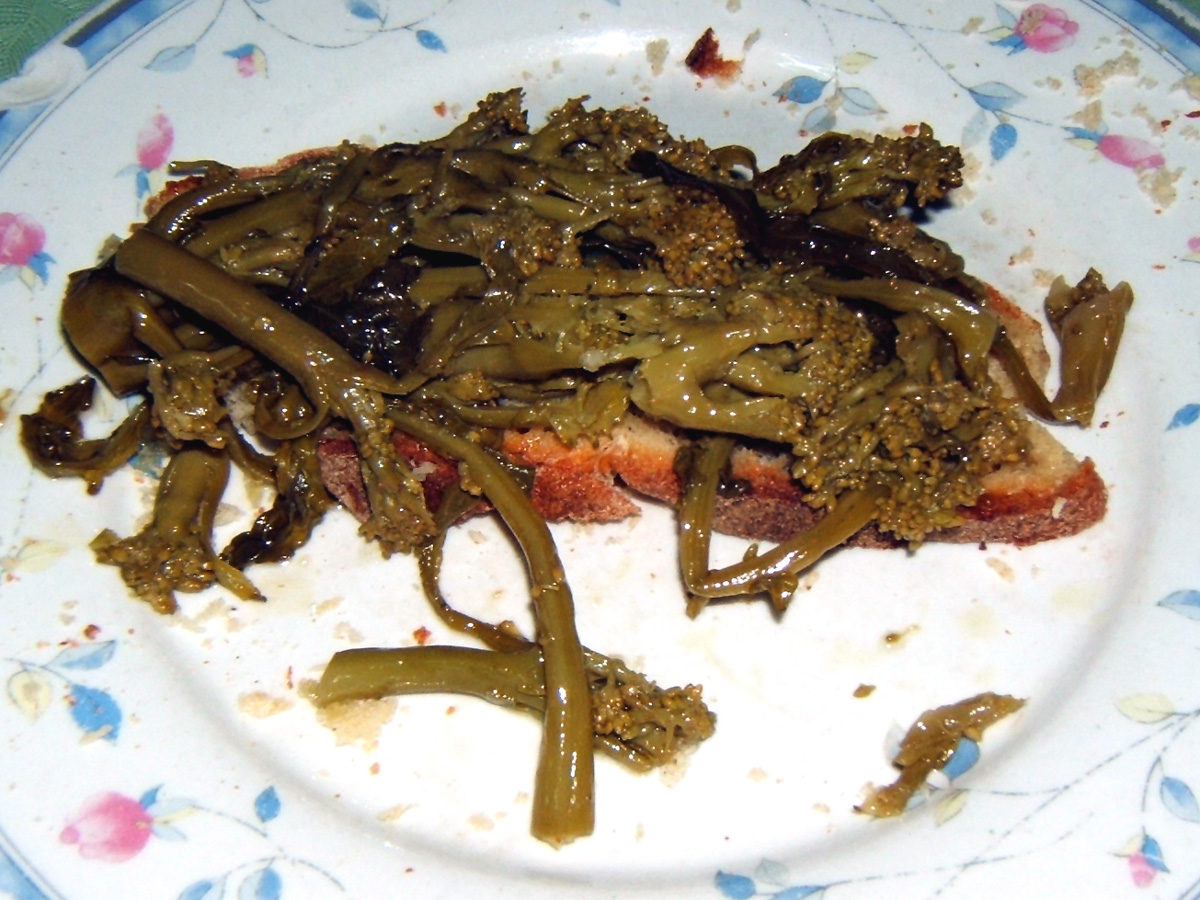
Cime di rape

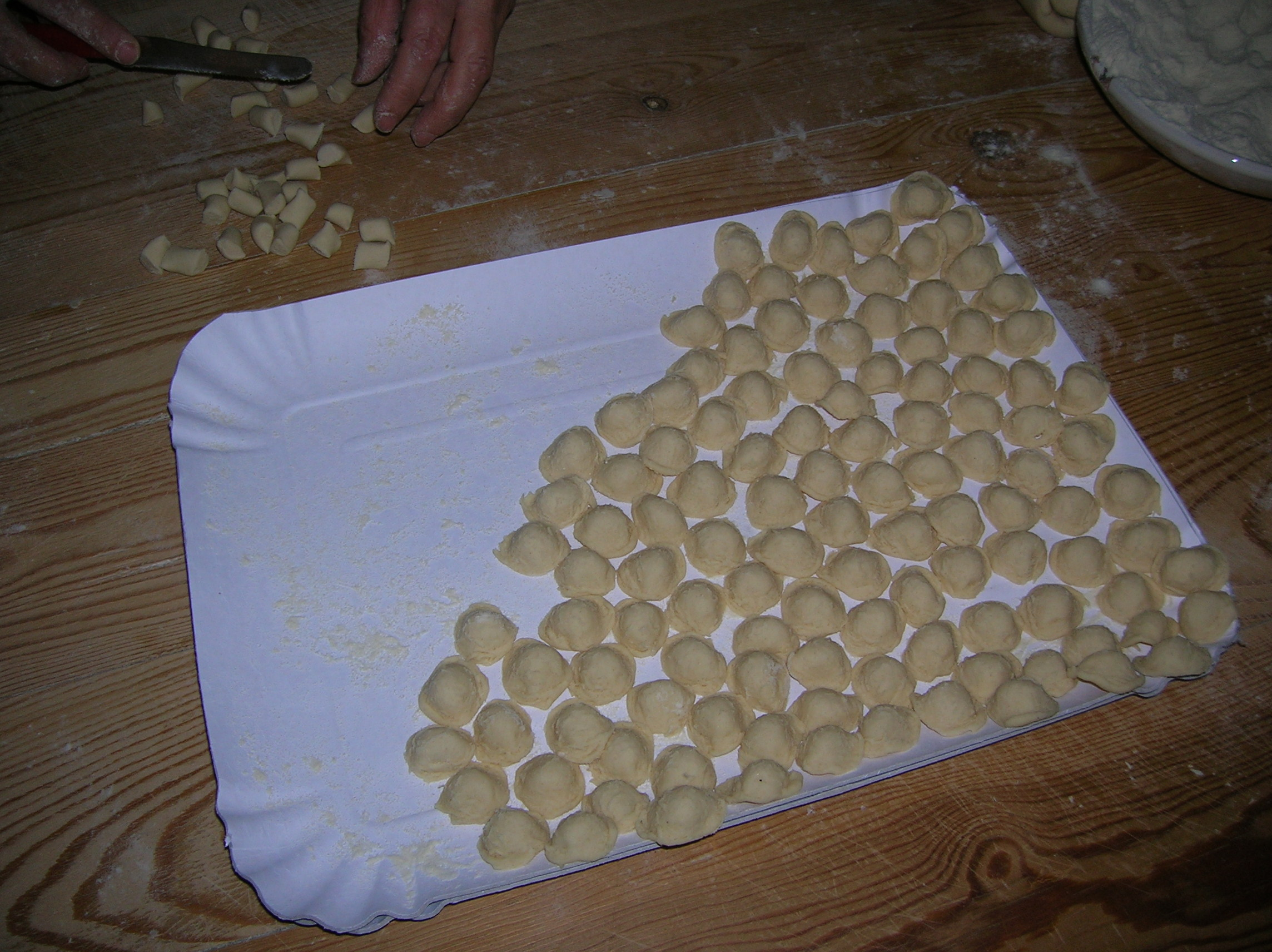
Orecchiette

Peraltro, anche se vi sono dei piatti comuni, le ricette variano da provincia a provincia, e talvolta, da città a città, così per esempio le ricette tipiche delle province di Bari, Brindisi e Taranto, adagiate sul mare, non sono uguali a quelle praticate nella provincia di Foggia, più collinosa, e di Lecce, più terragna.
Tante sono le ricette che presenta questa cucina, che ha poi una particolarità che la distingue dalle altre, di offrire piatti diversi in relazione alle diverse stagioni, così che durante le stagioni più miti, cioè in primavera e in estate, viene data preferenza alle verdure e al pesce, mentre nelle altre predominano i legumi, la pasta fatta in casa condita con vari sughi, da sola o combinata alle verdure o al pesce.
Il piatto più tipico è quello delle "orecchiette al ragù di carne", la cui ricetta è ormai diffusa in tutti i ricettari, ma non sono meno conosciute le "orecchiette con le cime di rapa", la "cicoria con la purea di fave", e quelle che ricollegano il territorio al Mediterraneo, come i "cavatelli con le cozze", il "risotto ai frutti di mare", il "polpo alla griglia" o il riso al forno alla barese chiamato pure riso, patate e cozze. Tra i piatti tipici del Salento vi sono i "municeddhi", gli involtini con interiora di agnello (variamente denominati e presenti anche nel foggiano col nome di "torcinelli"), i "ciceri e tria" e i "pezzetti di cavallo" al sugo.
Per quanto riguarda la carne, famosa è quella della Valle d'Itria, in particolare dei centri di Martina Franca (con l'unico esempio di norcineria pugliese), ove si produce il tipico capocollo, Cisternino e Crispiano e Ceglie Messapica un tipo di salsiccia denominata "zampina" tipica di Sammichele di Bari, mentre esclusivo dei monti Dauni è il prosciutto di Faeto.
I prodotti DOP pugliesi includono:
- Gli agrumi arancia del Gargano, limone femminiello del Gargano e clementine del Golfo di Taranto
- La Bella della Daunia (detta anche Bella di Cerignola)
- L'olio d'oliva nelle denominazioni Dauno, Terra di Bari, Collina di Brindisi, Terre Tarentine e Terra d'Otranto
- La mozzarella di Gioia del Colle
- Il pane di Altamura
- Il caciocavallo silano e il canestrato pugliese

Numerosi sono anche i vini pugliesi DOC, DOCG e IGT.

### Eventi

#### Festival e manifestazioni

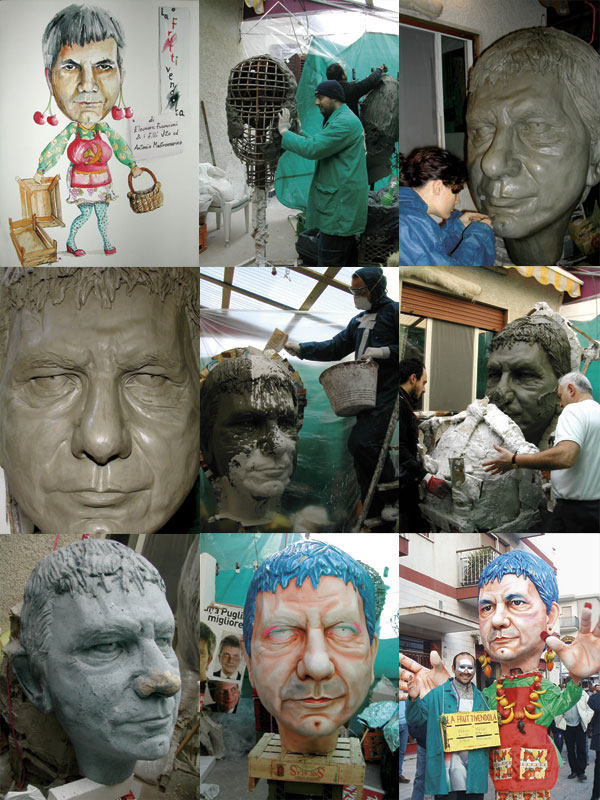
Costruzione di una maschera in cartapesta dedicata al Presidente Vendola, dal bozzetto alla pitturazione al Carnevale di Massafra

Bari International Film Festival a Bari (febbraio-marzo)è il festival internazionale del cinema e della cultura cinematografica di Bari. Nato nel 2009, è oggi promosso dal Ministero per i Beni e le Attività Culturali e patrocinato dal Presidente della Repubblica Italiana. Ha ospitato un buon numero di anteprime nazionali, premiato parecchi artisti italiani ed è solitamente accompagnato da iniziative culturali parallele per tutta la settimana dedicata all'evento. La direzione artistica è affidata a Felice Laudadio; il presidente della manifestazione è invece il regista Ettore Scola.
Festival del Cinema Europeo a Lecce (aprile)È un susseguirsi di proiezioni nell'arco di una settimana, fino ad arrivare alla serata di consegna dell'Ulivo d'oro ad attori e registi internazionali del grande schermo.
Festival della Valle d'Itria a Martina Franca (luglio-agosto)È un festival lirico, nato nel 1975, che propone titoli inediti e programmi di raro ascolto. Il programma prevede, nell'arco di tre settimane, opere riscoperte e rivelate, capolavori dimenticati del ricco patrimonio operistico italiano ed europeo, interpretazioni musicali celebri, affermazioni di giovani cantanti ed esibizioni di importanti interpreti.
Carpino Folk Festival a Carpino (prima decade di agosto)È il festival della musica popolare e delle sue contaminazioni nato in omaggio alla musica popolare di Andrea Sacco e dei Cantori di Carpino.
Tralcio d'oro a Mariotto, frazione di Bitonto (luglio-agosto)È minifestival canoro a cui partecipano concorrenti di età compresa tra i sei e i tredici anni, che conobbe la sua prima edizione nel 1974 e in quegli anni ci furono altre due edizioni, nel 1975 e nel 1977. Dopo una sosta durata quindici anni, fu ripreso nel 1993 e da allora non ha conosciuto altre interruzioni. Nato senza pretese, con lo scopo di promuovere, attraverso il canto e la musica, l'uva prodotta nella frazione bitontina e di contribuire allo sviluppo turistico della zona, oggi è diventato un concorso per bambini di interesse nazionale.

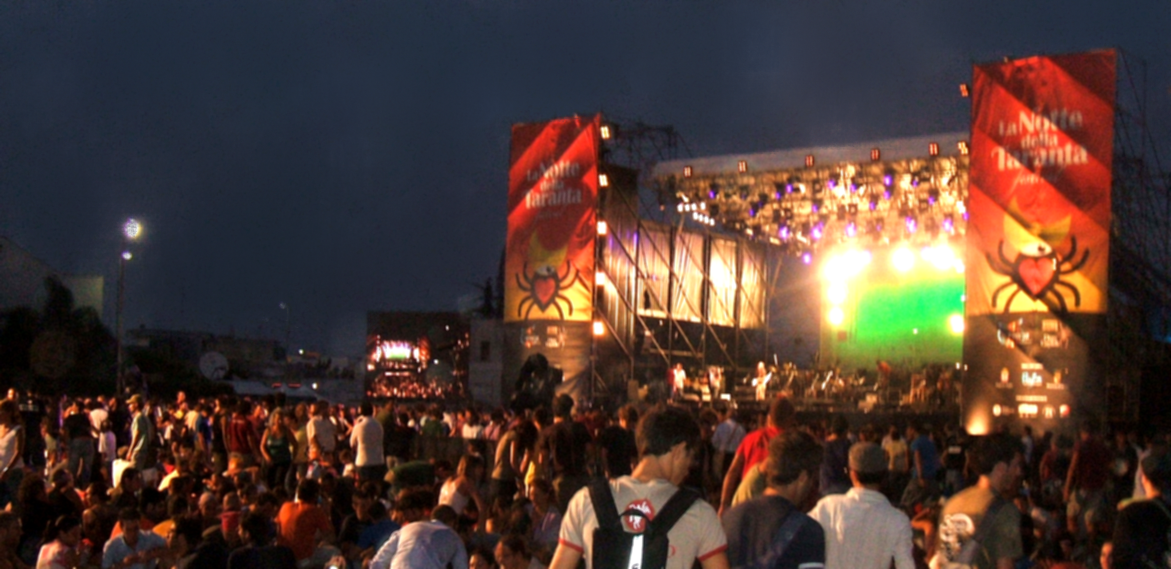
La Notte della Taranta a Melpignano

Notte della Taranta nei comuni della Grecìa Salentina (agosto)È un festival di musica popolare salentina, dove la pizzica tradizionale e quella rivisitata incontrano le musiche tradizionali nazionali e internazionali. Consiste in un tour per i paesi della Grecìa Salentina e per altri comuni del Salento, che si conclude con il concertone finale a Melpignano che dura fino alle prime luci del mattino.
De Finibus Vocis a Tricase (agosto)Il De Finibus Vocis è un concorso canoro nazionale annuale promosso dalla diocesi di Ugento-Santa Maria di Leuca che si prefigge di dare spazio ai giovani talenti che vogliono entrare nel mondo dello spettacolo.
Salento International Film Festival a Tricase (agosto)È un festival cinematografico del cinema indipendente, organizzato dall'associazione CineSalento. Si articola nelle tre sezioni: "Lungometraggi world cinema", "Documentari", "Cortometraggi".
Murgia International Film Festival a Gravina in Puglia (settembre)È un festival cinematografico dedicato ai cortometraggi, organizzato dall'associazione ViagrA'. La sua prima edizione risale al 2006. Nell'edizione 2010 (nel Castello Federiciano di Gravina) si articola nelle sezioni: "Potere", "Cortolibero, "Documentari", "Videoclip", "Fuoriconcorso" e "Omaggio alla Spagna".
Castel dei Mondi ad Andria (agosto-settembre)È un festival internazionale che presenta un'anteprima a luglio ed è interamente dedicato al teatro. Per più di una settimana, nella dimora federiciana di Castel del Monte e in vari monumenti e piazze del centro storico di Andria, si svolgono spettacoli di ogni tipo e in contemporanea tra loro.
I Dialoghi di Trani a Trani (giugno)È un festival letterario in cui si siedono intorno a un tavolo, nel castello svevo della città, persone di diverso orientamento e di diversa provenienza. Esse si confrontano intorno al libro, riguardo alla società che esso rappresenta in ogni sua problematica, per riflettere proprio sul rapporto tra cultura e società.
Città del Libro a Campi Salentina (ultima settimana di novembre)È un festival letterario: la rassegna nazionale degli autori e degli editori presenta una nutrita esposizione della grande e media editoria italiana e si propone come occasione per riflettere sulle sfide dei nostri tempi, utilizzando le formule consuete dell'incontro con l'autore, il cinema e il teatro, nonché tavole rotonde, mostre, laboratori e concorsi. Rilevante è il coinvolgimento del pubblico e in particolare delle scuole.
Alba dei Popoli a Otranto (dicembre)È una rassegna di arti, culture, ambiente, musica e spettacoli e si svolge nell'ambito dell'Otranto Festival.
Alterfesta a Cisternino (agosto)È un festival musicale organizzato dal circolo Arci "Alter", con ospiti del panorama nazionale e internazionale.
Premio "Leonardo Azzarita"Si svolge nei mesi di maggio e giugno di ogni anno, organizzato dall'associazione senza fini di lucro dedicata al giornalista molfettese.
Disfida di Barletta a Barletta (settembre)Rievocazione della Storica battaglia tra Italiani e Francesi avvenuta il 13 febbraio 1503.

#### Premi
Premio Barocco a Gallipoli (giugno)È un riconoscimento d'eccellenza a personaggi dello spettacolo, della cultura, dell'arte, della scienza e dello sport che si sono particolarmente distinti rendendo grande il nome dell'Italia nel mondo.
Premio Rodolfo Valentino a Lecce (luglio)È un riconoscimento alla carriera dei protagonisti del cinema internazionale intitolato al celebre divo del cinema muto, nato a Castellaneta. La cerimonia di consegna del premio, istituito nel 1972, dal 2004 si svolge a Lecce come tra 1972 e 1980 (nel 1977 si è svolto a Bari).
Premio Zeus a Ugento (settembre)È un riconoscimento pubblico a coloro che si distinguono nel campo dell'archeologia. Le sezioni del Premio sono:Giovani laureati in Archeologia in Italia e all'estero; Premio alla carriera; Innovazione e Tecnologia; Restauro Archeologico; Investimenti in Ricerca e Missione all'estero.

#### Fiere

Il Teatro Margherita a Bari, unico teatro al mondo costruito sull'acqua

Fiera del Levante a BariÈ per importanza la seconda fiera d'Italia (dopo quella di Milano) e una delle principali fiere di tutto il bacino del Mediterraneo, nata nel 1929 per iniziativa del comune, dell'amministrazione provinciale e della camera di commercio. Riprende la tradizione delle antiche "Fiere Nicolaiane" tenute dal 1100 al 1850 accanto alla basilica di San Nicola. La fiera campionaria, la più grande d'Europa, con oltre settecentomila visitatori e più di duemila espositori, si tiene a settembre di ogni anno in un'apposita area di circa 300 000 metri quadrati, è volta a favorire gli scambi tra Oriente e Occidente, di cui Bari costituisce, per tradizione millenaria, il più favorevole punto d'incontro. Durante l'anno si tengono tantissime fiere specializzate nei settori del turismo, dell'agricoltura, dell'alimentazione, dell'edilizia, della moda e di tanti comparti merceologici minori.
Fiera dell'Agricoltura di Foggia a FoggiaÈ per importanza la seconda fiera della Puglia: si tiene in aprile, ma il recinto fieristico ospita durante l'anno anche altre fiere, come la Campionaria in ottobre e altre manifestazioni specializzate (vini, carni, ecc.).
SNIM Salone Nautico di Puglia a Brindisi: in pochi anni questo evento fieristico è divenuto un punto di riferimento nel Mediterraneo Orientale occupandosi non solo d nautica da diporto e di turismo nautico ma anche di promozione del territorio e di turismo sostenibile. Si tiene in primavera in genere tra aprile e maggio.
Fiera D'Aprile ad AndriaSi tiene dal 1438. Celebra il ritrovamento delle ossa di San Riccardo da parte di Francesco II Del Balzo, Duca di Andria. Il Duca istituì la fiera dal 23 al 30 aprile di ogni anno.
Fiera Nazionale dell'Ascensione a Francavilla Fontana (maggio)È il terzo polo fieristico regionale e tratta principalmente i temi dell'agricoltura, dell'artigianato, dell'industria e del commercio. Fu riorganizzata nel 1930 su iniziativa del Podestà Pompeo Pisciotta.
Fiera di San Giorgio a Gravina in Puglia (aprile)È una fiera importante per l'agricoltura, artigianato, zootecnia, enogastronomia e prodotti tipici. Si tiene tradizionalmente dall'epoca Angioina, dal 1294 rappresenta la più antica fiera d'Italia ed Europa.
Fiera Campionaria a Galatina (giugno)È una grande vetrina espositiva (58 edizioni) per il commercio, l'industria e l'artigianato, finalizzata alla valorizzazione dei prodotti locali.
Fiera di San Leone a Bitonto (aprile)È una fiera tradizionale di importanza storica. Risale infatti all'XI secolo e fu molto rinomata, tanto da essere citata da Giovanni Boccaccio nel suo Decameron. Dopo un lungo periodo di crisi, sta tornando a fiorire. Nata come fiera del bestiame, tratta oggi tutti i tipi di prodotti.
Fiera Pessima a Manduria (marzo)È una fiera campionaria generale che tratta della produzione agroalimentare, dell'artigianato, del commercio, del tempo libero e dei servizi.
Fiera di San Cosimo a Oria (maggio)Presso il santuario di San Cosimo alla Macchia. È una fiera campionaria che tratta i temi della produzione alimentare, dell'agricoltura e altri servizi.
Mercatino del Gusto a Maglie (luglio-agosto)È un percorso enogastronomico per le strade, le piazze, le corti e i giardini della città. La fiera gode anche della collaborazione di Slow Food, che porta al Mercatino I Presidii del Gusto di Puglia.
Fiera di San Pasquale a LizzanoÈ un'importante fiera riguardante l'artigianato, l'agricoltura, l'enogastronomia e le tradizioni. Si svolge fin dalla metà del settecento nelle vie del paese il 17 e 18 maggio.
Fiera di Sava a SavaPresso l'area mercatale del popoloso centro tarantino. È una fiera che tratta molti temi tra cui agricoltura, artigianato, commercio e molti altri servizi.
Fiera dei Santi Medici a Bitonto (ottobre)Di dimensioni notevoli, la fiera che si svolge nella terza domenica di ottobre in occasione della festa esterna dedicata ai Santi Medici Cosma e Damiano, protraendosi anche durante il lunedì e la domenica successivi, occupa tutte le strade nei pressi della Basilica dedicata ai Santi, fulcro dello svolgimento della tradizionale festa.
Fiera di Costantinopoli a Canosa di PugliaFiera agricola che si svolge dal 1883.

## Economia
Tra le regioni del Mezzogiorno, l'economia della Puglia è quella che ha registrato negli ultimi anni l'andamento migliore.
La crescita del PIL relativamente al 2018, secondo i dati ISTAT, segna un +1,8% (+1,5% dell'Italia nel complesso e +0,7% del Mezzogiorno) dovuto soprattutto alla crescita del settore terziario (+2,9%) e dell'Industria (+0,7%) a fronte di un calo notevole del settore agricolo (-8,8%).
Il Pil ai prezzi di mercato per abitante evidenzia un ritmo di crescita del +3,9% (a fronte del +3,0% nazionale e +2,6% del Mezzogiorno). Nonostante i risultati ottenuti, il Pil procapite della regione è ancora tra i più bassi d'Italia, superiore solo a Campania, Sicilia e Calabria. La siccità costituisce un ostacolo per l'economia pugliese, un problema cui si è sopperito, in gran parte, con la costruzione dell'acquedotto pugliese.
La Puglia conosce negli ultimi anni uno sviluppo accelerato del turismo, che però presenta dei limiti: esso è soprattutto nazionale e, in particolare in Gargano e Salento, stagionale. La regione è stata nominata tra le prime 20 Best Value Travel Region in the World dal National Geographic. Gli arrivi turistici nel 2007 sono stati di 2 276 402 italiani e 417 479 stranieri.
La Puglia è riuscita a coniugare le proprie tradizioni, la propria storia e le vocazioni produttive con l'innovazione e la tecnologia. Ha raggiunto, infatti, buoni livelli di specializzazione in numerosi comparti industriali.
Diverse politiche con l'obiettivo di sviluppare processi di innovazione insieme a una vasta disponibilità di incentivi agli investimenti, hanno fatto sì che il sistema produttivo locale crescesse e che si attirassero oltre 40 gruppi industriali internazionali appartenenti ai settori aerospaziale, automobilistico, chimico e informatico.
Il sistema regionale della ricerca conta oltre 5 000 ricercatori e vanta competenze scientifiche specializzate in ambiti interdisciplinari: Biologia, informatica e nanotecnologie, che hanno contribuito alla nascita e consolidamento di tre distretti tecnologici: biotecnologie, alta tecnologia e meccatronica.
La regione dispone inoltre di un capitale umano altamente qualificato e specializzato che conta oltre 103 000 studenti universitari e quasi 15 000 nuovi laureati l'anno.
Di seguito la tabella che riporta il PIL e il PIL pro capite al 2009 della Puglia dal 2000 al 2009:
|                                              | 2000     | 2001     | 2002     | 2003     | 2004     | 2005     | 2006     | 2007     | 2008      | 2009     | 2010     |
| -------------------------------------------- | -------- | -------- | -------- | -------- | -------- | -------- | -------- | -------- | --------- | -------- | -------- |
|                                              |          |          |          |          |          |          |          |          |           |          |          |
| PIL ai prezzi di mercato per abitante (Euro) | 13 825,2 | 14 504,5 | 14 962,2 | 15 284,0 | 15 702,1 | 16 022,6 | 16 656,6 | 17 355,8 | 17 955,90 | 16 880,0 | 16 932,0 |

### Occupazione
A livello regionale il tasso di occupazione della popolazione di età compresa tra i 15 e i 64 anni aggiornato al 2024 è del 51,2% ed è piuttosto inferiore rispetto al corrispondente dato nazionale (62,2%). Di seguito sono riportati i valori dei tassi di occupazione che si registrano nelle singole province.
| Anno                  | 2019  | 2020  | 2021  | 2022  | 2023  | 2024  |
| --------------------- | ----- | ----- | ----- | ----- | ----- | ----- |
| Puglia                | 46,3% | 45,6% | 46,7% | 49,4% | 50,7% | 51,2% |
| Foggia                | 40,6% | 38,7% | 41,5% | 44,3% | 45,5% | 47,4% |
| Bari                  | 52,2% | 52,2% | 51,3% | 52,7% | 56,1% | 58,7% |
| Taranto               | 43,2% | 44,1% | 43,4% | 44,7% | 43,2% | 40,7% |
| Brindisi              | 49,6% | 46,6% | 47,6% | 56,4% | 53,2% | 52%   |
| Lecce                 | 43,5% | 43,1% | 46,8% | 49,1% | 51,8% | 51,8% |
| Barletta-Andria-Trani | 43,4% | 41,2% | 43,7% | 47,5% | 47,4% | 45,5% |

Per quanto riguarda invece il tasso di disoccupazione, questo si aggira a livello regionale attorno all'9,5% ed è più alto del corrispondente dato nazionale (6,5%). Nel 2024 per la prima volta nella storia economica della Puglia, il tasso di disoccupazione è stato inferiore al 10%. Di seguito la tabella con il tasso di disoccupazione al 2024 diviso per province:
| Anno                  | 2019  | 2020  | 2021  | 2022  | 2023  | 2024  |
| --------------------- | ----- | ----- | ----- | ----- | ----- | ----- |
| Puglia                | 15,1% | 14,5% | 14,8% | 12,3% | 11,8% | 9,5%  |
| Foggia                | 21,1% | 25,3% | 22%   | 16,9% | 18%   | 16,3% |
| Bari                  | 12,1% | 10,5% | 10,2% | 9,3%  | 8,4%  | 5,7%  |
| Taranto               | 15,5% | 11,9% | 15,3% | 13,6% | 13,9% | 10,8% |
| Brindisi              | 11,9% | 11,9% | 15,8% | 13,1% | 15,1% | 10,9% |
| Lecce                 | 17,7% | 16,5% | 15,7% | 13,1% | 10,9% | 10,4% |
| Barletta-Andria-Trani | 14,5% | 14%   | 15,6% | 11%   | 9,5%  | 6,8%  |

### Valore aggiunto per provincia

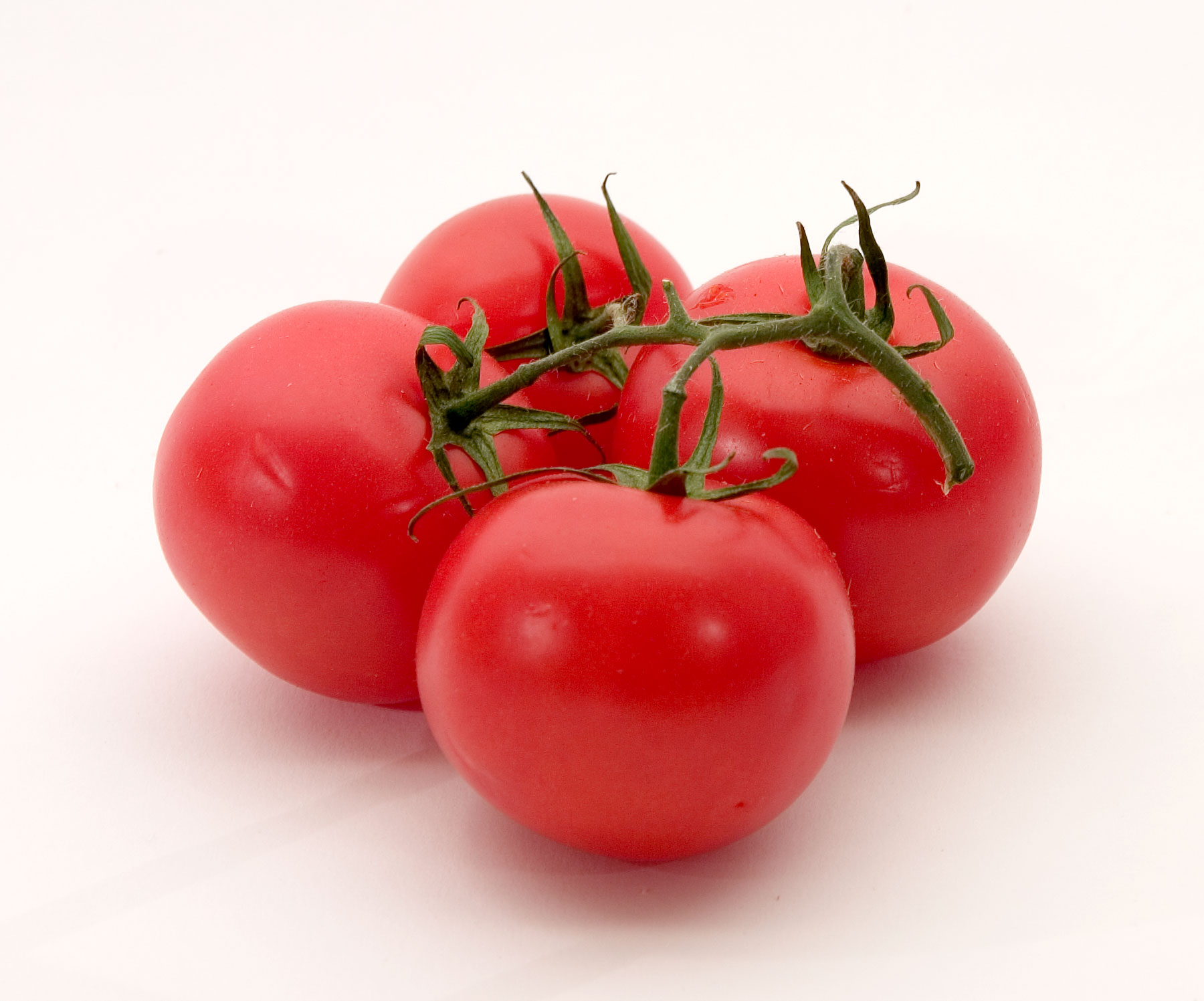
In provincia di Foggia si coltiva il 50% del pomodoro italiano

Di seguito valore aggiunto per provincia pro capite nel 2009.
| Provincia                          | Valore aggiunto (€) | Capoluogo                      | Valore aggiunto (€) |
| ---------------------------------- | ------------------- | ------------------------------ | ------------------- |
| Provincia di Foggia                | 16 773              | Foggia                         | 19 179              |
| Provincia di Barletta-Andria-Trani | 14 782              | Andria                         | 13 101              |
| Provincia di Bari                  | 22 945              | Bari                           | 23 008              |
| Provincia di Taranto               | 16 669              | Taranto                        | 21 963              |
| Provincia di Brindisi              | 16 725              | Brindisi                       | 22 438              |
| Provincia di Lecce                 | 15 703              | Lecce                          | 27 540              |
| Totale Puglia                      | 14 794              | Totale capoluoghi di provincia | 20 415              |

## Infrastrutture e trasporti

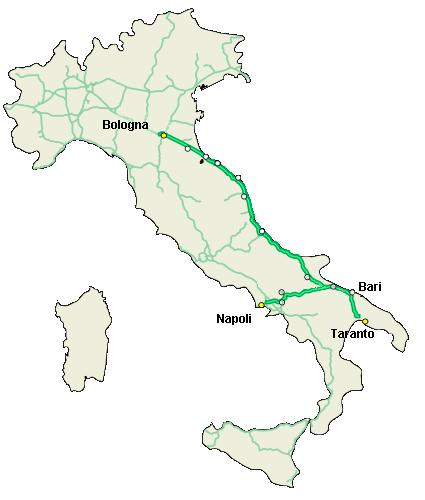
Le autostrade presenti in Puglia

### Strade

#### Autostrade
- Autostrada A14 Bologna-Taranto: detta anche autostrada Adriatica, è il secondo asse meridiano della penisola italiana, lungo 743,4 km. Nel territorio pugliese l'A14 ha un andamento pianeggiante e caratterizzato da lunghi rettilinei e presenta due corsie per senso di marcia più la corsia di emergenza. L'apertura della tratta tra Bari e Canosa di Puglia risale al 1969, mentre la porzione a nord di Canosa e il prolungamento fino a Taranto datano rispettivamente al 1973 e 1975.
- Autostrada A16 Napoli-Canosa di Puglia: L'autostrada A16, inaugurata nel 1969, è definita anche Autostrada dei Due Mari, perché connette la parte meridionale della penisola italiana dalla costa tirrenica a quella adriatica; in particolare essa ha origine dall'A1 alla periferia di Napoli e termina dopo 172 km intersecando l'A14 presso Canosa. L'attuale denominazione risale al 1973 quando venne inaugurato il tratto tra Lanciano e Canosa: fino ad allora l'intera tratta da Napoli a Bari era infatti denominata A17, nome poi abbandonato.

#### Strade statali
- Strada statale 7 Via Appia. Il tratto pugliese della strada attraversa da ovest a est la parte meridionale della regione, collegando Matera con Taranto e Brindisi.
- Strada statale 7 ter Salentina. La diramazione della SS 7 collega Taranto e Lecce costituendo uno degli assi principali del Salento.
- Strada statale 16 Adriatica. La tratta pugliese della strada, quasi interamente in variante, connette i principali centri regionali e costituisce una alternativa all'autostrada A14.
- Strada statale 17 dell'Appennino Abruzzese e Appulo Sannitico. Un tempo fondamentale asse di comunicazione tra l'Abruzzo interno e la Puglia, con lo sviluppo della rete autostradale e la scomparsa della transumanza ha visto ridimensionato il proprio ruolo. Il tratto pugliese connette Foggia al Sannio e al Molise.
- Strada statale 90 delle Puglie. Corrisponde alla storica strada regia delle Puglie, che fin dal Seicento collegava le province pugliesi con Napoli attraversando la boscosa valle del Cervaro. In epoca post-unitaria era nota come strada nazionale delle Puglie.
- Strada statale 96 Barese. La principale via di comunicazione da Bari verso la Basilicata collega il capoluogo regionale a Tolve. Dall’origine fino ad Altamura ha caratteristiche di strada a due corsie per senso di marcia con spartitraffico centrale. Ad Altamura la strada si interseca con la strada statale 99 di Matera.
- Strada statale 98 Andriese-Coratina. Quasi interamente a carreggiate separate, tocca i comuni della prima fascia murgiana a nord di Bari da Andria a Bitonto, innestandosi sulla SS 96 nei pressi di Modugno.
- Strada statale 100 di Gioia del Colle. Collega le due più popolose città della regione, Bari e Taranto, costituendo un'alternativa gratuita all'autostrada A14.
- Strada Statale 106 Jonica. Corre lungo la costa del mar Jonio da Taranto a Reggio Calabria. Il tratto pugliese si presenta a carreggiate separate e due corsie per senso di marcia.
- Strada statale 172 dei Trulli. Collega Casamassima con Taranto percorrendo la valle d'Itria e passando per Turi, Putignano, Alberobello, Locorotondo e Martina Franca.
- Strada statale 274 Salentina Meridionale. Taglia il Salento in direzione est-ovest, dall'Adriatico allo Jonio.
- Strada statale 275 di Santa Maria di Leuca. Insieme alla strada statale 101 Salentina di Gallipoli è il principale asse nord-sud del Salento. Fino a Maglie ha carreggiate separate e mantiene la denominazione di SS 16.
- Strada statale 379 Egnazia. La strada è un prolungamento costiero della SS 16, che nella provincia di Brindisi procede nell'entroterra.
- Strada statale 613 Brindisi-Lecce. La strada è una variante a scorrimento veloce della SS 16 e collega i due capoluoghi salentini.
- Strada statale 655 Bradanica. Collega Foggia allo svincolo autostradale Candela dell'autostrada A16 e alla Basilicata.
- Strada statale 693 dei Laghi di Lesina e Varano. La strada collega il Gargano con lo svincolo autostradale Poggio Imperiale dell'autostrada A14.

### Ferrovie

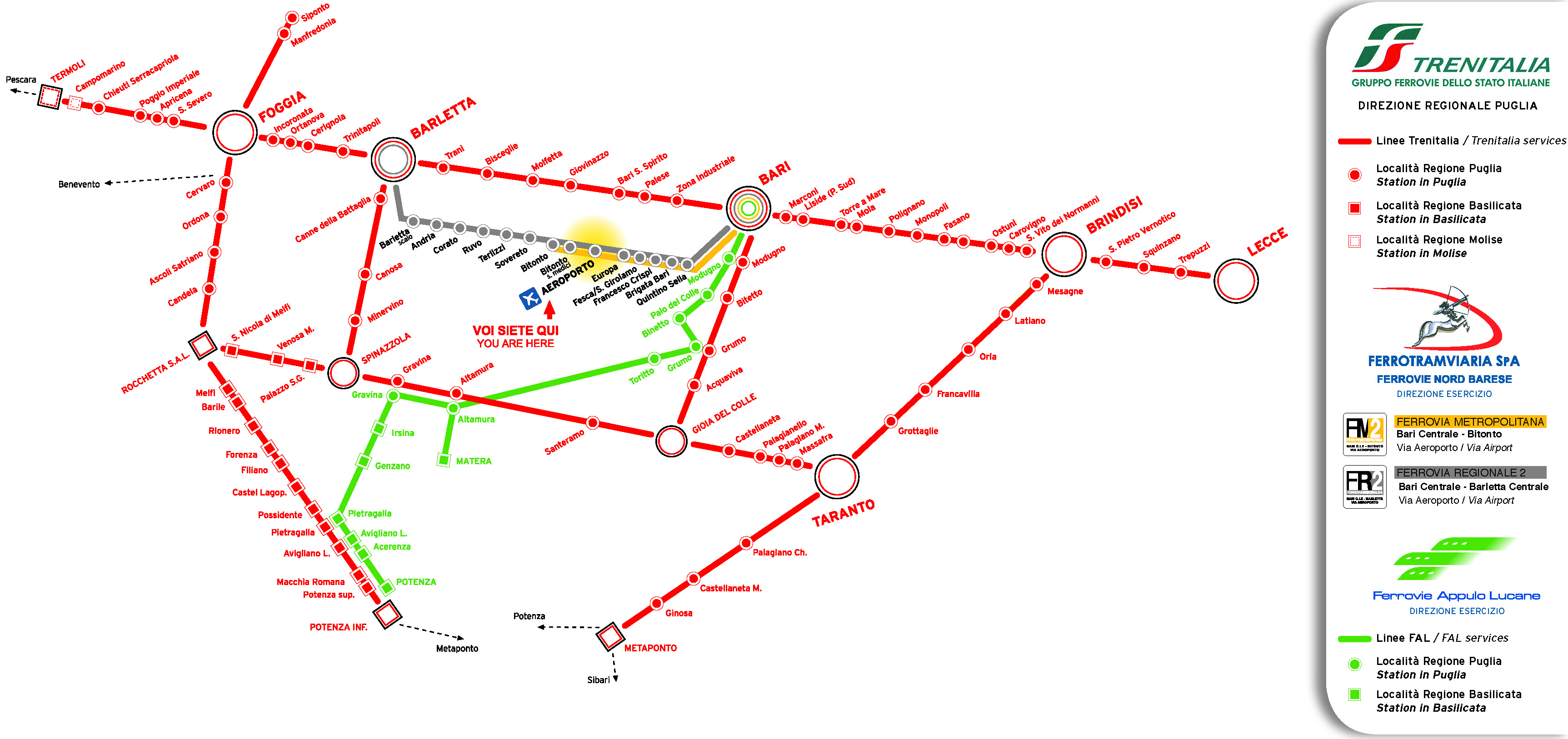
Rete ferroviaria in Puglia

#### Linee RFI

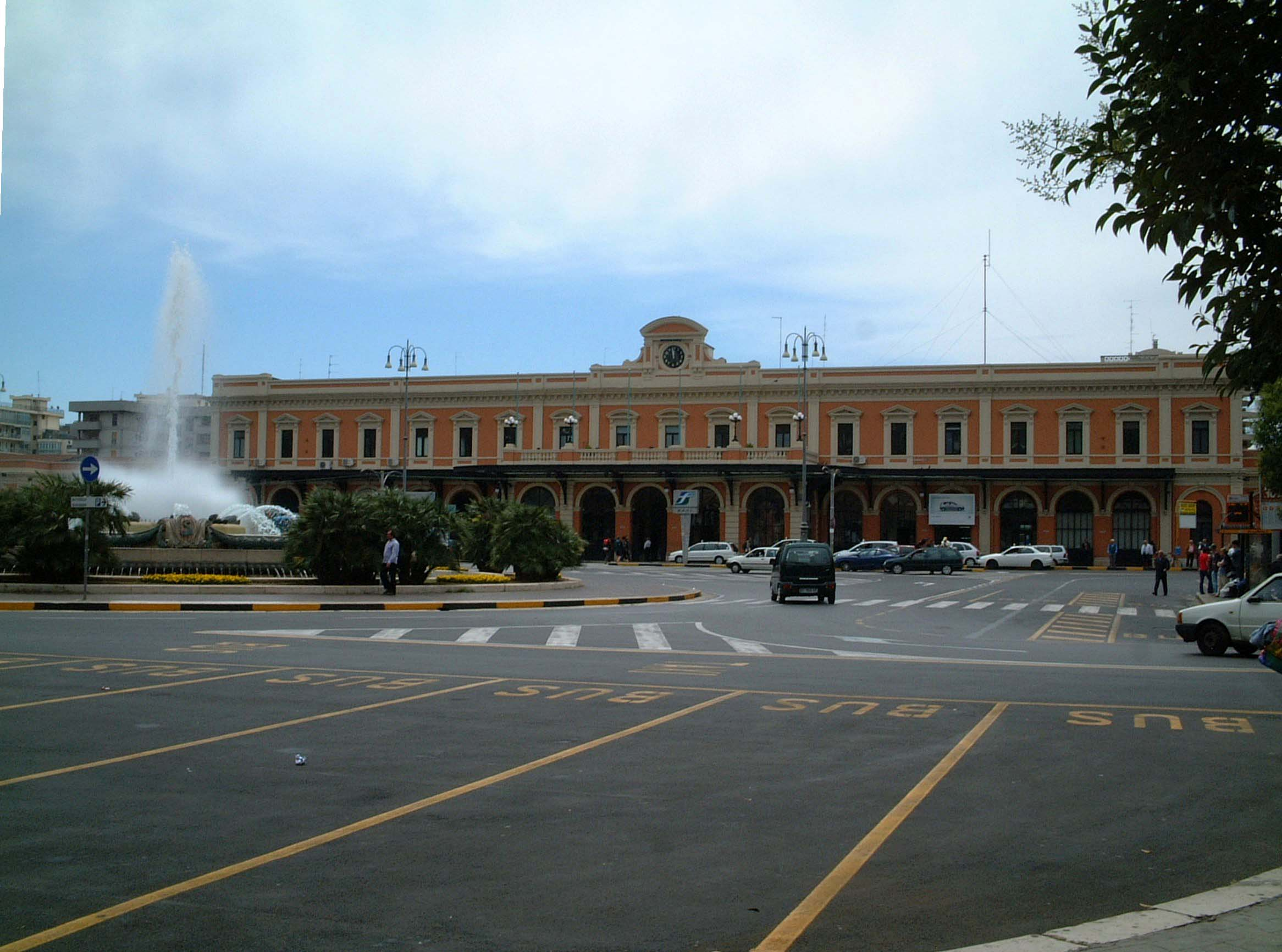
La stazione di Bari centrale

I collegamenti operati da Trenitalia sono:
- la ferrovia Adriatica Ancona-Lecce con le tratte Foggia-Bari e Bari-Lecce, a doppio binario;

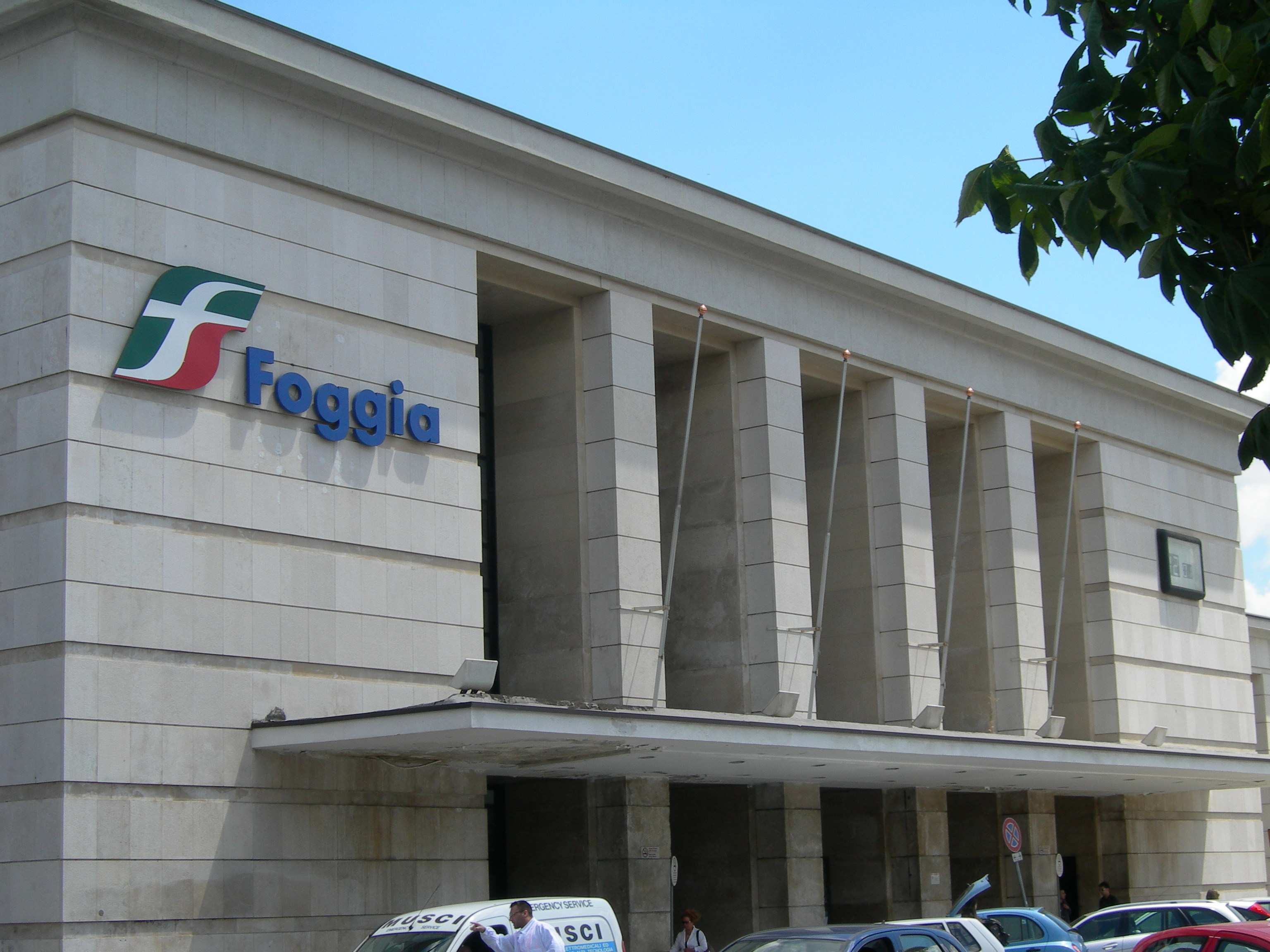
Facciata della stazione di Foggia ricostruita dopo i bombardamenti

- la ferrovia Bari-Taranto con doppio binario;
- la ferrovia Taranto-Brindisi;
- la ferrovia Napoli-Foggia;
- le linee secondarie Jonica, Bari-Bitritto, Foggia-Potenza, Barletta-Spinazzola, Foggia-Manfredonia e Rocchetta Sant'Antonio-Gioia del Colle;
- la ferrovia Avellino-Rocchetta Sant'Antonio, aperta solo al traffico turistico gestito da Fondazione FS Italiane;

#### Ferrovie in concessione
In Puglia la rete delle ferrovie private supera per estensione quella pubblica; operano in regione quattro diverse aziende ferroviarie:
Ferrovie del Nord Barese (già Bari Nord)si snodano lungo la linea Bari-Barletta, collegando numerosi centri dell'entroterra al capoluogo pugliese, con un bacino di utenza di circa 700 000 abitanti. La società che gestisce la rete ferroviaria e il trasporto passeggeri è la Ferrotramviaria Spa. Sono indicate con la sigla FNB o, secondo la vecchia denominazione, FT (Ferrotramviaria). La linea, lunga 70 km, attraversa il territorio dei seguenti comuni: Bari, Bitonto, Terlizzi, Ruvo di Puglia, Corato, Andria, Barletta. Attualmente il primo tratto della ferrovia costituisce una linea cittadina metropolitana e collega le stazioni di Bari (Bari Centrale, sottovia Q. Sella, Via Brigata Bari, Cimitero, San Girolamo, con deviazione verso il Rione San Paolo). Le Ferrovie gestiscono anche un servizio di autolinee lungo le stesse direttrici di percorso.
Ferrovie del Sud Estraggiungono i comuni interni della provincia di Brindisi, della provincia di Taranto e quelli più a sud della provincia di Lecce. Le ferrovie si estendono dalla stazione di Bari Centrale sino a Gagliano del Capo, vicino a Santa Maria di Leuca, nell'estremo sud del Salento. Nel Salento questa ferrovia è conosciuta col nome di Littorina. Il primo tratto aperto al traffico fu la linea Bari - Locorotondo. Il tratto iniziale della ferrovia costituisce una linea cittadina metropolitana e collega le tre stazioni di Bari (Bari Centrale, Bari Sud Est e Bari Mungivacca).
Ferrovie del Gargano(FdG o FG) è una società che gestisce la linea ferroviaria di quasi 79 km (da San Severo a Peschici), con 11 stazioni e sette fermate, che collega i centri del Gargano settentrionale alla rete ferroviaria nazionale. Le Ferrovie del Gargano gestiscono anche la linea Foggia - Lucera e offrono anche un servizio su strada che assicura numerosi collegamenti extraurbani su gomma, a livello sia regionale sia nazionale.
Ferrovie Appulo Lucaneoperano sulla linea ferroviaria che collega la Puglia con la Basilicata. Le linee ferroviarie presenti non sono elettrificate, per cui il servizio è effettuato con motrici Diesel. A Potenza le FAL si collegano sia alla rete delle FS, che alla FCL.

### Porti

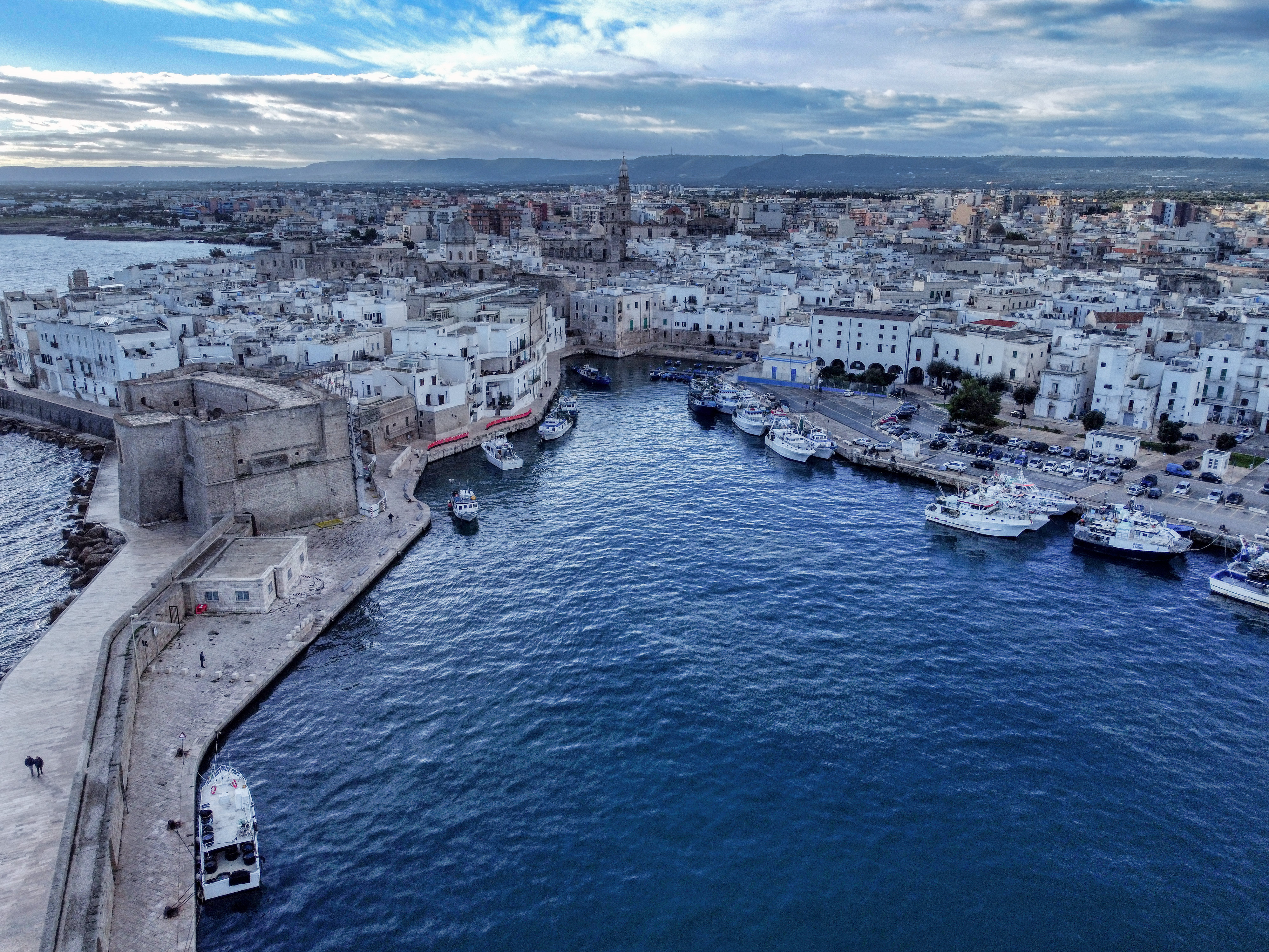
Porto di Monopoli e il paese vecchio

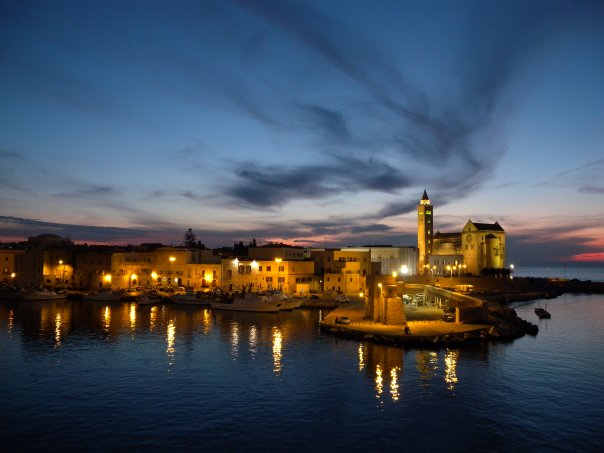
Porto di Trani con cattedrale

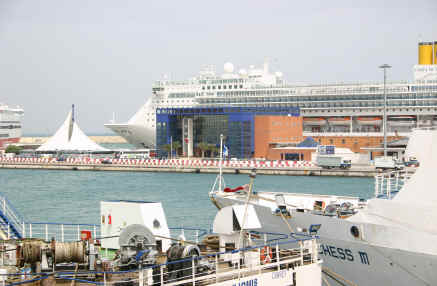
Bari, terminal crociere

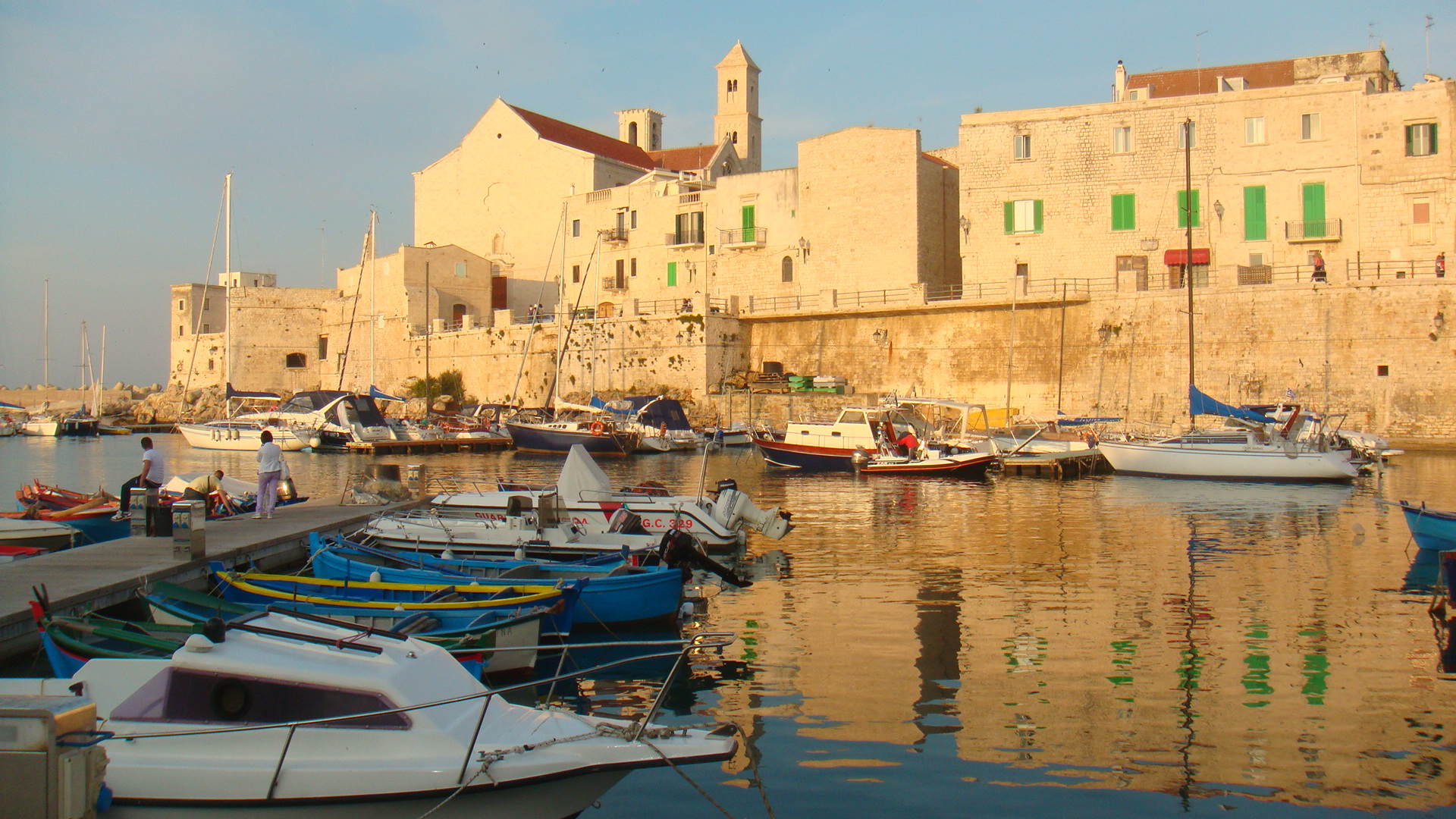
Porto di Giovinazzo

- Il porto di Bari è mercantile, commerciale e turistico (terminal crociere).
I collegamenti principali sono per Albania (Durazzo), Montenegro (Antivari) e Grecia (Corfù, Igoumenitsa e Patrasso). Le molteplici funzioni operative del porto di Bari possono contare su banchine attrezzate per la movimentazione di ogni tipo di merce e su un'eccellente rete di collegamenti con ogni modalità di trasporto. Anche grazie a tali caratteristiche il Porto di Bari è stato indicato quale "terminale occidentale".
- Il porto di Brindisi è mercantile, commerciale, turistico e militare (MARISTANAV Brindisi, Comando che dipende dalla Terza Divisione Navale - COMDINAV 3 della Marina Militare Italiana). Effettua collegamenti con l'Albania (Valona), Grecia (Corfù, Igoumenitsa, Cefalonia, Passo, Zante, Patrasso), Turchia (Çeşme).
- Il porto di Taranto è per lo più militare (COMDINAV 2), mercantile e industriale. È uno dei porti più importanti in Italia e nel Mediterraneo ed è il secondo porto italiano per numero di merci. Effettua collegamenti con gli altri porti italiani e con quelli del Mediterraneo, del medio Oriente e della Cina.
- Il porto di Manfredonia. Manfredonia possiede 3 porti: uno peschereccio, uno industriale e uno turistico ( "Marina del Gargano" ).
- Il porto di Polignano a Mare: Polignano possiede un porto turistico sito in località San Vito e inaugurato nel giugno 2015, che dispone di 316 posti barca tra i 5 e i 40 metri.
- Il porto di Mola di Bari: Mola dispone di un porto peschereccio e turistico:oltre a 350 imbarcazioni da diporto, esso ospita 115 imbarcazioni da pesca per complessive 2 616 tonnellate di stazza lorda, che fanno di quella molese la seconda marineria della città metropolitana di Bari e tra le prime dell'intero Adriatico.
- Il porto turistico di Rodi Garganico dispone di 310 posti barca da 8 a 45 metri ed è dotato di uno yacht club. Vi salpano aliscafi giornalieri per le Isole Tremiti e settimanali per la Dalmazia.
- Il porto di Barletta prevalentemente mercantile, è uno dei più apprezzati del Mare Adriatico per ampiezza di bacino e sicurezza.
- Il Porto di Trani, a vocazione soprattutto turistica e peschereccia, occasionalmente vi sono collegamenti con la costa croata.
- Il porto di Bisceglie è peschereccio e turistico. Prevalentemente peschereccio, recentemente adeguato all'accoglienza di circa 500 imbarcazioni da diporto.
- Il porto di Molfetta, prevalentemente peschereccio
- Il porto di Monopoli.
- Il porto di Otranto è mercantile e turistico. Effettua collegamenti con Valona (Albania), Corfù, Igoumenitsa (Grecia).
- Il porto di Gallipoli è mercantile e turistico

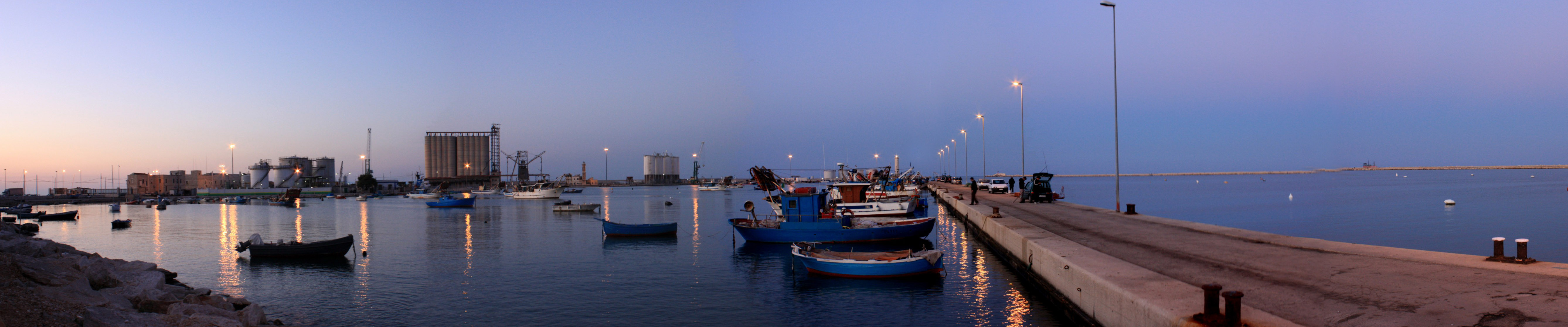
Porto di Barletta con in primo piano la darsena dei pescatori

### Aeroporti

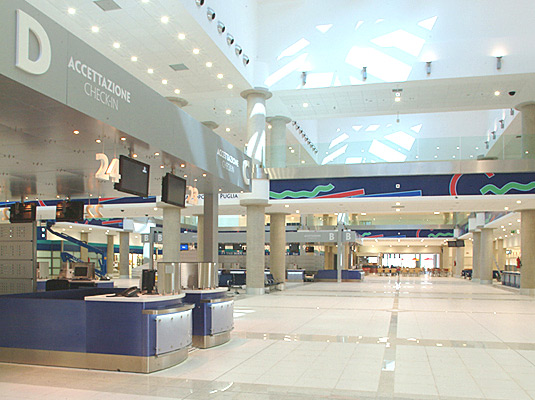
Aeroporto di Bari

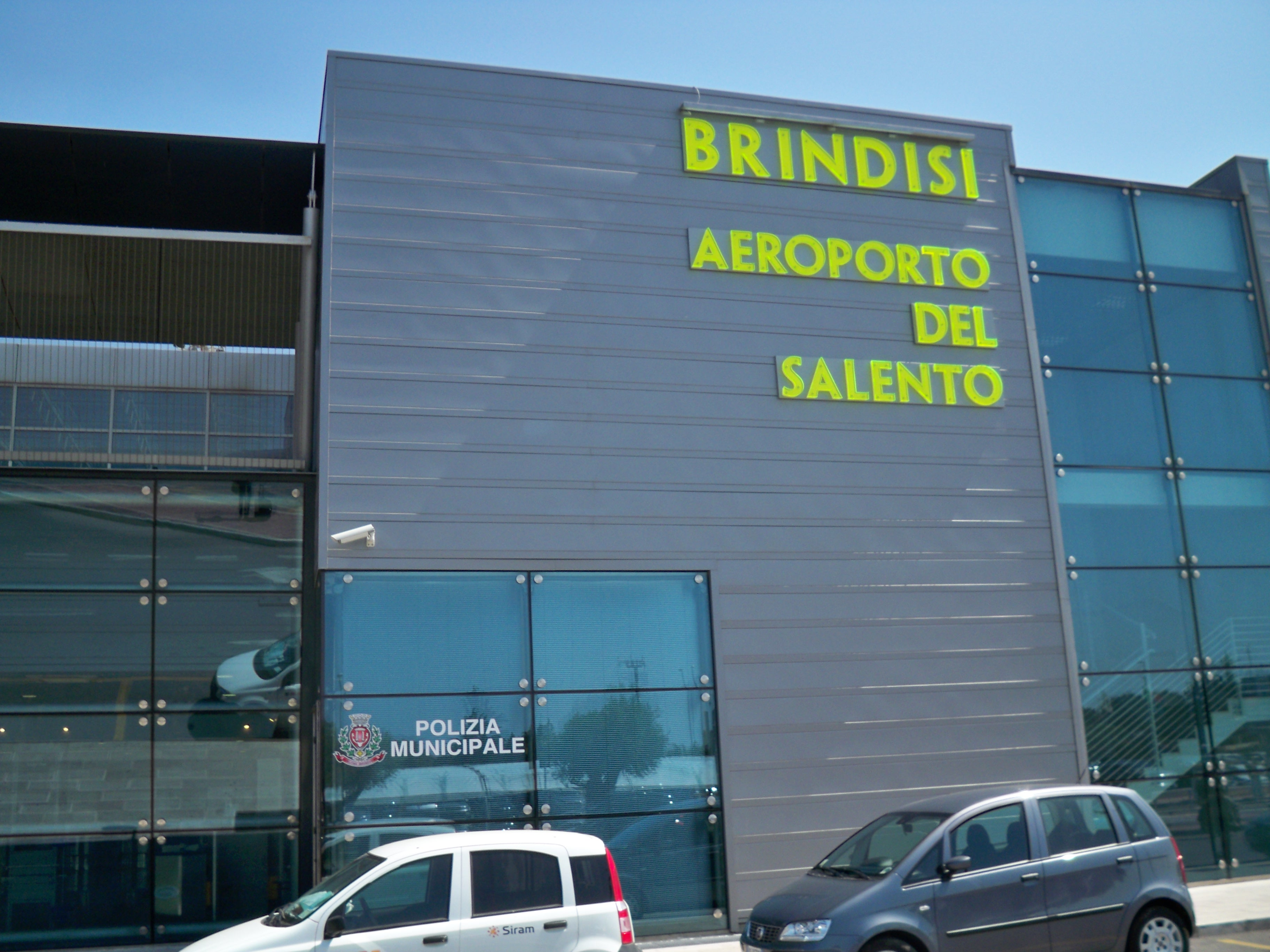
L'aeroporto di Brindisi

- Aeroporto internazionale di Bari "Karol Wojtyła": sorge nel quartiere Palese Macchie, a nord del capoluogo. Il terminal passeggeri, inaugurato nel 2005, è dimensionato per 3 600 000 passeggeri/anno, con un picco di 1 400 passeggeri/ora. Grazie all'introduzione di diverse nuove rotte, anche internazionali, sia con vettori tradizionali ma soprattutto low-cost, negli ultimi anni il traffico annuo è aumentato costantemente e significativamente, arrivando nel 2011 ad un flusso di 3 725 629 passeggeri (il 9,60% in più rispetto all'anno precedente).[108] Dal 2012 è attivo il collegamento ferroviario con il centro di Bari e sono stati ultimati i lavori di ampliamento del terminal passeggeri, con il raddoppio della superficie destinata al traffico passeggeri e alle attività commerciali. Comunque il traffico passeggeri l’anno aumenta sempre di più, infatti nel 2019 l’Aeroporto di Bari ha raggiunto i 5 535 000 passeggeri. Le destinazioni sono oltre 50 durante l’inverno ma durante l’estate raggiungono le 80, i voli “intercontinentali” sono 4 ovvero: Sharm-El Seikh (Egitto); Dubai (Emirati Arabi Uniti); Abu Dhabi (Emirati Arabi Uniti); Tel Aviv (Israele).

- Aeroporto internazionale del Salento: si trova alla periferia di Brindisi (nel quartiere Casale: è denominato anche "Papola Casale") e serve l'intera Puglia meridionale, con un traffico annuo di 2 058 057 passeggeri nel 2011[109], in forte crescita negli ultimi anni (+ 28,10% nel 2011). Il terminal è stato recentemente ammodernato. La presenza di due piste con diverso orientamento garantisce l'operatività dello scalo anche con condizioni climatiche avverse. L'aeroporto è adibito anche a uso militare e ospita una base logistica e di pronto intervento umanitario dell'ONU.
- Aeroporto di Foggia "Gino Lisa": è impiegato per voli nazionali e per collegamenti con elicottero per le isole Tremiti e le località turistiche del Gargano.

Altri aeroporti:
- L'aeroporto di Taranto-Grottaglie, a servizio dei vicini stabilimenti Alenia Aeronautica, ha una pista lunga a sufficienza per permettere l'atterraggio degli enormi Boeing 747-400 LCF cargo, impegnati per il trasporto delle fusoliere dei Boeing 787 in costruzione.
- Sono a esclusivo uso militare gli aeroporti di Gioia del Colle, Lecce-Galatina e Amendola, presso San Giovanni Rotondo.
- L'aeroporto Lepore di Lecce-San Cataldo è un aeroporto civile di terzo livello adibito a uso privato e di soccorso.

## Amministrazione
La regione Puglia fu creata dopo l'Unificazione d'Italia ricalcando i confini di solo tre circoscrizioni del Regno delle due Sicilie:
- La Capitanata, corrispondente al territorio a nord dell'Ofanto, che ebbe come capoluogo San Severo dal XIV secolo fino al 1579, poi Lucera fino al 1806 e infine Foggia.
- La Terra di Bari, estesa a sud dell'Ofanto e comprendente gran parte dell'altopiano delle Murge e della pianura costiera, che ebbe come capoluogo Trani dal 1586 e Bari dal 1806.
- La Terra d'Otranto, comprendente l'arco ionico tarantino e il Salento, che ebbe come capoluogo dapprima Otranto e, dal XII secolo, Lecce.

Durante i lavori dell'Assemblea Costituente fu avanzata la proposta di fare della Puglia settentrionale e del Salento due regioni distinte. Il 17 dicembre 1946, dopo la relazione di Giuseppe Codacci Pisanelli, la Regione Salento fu istituita sulla carta, ma quando si arrivò alla ratifica in aula, il 29 novembre 1947, essa non era più prevista.
Il presidente della Regione è Michele Emiliano (Partito Democratico), ex sindaco di Bari, eletto il 1º giugno 2015. È succeduto a Nichi Vendola (Sinistra Ecologia e LIbertà), che ha governato la Regione Puglia per due mandati, dal 2005 al 2015. In precedenza la Puglia ha sempre visto prevalere formazioni politiche centriste o di destra che si sono tradotte in amministrazioni regionali a impronta democristiana prima e di centrodestra poi. Dal 1º gennaio 2015 è stata istituita la città metropolitana di Bari, nuovo ente locale che ha sostituito la provincia di Bari.

### Suddivisione amministrativa
Dal 1º gennaio 1948, ex art. 131 della nostra vigente Costituzione, la Puglia è una regione ad autonomia ordinaria della Repubblica Italiana, ma solo con la legge n. 281 del 1970 furono attuate le sue funzioni.
| Stemma | Provincia                          | Comuni n° | Popolazione | Superficie (km²) | Panorama | Sito Istituzionale    |
| ------ | ---------------------------------- | --------- | ----------- | ---------------- | -------- | --------------------- |
|        | Città metropolitana di Bari        | 41        | 1 218 599   | 3 825,0          |          | Bari                  |
|        | Provincia di Barletta-Andria-Trani | 10        | 376 680     | 1 542,95         |          | Barletta-Andria-Trani |
|        | Provincia di Brindisi              | 20        | 375 540     | 1 861,12         |          | Brindisi              |
|        | Provincia di Foggia                | 61        | 590 485     | 7 007,54         |          | Foggia                |
|        | Provincia di Lecce                 | 96        | 764 283     | 2 799,07         |          | Lecce                 |
|        | Provincia di Taranto               | 29        | 550 425     | 2 467,35         |          | Taranto               |
|        | Puglia                             | 257       | 3 876 012   | 19 540,9         |          | Puglia                |

#### Comuni
Di seguito la tabella riporta la popolazione residente nei comuni della Puglia con più di 40 000 abitanti, in grassetto i comuni non capoluogo:
| #  | Stemma | Comune            | Provincia                          | Popolazione (ab) | Superficie (km²) | Densità (ab./km²) | Altitudine (m s.l.m.) |
| -- | ------ | ----------------- | ---------------------------------- | ---------------- | ---------------- | ----------------- | --------------------- |
| 1  |        | Bari              | Città metropolitana di Bari        | 316 245          | 117,39           | 2 736,37          | 5                     |
| 2  |        | Taranto           | Provincia di Taranto               | 189 355          | 249,86           | 798,69            | 15                    |
| 3  |        | Foggia            | Provincia di Foggia                | 146 563          | 509,26           | 296,73            | 76                    |
| 4  |        | Andria            | Provincia di Barletta-Andria-Trani | 97 192           | 402,89           | 247,38            | 151                   |
| 5  |        | Lecce             | Provincia di Lecce                 | 95 273           | 238,93           | 399,06            | 49                    |
| 6  |        | Barletta          | Provincia di Barletta-Andria-Trani | 92 515           | 149,35           | 633,05            | 15                    |
| 7  |        | Brindisi          | Provincia di Brindisi              | 83 269           | 332,98           | 260,71            | 15                    |
| 8  |        | Altamura          | Città metropolitana di Bari        | 70 355           | 431,38           | 164,07            | 467                   |
| 9  |        | Molfetta          | Città metropolitana di Bari        | 57 587           | 58,97            | 1 007,6           | 15                    |
| 10 |        | Cerignola         | Provincia di Foggia                | 57 080           | 593,93           | 98,74             | 120                   |
| 11 |        | Trani             | Provincia di Barletta-Andria-Trani | 54 876           | 103,41           | 539,99            | 7                     |
| 12 |        | Manfredonia       | Provincia di Foggia                | 54 433           | 354,54           | 160,58            | 5                     |
| 13 |        | Bisceglie         | Provincia di Barletta-Andria-Trani | 54 214           | 69,25            | 869,7             | 16                    |
| 14 |        | Bitonto           | Città metropolitana di Bari        | 53 585           | 174,34           | 317,31            | 118                   |
| 15 |        | San Severo        | Provincia di Foggia                | 49 899           | 336,31           | 156,02            | 86                    |
| 16 |        | Monopoli          | Città metropolitana di Bari        | 47 789           | 157,89           | 309,37            | 9                     |
| 17 |        | Martina Franca    | Provincia di Taranto               | 47 191           | 298,72           | 162,9             | 431                   |
| 18 |        | Corato            | Città metropolitana di Bari        | 47 137           | 169,35           | 284,87            | 232                   |
| 19 |        | Gravina in Puglia | Città metropolitana di Bari        | 42 564           | 384,73           | 113,78            | 385                   |

### Giunta regionale
La giunta regionale è presieduta da Michele Emiliano.

### Cooperazione con i paesi balcanici
Negli ultimi anni la Puglia ha stretto numerosi e importanti relazioni con i paesi dell'area balcanica: Albania, Macedonia, Montenegro e Serbia. L'Albania è un partner commerciale della Puglia ormai da molti anni (si menzionano a proposito le numerose iniziative congiunte in occasione dell'annuale Fiera del Levante di Bari). Inoltre, la fine della guerra dei Balcani ha consentito, negli anni, la nascita di numerose iniziative legate alla cooperazione.
Si ricordano, tra esse, soprattutto alcuni programmi (ad esempio Interreg, nato per la cooperazione tra regioni dell'Unione europea e con i Paesi vicini) e varie iniziative legate a gemellaggi culturali e scambi commerciali. La Puglia è inoltre parte integrante dell'euroregione Adriatico Ionica.
Si segnala inoltre la notevole importanza legata all'attività programmatica del Corridoio 8, asse europeo dei trasporti che collegherà la Puglia (dai porti di Bari e Brindisi) all'Albania e al Mar Nero.

### Politiche ambientali
Dal 31 gennaio 2007, con la conclusione del mandato di commissario per l'emergenza ambientale, sino ad allora espletato dal Presidente della Regione, le province sono tornate in possesso della delega per la gestione del ciclo dei rifiuti. Il sistema di raccolta è imperniato su 15 Ambiti Territoriali Ottimali. Nei primi sei mesi del 2011 la percentuale di raccolta differenziata in Puglia è stata del 18,62%.
La Puglia, nel 2006, è stata la prima regione italiana a emanare una legge sugli acquisti pubblici ecologici (Green public procurement). Inoltre, nel 2005 ha varato una specifica legge regionale sull'inquinamento luminoso e il risparmio energetico.
Per quanto riguarda le Energie rinnovabili la Puglia, si è contraddistinta per i primati raggiunti nella produzione di Energia eolica e fotovoltaica dal 2008 al 2011 ponendola in quest'ambito ai vertici nazionali.

### Società partecipate
- Acquedotto Pugliese SpA[119] - 100 %
- Aeroporti di Puglia Spa[119] - 99,41 %
- Innovapuglia SpA[120] - 100 %
- Puglia Sviluppo SpA[120] - 100 %
- Puglia Valore Immobiliare Srl[119] - 100 %

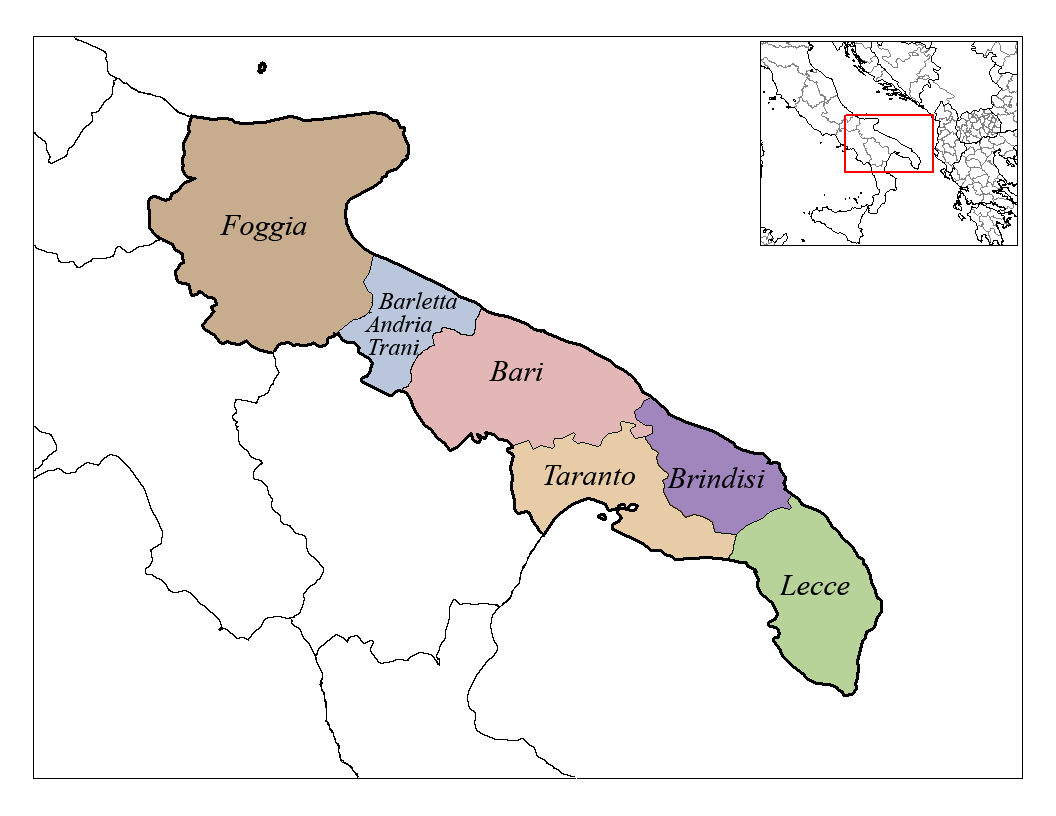
Le province della Puglia

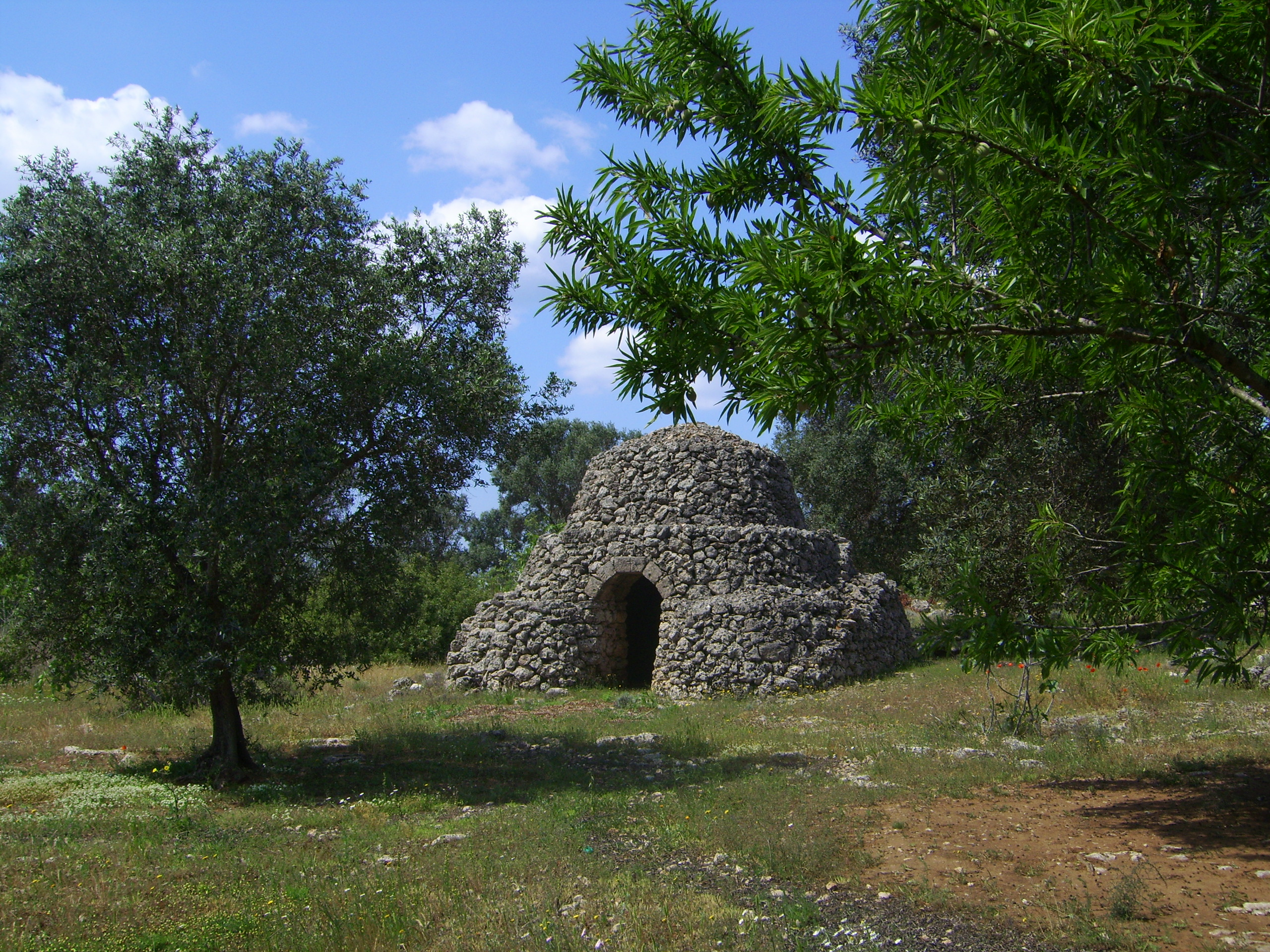
Trullo gradonato (truddu) salentino a Lizzano, in Provincia di Taranto

- Terme Santa Cesarea SpA[119] - 50,49 %

## Sport
La Puglia è una regione molto attiva dal punto di vista sportivo. Alla numerosa e capillare presenza di impianti sportivi sul suo territorio, si accompagna anche la rilevanza a livello nazionale e internazionale delle sue società sportive.

### Manifestazioni sportive
- Rally del Salento sulle strade della provincia di Lecce (giugno): è una competizione automobilistica valevole per il Campionato Italiano Rally, per il Trofeo d´Italia Rally GT e per la Coppa Europa Rally.
- Coppa Messapica (agosto - settembre): è una competizione ciclistica di rilevanza nazionale riservata oggi alle categorie Elite e Under 23. Dal 1952 si disputa a Ceglie Messapica e dintorni in un circuito urbano ed extra urbano, noto nell'ambiente del ciclismo come circuito dei "Trulli, delle Grotte e della Gastronomia". Nel 1982 la competizione valse come prova unica del campionato italiano femminile di ciclismo su strada. Nel 2017 è valsa come prova unica dei campionati italiani maschili Elite e Under 23.
- Rievocazione storica della Milano-Taranto a Taranto (luglio): è la rievocazione della celebre corsa motociclistica che si disputò dal 1937 al 1940 e dal 1950 al 1956, anno quest'ultimo in cui una legge dello Stato abolì le gare agonistiche su strada. Sul lungomare della città ionica è posto il simbolico traguardo per i partecipanti.
- Coppa Fasano-Selva (agosto): è una gara di cronoscalata automobilistica su un percorso di circa 5,6 km. Si svolge dal 1946 nel territorio del comune di Fasano (BR) lungo i tornanti della strada statale 172. All'edizione del 2012 conta 55 edizioni.

### Annotazioni
1. ↑  Durante il Regno d'Italia era molto utilizzata, alternativamente alla forma singolare, la denominazione plurale Puglie (nel 1863, ad esempio, venne aggiunta al nome ufficiale dell'attuale capoluogo amministrativo, che si chiamò Bari delle Puglie fino al 1931; sempre nel 1863, al contrario, si adottò la forma singolare per la denominazione ufficiale del comune di Canosa, tuttora in vigore: Canosa di Puglia). Nel 1948, nella Costituzione italiana venne scelta la forma singolare Puglia per il nome della costituenda Regione amministrativa: da allora, la variante Puglie ha perso gran parte della sua diffusione, sopravvivendo comunque in ambiti che esulano dall'accezione politica: nel coronimo Tavoliere delle Puglie, nell'odonimo strada statale 90 delle Puglie e, genericamente, nell'uso locale (ad esempio, è stata adottata nel 2022 per la denominazione ufficiale di un evento sportivo nel capoluogo di regione: il torneo di tennis femminile Open delle Puglie); se ne riscontra inoltre la presenza saltuaria in alcune norme tuttora in vigore.

### Fonti
1. ↑  Operativa dal 1970.
2. ↑   Puglia, su db-city.com (archiviato dall'url originale il 23 aprile 2011).
3. 1 2   Bilancio demografico mensile anno 2025 (dati provvisori), su demo.istat.it, ISTAT.
4. ↑   Istituto nazionale di statistica, CODICI STATISTICI DELLE UNITÀ AMMINISTRATIVE TERRITORIALI: COMUNI, CITTÀ METROPOLITANE, PROVINCE E REGIONI (XLS), su istat.it, 30 giugno 2023. URL consultato il 23 settembre 2023.
5. 1 2  (EN) Regions in Europe – 2023 edition - Eurostat, su ec.europa.eu. URL consultato il 12 marzo 2024.
6. ↑   Luciano Canepari, Puglia, in Il DiPI: dizionario di pronuncia italiana, Bologna, Zanichelli, 1999, ISBN 88-08-09344-1.
7. ↑   Legge 11 giugno 2004 n. 148, su parlamento.it. URL consultato il 26-03-2008 (archiviato dall'url originale l'8 febbraio 2008).
8. 1 2   Il territorio della Puglia, su voyagesphotosmanu.com. URL consultato il 6 luglio 2011 (archiviato dall'url originale il 28 febbraio 2012).
9. ↑   ARPA Puglia, Il mare in Puglia.
10. ↑   Mare e laghi: eccellente oltre il 95% delle acque di balneazione italiane – SNPA – Sistema nazionale protezione ambiente, su snpambiente.it, 4 giugno 2025. URL consultato l'11 agosto 2025.
11. ↑   SNPA. La balneazione in Italia 2025, su foreste.regione.puglia.it. URL consultato l'11 agosto 2025.
12. ↑   Suddivisione della Puglia in subregioni (PDF), su docartis.com, guideDOCARTIS.
13. 1 2   Touring Club Italiano: Puglia - Google Libri, su books.google.it. URL consultato il 6 luglio 2011.
14. ↑   Il Tavoliere delle Puglie - La Terra di Puglia.it, su laterradipuglia.it. URL consultato il 6 luglio 2011 (archiviato il 17 giugno 2011).
15. ↑   La Murgia dei Trulli: analisi e prospettive della economia agro-silvo-pastorale (PDF), su tno.it. URL consultato il 6 luglio 2011 (archiviato il 20 agosto 2012).
16. ↑   Schede degli ambiti paesaggistici: Arco Jonico Tarantino (PDF), su paesaggio.regione.puglia.it. URL consultato il 6 luglio 2011 (archiviato dall'url originale il 3 aprile 2015).
17. ↑   Mappa di Comunità di Alessano e Montesardo, su Ecomusei Puglia. URL consultato il 28 ottobre 2020 (archiviato dall'url originale il 4 novembre 2020).
18. ↑   Informazioni - Paesaggio - SIT Puglia, su pugliacon.regione.puglia.it. URL consultato il 31 dicembre 2023.
19. ↑   1. Gargano - Paesaggio - SIT Puglia, su pugliacon.regione.puglia.it. URL consultato il 31 dicembre 2023.
20. ↑   2. Subappennino Dauno - Paesaggio - SIT Puglia, su pugliacon.regione.puglia.it. URL consultato il 31 dicembre 2023.
21. ↑   3. Tavoliere delle Puglie - Paesaggio - SIT Puglia, su pugliacon.regione.puglia.it. URL consultato il 31 dicembre 2023.
22. ↑   4. Ofanto - Paesaggio - SIT Puglia, su pugliacon.regione.puglia.it. URL consultato il 31 dicembre 2023.
23. ↑   5. Puglia Centrale - Paesaggio - SIT Puglia, su pugliacon.regione.puglia.it. URL consultato il 31 dicembre 2023.
24. ↑   6. Alta Murgia - Paesaggio - SIT Puglia, su pugliacon.regione.puglia.it. URL consultato il 31 dicembre 2023.
25. ↑   7.Murgia dei trulli - Paesaggio - SIT Puglia, su pugliacon.regione.puglia.it. URL consultato il 31 dicembre 2023.
26. ↑   8.Arco Jonico tarantino - Paesaggio - SIT Puglia, su pugliacon.regione.puglia.it. URL consultato il 31 dicembre 2023.
27. ↑   9. La piana brindisina - Paesaggio - SIT Puglia, su pugliacon.regione.puglia.it. URL consultato il 31 dicembre 2023.
28. ↑   10. Tavoliere di Lecce - Paesaggio - SIT Puglia, su pugliacon.regione.puglia.it. URL consultato il 31 dicembre 2023.
29. ↑   11. Serre Salentine - Paesaggio - SIT Puglia, su pugliacon.regione.puglia.it. URL consultato il 31 dicembre 2023.
30. ↑   Tutela e valorizzazione delle lame (PDF), su ba2015.org. URL consultato il 26 luglio 2011 (archiviato dall'url originale il 7 gennaio 2012).
31. ↑   Geologia della Puglia, su itineraweb.com. URL consultato il 14-06-2008 (archiviato dall'url originale il 3 dicembre 2010).
32. ↑   Notizie on-line, su notizie-online.it. URL consultato il 26 marzo 2008 (archiviato dall'url originale il 21 marzo 2008).
33. ↑   (PDF)  Punta delle pietre Nere (PDF), su apat.gov.it. URL consultato il 13 aprile 2008 (archiviato dall'url originale il 25 maggio 2006).
34. ↑   G. de Lorenzo, "Studi di geologia nell'Appennino meridionale, Atti d. R. Accad. d. Sci, Fis. e Mat., 1896, Napoli ser. 2, vol. viii. no. 7.
35. ↑   Geologia della Puglia, su itineraweb.com. URL consultato il 13-04-2008 (archiviato dall'url originale il 3 dicembre 2010).
36. ↑   (PDF)  Vegetazione e clima della Puglia (PDF), su ressources.ciheam.org. URL consultato il 26 marzo 2008 (archiviato dall'url originale il 7 gennaio 2012).
37. ↑   Popoli e culture dell'Italia preromana. Gli Iapigi, gli Apuli e i Dauni, in Il mondo dell'archeologia, Roma, Istituto dell'Enciclopedia Italiana, 2002-2005.
38. ↑   Regione Puglia, su laterradipuglia.it. URL consultato il 26-03-2008 (archiviato il 29 marzo 2019).
39. ↑   Nicola Antonio Imperiale, Storie di Puglia - Qual è l'origine del nome Puglia?, su bari-e.it.
40. ↑   Salerno, in Enciclopedia federiciana, Roma, Istituto dell'Enciclopedia Italiana, 2005.
41. ↑   Puglia, in Enciclopedia dantesca, Roma, Istituto dell'Enciclopedia Italiana, 1970.
42. ↑  Ad esempio, dall'unità d'Italia sino al 1931 il nome ufficiale dell'attuale capoluogo di Regione era Bari delle Puglie.
43. ↑   Puglia, in Enciclopedia federiciana, Roma, Istituto dell'Enciclopedia Italiana, 2005.
44. ↑   Filippo Maria Pagano, Istoria del regno di Napoli, Volume 2 Istoria del regno di Napoli, Marotta e Vanspandoch, 1835,  p. 289.
45. ↑   Capitanata, in Enciclopedia federiciana, Roma, Istituto dell'Enciclopedia Italiana, 2005.
46. ↑   Pirro Nord (Apricena, FG), su sfera.unife.it. URL consultato il 15 luglio 2025.
47. ↑   Mathieu Duval, Lee J. Arnold, Jean-Jacques Bahain, Josep M. Parés, Martina Demuro, Christophe Falguères, Qingfeng Shao, Pierre Voinchet, Julie Arnaud, Claudio Berto, Gabriele Luigi Francesco Berruti, Sara Daffara, Benedetto Sala e Marta Arzarello, Re-examining the earliest evidence of human presence in western Europe: New dating results from Pirro Nord (Italy), in Quaternary Geochronology, vol. 82, 2023,  pp. 101519, DOI:10.1016/j.quageo.2024.101519. URL consultato il 14 luglio 2025.
48. ↑   Dolmen e Menhir in Puglia, di Giulia Ferola, su geocities.com. URL consultato il 26-03-2008 (archiviato dall'url originale il 27 ottobre 2009).
49. ↑  Conectitur secunda regio amplexa Hirpinos, Calabriam, Apuliam, Sallentinos ... Graeci Messapiam a duce appellavere et ante Peucetiam a Peucetio Oenotri fratre in Sallentino agro.
(Plinio il Vecchio, Naturalis historia, Libro III, edizione a cura di H. Zehnacker, Parigi, 1998)
Traduzione: Confina con questi luoghi la Lucania la seconda regione, che comprende gli Irpini, la Calabria, la Puglia e i Salentini ... I Greci chiamarono la Calabria Messapia dal nome del loro comandante, e prima ancora Peucezia, da Peucezio, fratello di Enotro, che risiedeva nel territorio del Salento.
Traduzione di G. Ranucci in G.B. Conte (a cura di), Gaio Plinio Secondo. Storia Naturale I. Cosmologia e geografia. Libri 1-6, Torino 1982
50. ↑   Regio II Apulia et Calabria mappa e storia, su telemaco.unibo.it. URL consultato il 27 gennaio 2008 (archiviato dall'url originale il 17 maggio 2008).
51. ↑   Italia Antiqua di Antonio Montesanti, su instoria.it. URL consultato il 26-03-2008 (archiviato il 6 febbraio 2008).
52. ↑   Caduta dell'Impero Romano e dominazioni straniere (secoli IV-XI) di Franco Savelli, su antica.unibo.it. URL consultato il 26-03-2008 (archiviato il 19 giugno 2008).
53. ↑  Carla Marcato et alii, Dizionario di Toponomastica, Utet, Torino, 1990.
54. ↑   Federico II di Svevia, su spazioinwind.libero.it. URL consultato il 26-03-2008.
55. ↑   La Carboneria, su triplov.com. URL consultato il 26-03-2008 (archiviato il 17 maggio 2008).
56. ↑   Sito istituzionale della Regione Puglia, su regione.puglia.it. URL consultato il 3 luglio 2011 (archiviato il 27 giugno 2013).
57. ↑   Descrizione sul sito istituzionale della Presidenza della Repubblica, su quirinale.it. URL consultato il 3 luglio 2011.
58. ↑  https://www.gazzettaufficiale.it/eli/gu/2010/11/26/277/sg/pdf
59. ↑  P. Belli D'Elia, Alle sorgenti del romanico. Puglia XI secolo, Bari 1975.
60. ↑   Basi: la Basilica di San Nicola, su mondimedievali.net. URL consultato il 6 dicembre 2011.
61. ↑   Lecce e il barocco leccese, su baroque.it. URL consultato il 6 dicembre 2011.
62. ↑   Completata la Chiesa di Padre Pio progettata da Renzo Piano, in Edilportale.com. URL consultato il 4 luglio 2011 (archiviato dall'url originale il 14 giugno 2018).
63. ↑  (EN) The "Trulli" of Alberobello, su whc.unesco.org. URL consultato il 4 gennaio 2012 (archiviato l'11 luglio 2017).
64. 1 2   I Trulli di Alberobello - Comune di Alberobello, su comune.alberobello.ba.it. URL consultato il 5 gennaio 2012 (archiviato dall'url originale il 28 luglio 2012).
65. ↑   La Murgia dei Trulli: analisi e prospettive della economia agro-silvo-pastorale (PDF), su tno.it. URL consultato il 4 gennaio 2012 (archiviato il 20 agosto 2012).
66. ↑   Le Pajare, i muretti a secco, i trulli, le liàme, su turismo-capoleuca.com. URL consultato il 5 gennaio 2012 (archiviato dall'url originale il 28 agosto 2011).
67. ↑   La rete castellare sveva, su casteldelmonte.beniculturali.it. URL consultato l'8 dicembre 2011 (archiviato dall'url originale il 14 febbraio 2022).
68. ↑   Castel del Monte - Mondimedievali, su mondimedievali.net. URL consultato l'8 dicembre 2011.
69. ↑   Puglia archeologica: ricca e sconosciuta, su historiabari.eu. URL consultato il 5 dicembre 2011 (archiviato dall'url originale il 19 marzo 2015).
70. ↑   Altamura - Portale turistico della Regione Puglia, su viaggiareinpuglia.it. URL consultato il 5 dicembre 2011.
71. ↑   Altamura, parte l'esproprio della cava dei dinosauri, in La Repubblica. URL consultato il 5 dicembre 2011.
72. ↑   Dolmen e menhir - Portale turistico della Regione Puglia, su viaggiareinpuglia.it. URL consultato il 5 dicembre 2011.
73. ↑   Parchi, Riserve ed altre Aree Naturali Protette in Puglia, su parks.it. URL consultato il 4 dicembre 2011.
74. ↑   Atlante dei Parchi e delle aree protette della Puglia, su agraria.org. URL consultato il 4 dicembre 2011.
75. 1 2 3   Dato Istat al 30/11/2024, su demo.istat.it. URL consultato il 2-3-2025.
76. ↑   Popolazione residente per cittadinanza o paese di nascita al 1° gennaio 2024, su demo.istat.it. URL consultato il 2-3-2025.
77. ↑  Giulio Bertoni (1916), Italia dialettale, Milano, Hoepli, p. 152.
78. 1 2   Francesco Maria Provenzano, Un Viaggiatore tra Borghi e Città. Dal centro al sud alle isole d'Italia alla scoperta di cultura, storia e tradizioni, su Anteprima su Google Libri, Luigi Pellegrini Editore. URL consultato il 31 maggio 2020.
«Carnevale di Manfredonia è tra i maggiori carnevali italiani, nasce nel 1954 ed è riconosciuto dalla Regione Puglia come manifestazione di interesse regionale. È associato alla Federazione europea delle città del carnevale. Per due volte è stato inserito tra le manifestazioni abbinate alla Lotteria Nazionale.»
79. ↑   Annuario statistico regionale Puglia 2004: Istruzione, su istat.it. URL consultato il 4 luglio 2011 (archiviato dall'url originale il 23 aprile 2011).
80. ↑   Dati dell'ufficio di statistica del MUR 2006, su miur.it. URL consultato il 4 dicembre 2007 (archiviato il 1º luglio 2007).
81. ↑  Decreto del Ministero dell'Università e della Ricerca Scientifica e Tecnologica.
82. ↑  B.U.R. 109 del 12/10/1995
83. ↑  Isman, I predatori dell'arte perduta, pag. 81
84. ↑   Enzo Garofalo, Dal prossimo aprile la Puglia avrà un nuovo tempio dell'Arte, su cannibali.it, 10 marzo 2009. URL consultato il 19 aprile 2009.
85. ↑   Apulia Film Commission – Apulia Film Commission, su apuliafilmcommission.it, 9 aprile 2025. URL consultato il 24 aprile 2025.
86. ↑   Unti e Bisunti - Bari Episodio 1 Stagione 2, su it.dplay.com.
87. ↑   In viaggio con la zia - Bari, su raiplay.it. URL consultato il 7 maggio 2017 (archiviato dall'url originale il 6 aprile 2017).
88. ↑   La Croce e la Spada San Nicola, su ufficiostampa.rai.it.
89. ↑   Antichi misteri La corona di spine stagione 2 episodio 5 [collegamento interrotto], su sorrisi.com.
90. ↑   Italia segreta Castel del Monte, l'inspiegabile [collegamento interrotto], su italiasmart.tv.
91. ↑   Paesaggi Italiani Puglia, il mare del Salento [collegamento interrotto], su italiasmart.tv.
92. ↑   Viaggio in Italia Puglia, pietre e trulli [collegamento interrotto], su italiasmart.tv.
93. ↑   Il Giordano riapre dopo una lunga attesa, su teleradioerre.it (archiviato dall'url originale il 5 dicembre 2014).
94. ↑  Ci si riferisce a una produzione letteraria scritta: prima di lui era fiorente una letteratura a carattere prettamente orale.
95. ↑   I borghi più belli della Puglia, su borghistorici.it.
96. 1 2  Fiera d'Aprile 2008 Archiviato il 24 luglio 2012 in Internet Archive.
97. ↑   Regional GDP per capita ranged from 30% to 263% of the EU average in 2018, su ec.europa.eu. URL consultato il 7 luglio 2021.
98. ↑   15 motivi che spiegano perché la Puglia è davvero la regione più bella del mondo. URL consultato il 31 maggio 2017.
99. ↑   Dati Istat 2007 (PDF), su istat.it. URL consultato il 3 luglio 2011 (archiviato il 13 novembre 2010).
100. ↑   Impresa Puglia Un’analisi sulle 200 principali aziende “Crescono le Pmi, assente il turismo” Il rapporto di PwC (PDF), su download.repubblica.it.
101. ↑  Dati Svimez - Tavole regionali Archiviato il 26 maggio 2012 in Internet Archive.
102. ↑   Dati Istat - Tavole regionali, su istat.it. URL consultato il 26 novembre 2010 (archiviato il 9 marzo 2008).
103. ↑  Dati Svimez - Tavole regionali[collegamento interrotto]
104. ↑  Rapporto Svimez[collegamento interrotto]
105. ↑   Tasso di occupazione, dati provinciali, su esploradati.istat.it. URL consultato il 18 luglio 2024.
106. ↑   Tasso di disoccupazione, dati provinciali, su esploradati.istat.it. URL consultato il 18 luglio 2024.
107. ↑   Puglia in cifre 2010, Istituto Pugliese di Ricerche Economiche e Sociali, pag. 81 (PDF), su ipres.it. URL consultato il 6 novembre 2011 (archiviato dall'url originale il 9 ottobre 2013).
108. ↑   Trail Puglia - Osservatorio regionale sulle infrastrutture di trasporto e logistica/ Aeroporto di Bari - Palese "K. Wojtyla", su trail.unioncamerepuglia.it. URL consultato il 7 ottobre 2022 (archiviato dall'url originale il 17 luglio 2012).
109. ↑   Trail Puglia - Osservatorio regionale sulle infrastrutture di trasporto e logistica/ Aeroporto di Brindisi - Papola Casale "O.Perozzi", su trail.unioncamerepuglia.it. URL consultato il 17 marzo 2012 (archiviato dall'url originale il 17 luglio 2012).
110. ↑  Dato Istat al 01/01/2015
111. ↑  Acque interne :71,53 km² (28,63%)
112. ↑   Cooperazione Balcani [collegamento interrotto], su balcanicooperazione.it. URL consultato il 3 luglio 2011.
113. ↑   Raccolta differenziata rifiuti - RSU Puglia, su rifiutiebonifica.puglia.it. URL consultato il 6 luglio 2011.
114. ↑  Legge Regionale 23/2006
115. ↑  Legge Regionale 15/2005
116. ↑   [ Rapporto sullo sviluppo delle fonti energetiche rinnovabili nelle Regioni del Mezzogiorno], su qualenergia.it. URL consultato il 17 marzo 2012.
117. ↑   È la Puglia la regione più rinnovabile d'Italia, su life.wired.it. URL consultato il 17 marzo 2012.
118. ↑   Puglia da record anche per le energie rinnovabili [collegamento interrotto], su newspuglia.it. URL consultato il 17 marzo 2012.
119. 1 2 3 4  Società controllata
120. 1 2  Società In House